# Révolution industrielle
Pour les articles homonymes, voir Révolution (homonymie).
La révolution industrielle est le processus historique du XIXe siècle qui fait basculer une société à dominante agraire et artisanale vers une société commerciale et industrielle. Ainsi, cette transformation, tirée par le boom ferroviaire des années 1840, affecte profondément l'agriculture, l'économie, le droit, la politique, la société et l'environnement.
L'idée se fait jour sous la plume de l'économiste français Adolphe Blanqui dans son Essai sur les progrès de la civilisation industrielle de 1828, dans son Histoire de l'économie politique de 1837 et dans son Cours d'économie industrielle de 1838. La première occurrence connue de l'expression littérale « révolution industrielle » en français serait dans De l'industrie en Belgique de Natalis Briavoine en 1839. Elle apparaît en allemand en 1845 dans La situation de la classe laborieuse en Angleterre de Friedrich Engels. Vulgarisée en Angleterre au XXe siècle par l'historien Arnold Toynbee, elle fait partie depuis du vocabulaire usuel.
Certains historiens contestent, mais sans avoir obtenu un consensus autour de leur position, la validité scientifique de cette expression. Pour Werner Sombart (Le Capitalisme moderne, 1902), la « révolution industrielle » est un phénomène ancien, qui commence en fait à Florence au XIVe siècle avec l'émergence de la civilisation bourgeoise. Fernand Braudel fait observer que le caractère brutal qu'implique le terme de « révolution industrielle » ne peut a priori s'appliquer qu'au Royaume-Uni. Pour les autres pays, le terme d'industrialisation qualifie mieux un processus en réalité assez progressif. Patrick Verley insiste sur la continuité du phénomène, le moteur de la croissance de l'industrie, à la fin du XVIIe siècle, résidant d'abord dans le dynamisme de la demande de biens de consommation, qui stimule en retour le progrès technique.

## Les mutations dans le domaine agricole
La « révolution industrielle » est le passage d'une économie fondée traditionnellement sur l'agriculture à une économie reposant sur la production mécanisée à grande échelle de biens manufacturés dans des entreprises.
Les « révolutions industrielles » (au pluriel) désignent les différentes vagues d'industrialisation qui se succèdent dans les différents pays à l'époque moderne, car la révolution industrielle émerge en réalité de façon décalée dans le temps et dans l'espace selon les pays. Elle correspond à la maîtrise et au développement de nouvelles sources d'énergies, à savoir les énergies fossiles, qui sont essentielles dans le développent des industries : le charbon d'abord, le pétrole et le gaz naturel ensuite
Les premiers espaces à s'être industrialisés sont la Grande-Bretagne à la fin du XVIIIe siècle, puis la Belgique, le Nord de la France et la Suisse au début du XIXe siècle : ce sont les pays de la première vague. L'Allemagne et les États-Unis s'industrialisent à partir du milieu du XIXe siècle, le Japon à partir de 1868 (le début de l'ère Meiji qui correspond à la date d'accession au pouvoir de l'empereur Mutsuhito (1867-1912), puis la Russie à la fin du XIXe siècle : ils forment les pays de la deuxième vague.

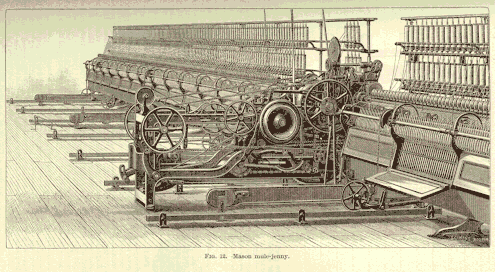
Machine à filer mule-jenny, résultat d'innovations incrémentales depuis le début du XVIIIe siècle.
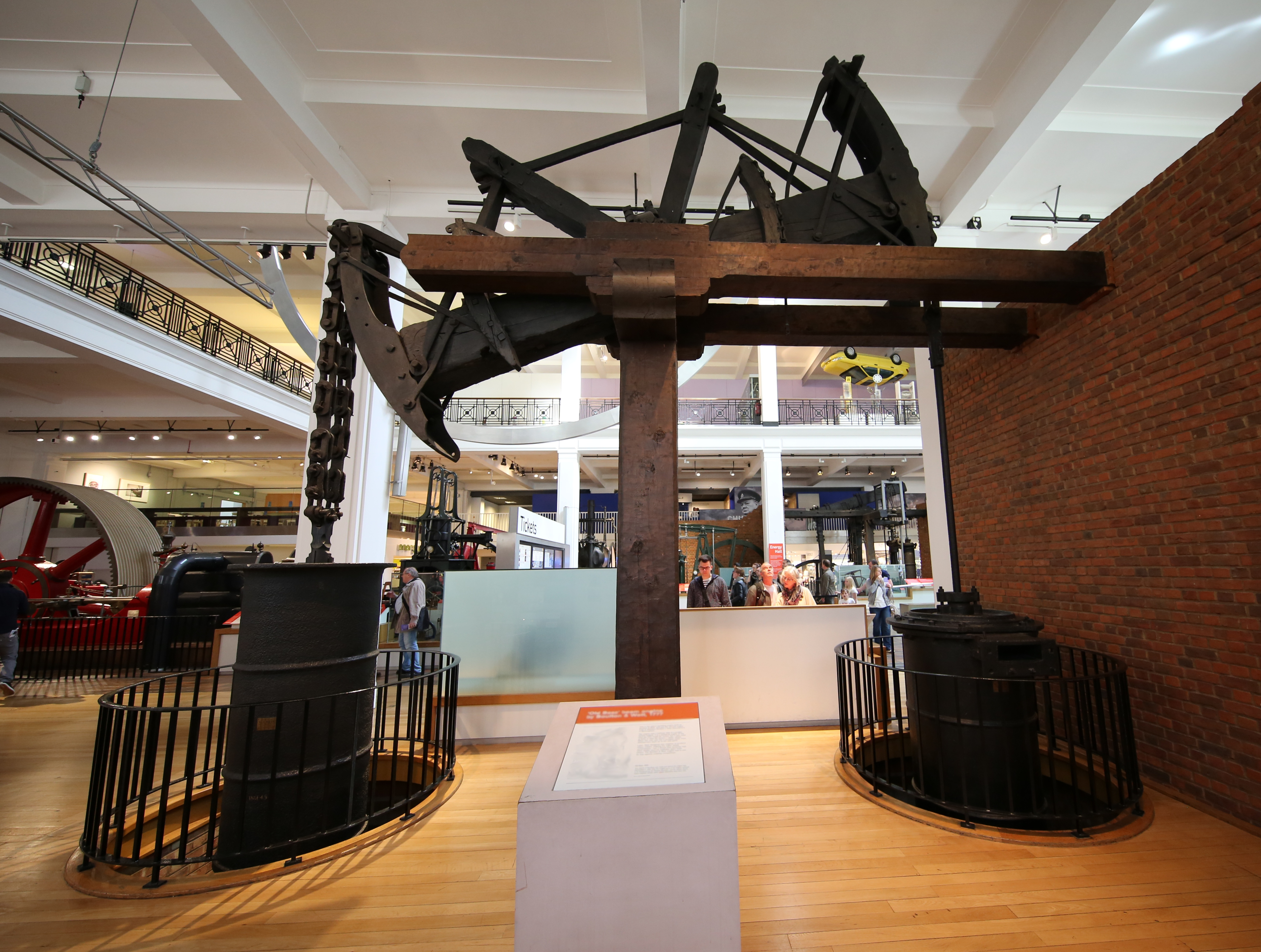
Machine à vapeur de James Watt conçue en 1769.
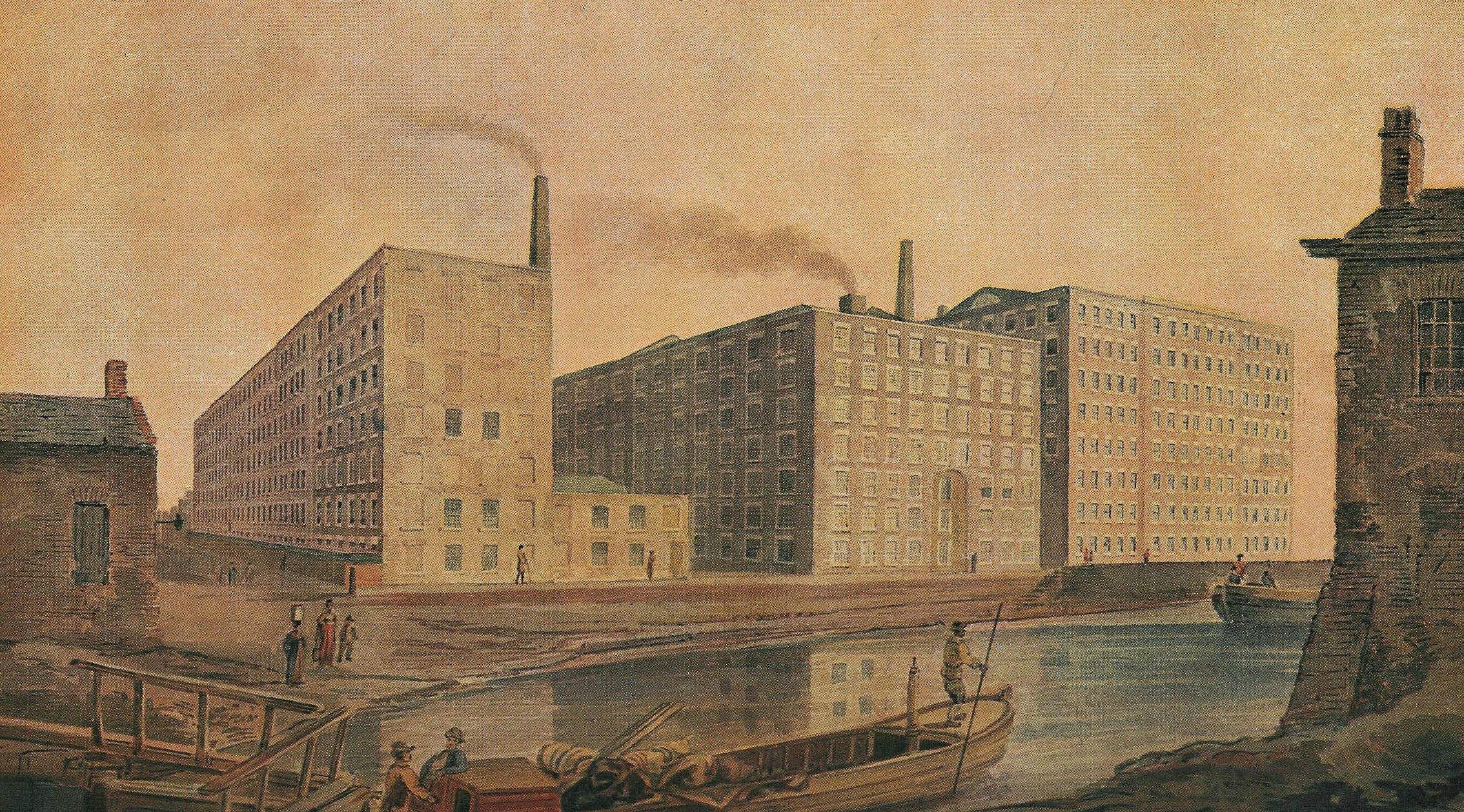
Usines de filage mécanique du coton à Manchester vers 1820.
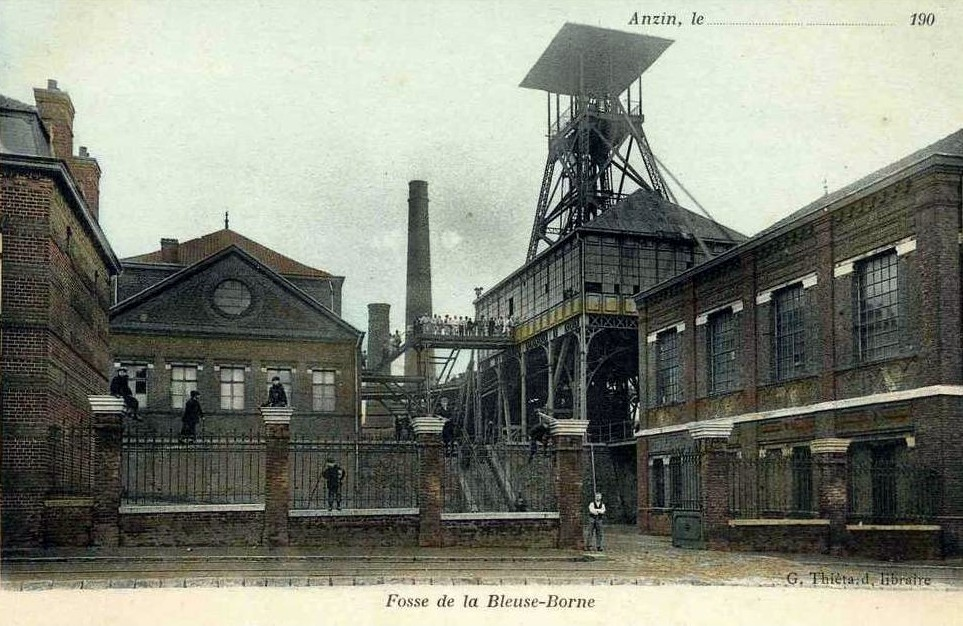
Fosse de la Compagnie des mines d'Anzin (France).
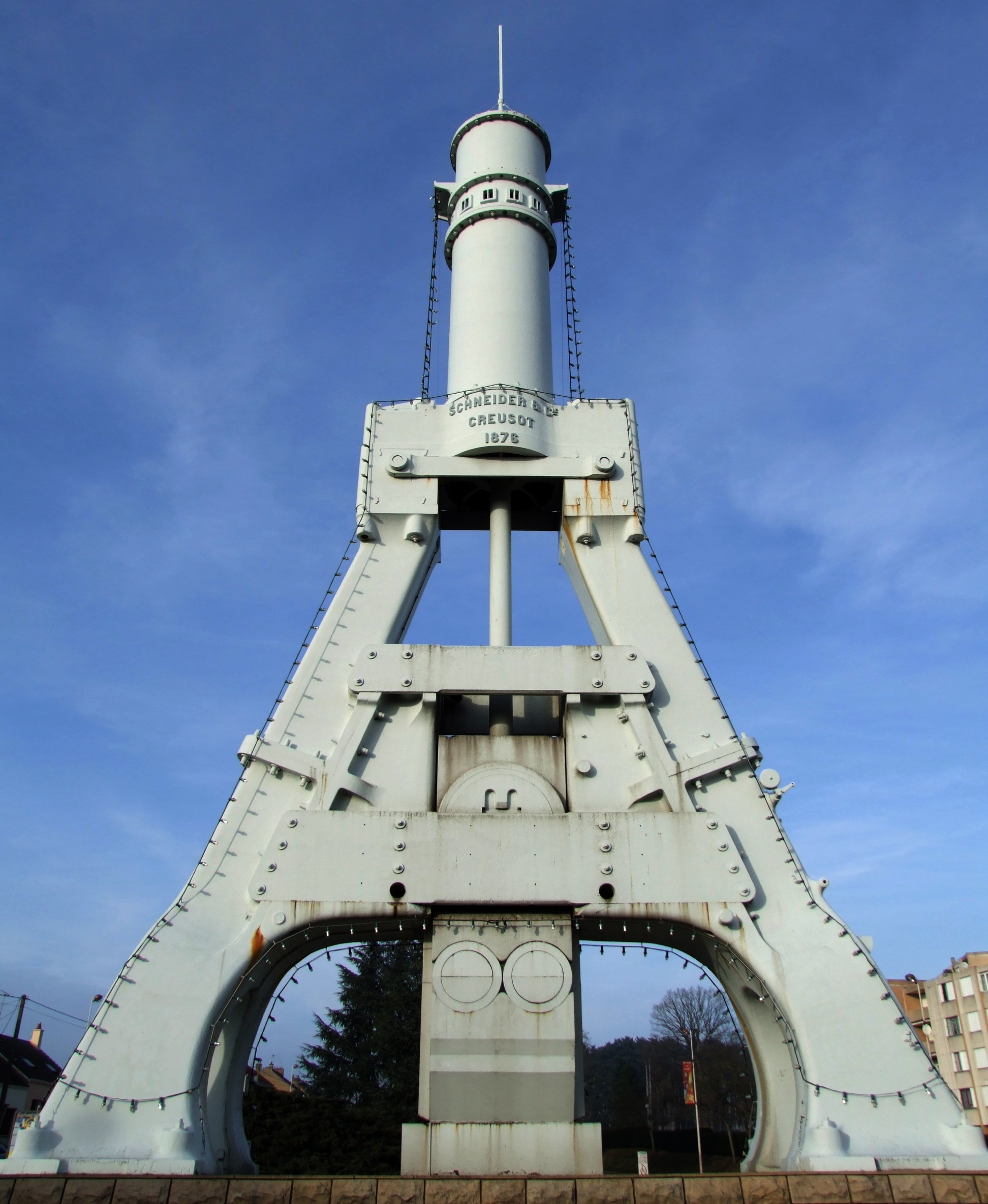
Marteau-pilon du Creusot (1841).
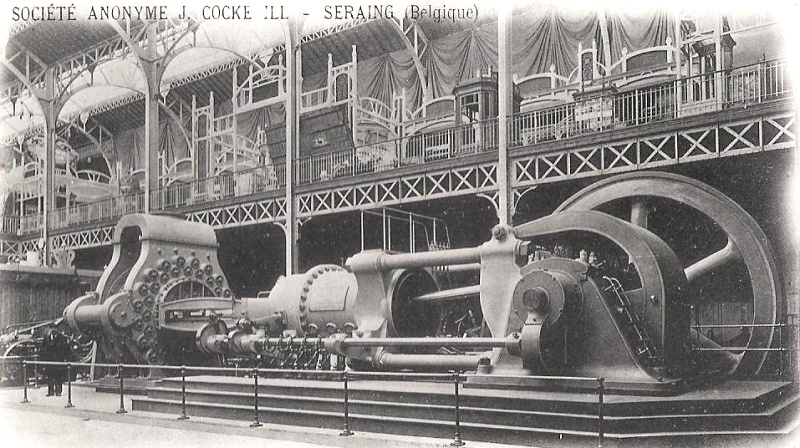
Machine des aciéries de John Cockerill à Seraing, foyer de l'industrialisation belge.

Les transformations économiques, politiques et sociales sont telles que certains, comme Max Pietsch et David Landes, veulent y voir une rupture avec le passé. D'autres pointent plutôt la convergence d'éléments que le contexte historique favorise et diffuse au XIXe siècle. Karl Polanyi, dans La Grande Transformation (1944), expose notamment l'idée d'un siècle marqué par :
1. Un équilibre politique international : absence de grandes guerres entre 1815 et 1914[11] ;
2. Un équilibre monétaire : système de l'étalon-or et absence d'inflation ;
3. Un équilibre économique : acceptation de l'économie de marché.

Sans méconnaître l'impact colossal des transformations portées par la révolution industrielle, (voir par exemple l'expression « Rerum novarum » employée par le pape Léon XIII dans son encyclique homonyme : un ensemble de « choses nouvelles » forment un mouvement économique et social inédit et déconcertant qui pose la question sociale), certains éléments assurent une certaine continuité entre les périodes pré-industrielles et industrielles. Walt Whitman Rostow est l'un des premiers à en rendre compte. Franklin Mendels parle d'une situation de « proto-industrialisation » dans de nombreuses régions d'Europe et Pierre Léon note l'existence de « nébuleuses industrielles » antérieures au XIXe siècle. De même, Bernard Rosier et Pierre Dockès montrent que l'avènement du factory system fait suite à l'expérience antérieure du manufactory system et Alexander Gerschenkron note que la révolution industrielle est surtout le résultat d'obstacles économiques, politiques et sociaux qu'opposaient les sociétés traditionnelles et surmontés par chaque État. Enfin, Fernand Braudel note : « Il n'y a jamais entre passé — même lointain — et présent de discontinuité absolue, ou si l'on préfère de non-contamination. Les expériences du passé ne cessent de se prolonger dans la vie présente. » Ainsi, de nombreux auteurs situent le début de la révolution industrielle au Moyen Âge (qui a déjà révolutionné le monde du travail par le renouvellement des sources d'énergie, hydraulique et éolienne, et par l'invention technologique) ou au début de la Renaissance. Paul Mantoux parle de l'existence d'un capitalisme industriel dès le milieu du XVIe siècle, mais la révolution industrielle en soi date, selon lui, du XVIIIe siècle.

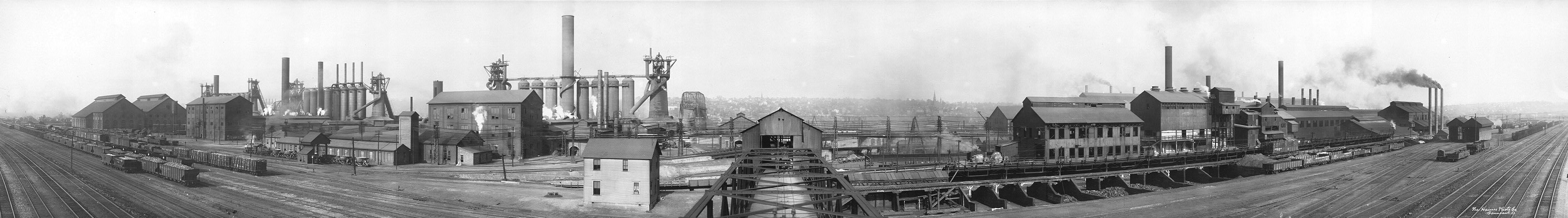
Industrialisation massive : panorama sur les usines sidérurgiques Carnegie à Youngstown dans l'Ohio, en 1910.

## Avant la révolution industrielle
De la fin du Moyen Âge au XVIIIe siècle, la société est largement seigneuriale et presque exclusivement agricole. À l'exception de certaines régions, comme les Flandres, l'agriculture est encore peu productive et marquée par l'archaïsme féodal. La pratique de l'assolement triennal reste la règle et les champs sont exploités de façon collective, l'absence de clôtures permettant le mouvement du bétail d'un terrain à l'autre. L'Europe connaît plusieurs phases de croissance démographique et de prospérité économique qui sont toujours entrecoupées par des crises profondes : épidémies, guerres et disettes. La mortalité infantile est élevée, l'alimentation est essentiellement à base de céréales. L'hygiène reste désastreuse : les carences sont attestées par des déformations et autres marqueurs d'innombrables maladies relevés sur les squelettes de l'époque.
Toutefois, les premières corporations productivistes apparaissent dès la Renaissance en Hollande et dans le Nord de l'Italie. Les techniques enregistrent d'importants progrès : navigation, imprimerie, horlogerie, extraction minière et méthodes bancaires. Les foires qui se développent dans certaines régions d'Europe attestent l'existence d'échanges se situant dans une économie de marché plus élargie. Ces volumes demeurent cependant modestes dans le total des échanges pratiqués par les populations.
L'usine, au sens moderne, est inexistante. Les manufactures établies par le pouvoir royal, en France notamment (comme à Villeneuvette), restent une activité d'exception. Cependant, certaines formes d'organisations basées sur une sous-traitance à domicile (putting-out system) — comme l'établissage dans l'industrie horlogère — annoncent la révolution industrielle ; les marchands commencent à fournir les paysans en matières premières, parfois en outils, en vue de récupérer ensuite un produit transformé qu'ils revendront en ville. Les paysans en tirent un complément de revenu. Ce mode de vie n'est donc plus tout à fait le servage mais n'est pas encore le salariat. C'est un mélange inédit d'agriculture et d'artisanat : l'économie moderne est en germe. Ainsi, l'avènement des indiennes de coton dont la fabrication implique la mise en œuvre de processus techniques complexes provoquent le développement d'une proto-industrie dans plusieurs régions d'Europe au XVIIIe siècle.
D'après les calculs d'Angus Maddison, l'Europe occidentale connaît, de 1500 à 1800, une croissance démographique de 0,14 %, soit un taux faible mais déjà supérieur à celui des autres régions du monde (0,02 %). C'est donc dès le XVIIIe siècle que l'Europe commence à creuser l'écart économique avec le reste du monde. Cette avance reste limitée et si l'Europe occidentale n'est pas plus riche que le reste du monde, elle commence déjà à le dominer : les grandes compagnies de commerce profitent du renouveau des techniques maritimes, pour rivaliser, prendre le contrôle des mers et des comptoirs d'escale ou d'approvisionnement. Ce commerce au long cours s'intéresse à l'origine surtout aux produits de luxe : activité très risquée mais qui procure à ceux qui y investissent des profits considérables. L'idée d'investissement de rapport se diffuse d'abord chez les financiers qui se lancent dans le négoce, puis chez des négociants qui réussissent à s'autofinancer (sans s'endetter) ou à trouver les moyens de se financer : création et développement des banques, des bourses et des associations de « capitalistes » dans les pays du Nord de l'Europe.

## Contexte favorable, résultat d'une longue évolution

### Structures sociales, économiques et politiques

#### Évolution de la société
- Si vous ne connaissez pas le sujet, laissez ce bandeau (vous pouvez alors contacter les auteurs).
- Si vous supprimez le contenu mis en cause (vous pouvez préalablement contacter les auteurs),

argumentez précisément cette suppression dans la page de discussion
(un manque de référence n'est pas un argument ; une recherche réelle de référence doit avoir été effectuée, être formellement documentée).
Il est de coutume de voir un lien entre la réforme protestante au XVIe siècle et la révolution industrielle depuis la parution de L'Éthique protestante et l'Esprit du capitalisme de Max Weber en 1905. Selon ce sociologue allemand, le protestantisme porte en lui les germes de ce qui constitue un « terreau » de valeurs qui révolutionnent la conception du travail et de la vie : le travail n'a pas à être considéré comme le châtiment expiatoire du péché originel comme le rapporterait l'éthique catholique. Ce serait au contraire une valeur fondamentale au travers de laquelle chacun s'efforce de se rapprocher de Dieu. Selon Max Weber, le capitalisme est un état d'esprit caractérisé entre autres par la subordination de l'émotion et de la coutume à la raison instrumentale (un terme de philosophie allemande désignant l'usage de la raison pour déterminer le meilleur moyen d'atteindre un but : le mot français est « rationalité ») et cet état d'esprit aurait été créé par le calvinisme intransigeant apparu en Angleterre et aux Pays-Bas au XVIIe siècle enseignant le rejet des plaisirs superficiels tels que le jeu et le théâtre pour se concentrer sur le travail, tandis que le dogme de la prédestination aurait encouragé à rechercher des signes terrestres de son élection par Dieu. Enfin, l’Église catholique a condamné l'usure jusqu'en 1830 alors que Jean Calvin l'a autorisé rendant le protestantisme compatible avec le libéralisme et la spéculation.
Cette analyse est en contradiction apparente avec le dogme fondamental du protestantisme, la sola gratia, selon lequel Dieu accorde sa grâce sans considération des actes. Max Weber ne l'ignore pas, mais il analyse chez les protestants une forme de déviation par rapport au dogme pur, qui consiste à voir dans la fortune ici-bas un signe de l'élection divine et du salut. Cette analyse n'explique pas pourquoi l'émergence du capitalisme se produit deux siècles après l'apparition du protestantisme (voir l'article Histoire du capitalisme) ; il est vrai que Weber n'avait pas à sa disposition les études d'historiens postérieurs (le Belge Raymond de Roover (en) ou les Britanniques Edwin S. Hunt et James M. Murray ou encore le Français Fernand Braudel).
L'évolution des idées durant l'époque moderne est marquée par la dimension prise par la bourgeoisie au sein de la société. Il est notable que l'expansion économique précoce se fait souvent dans un contexte politique déjà en partie affranchi du féodalisme. Venise, en Italie du Nord, est dominée par les marchands et les Provinces-Unies ainsi que l'Angleterre se sont dotées d'un régime parlementaire.

#### Transformation de l'entreprise

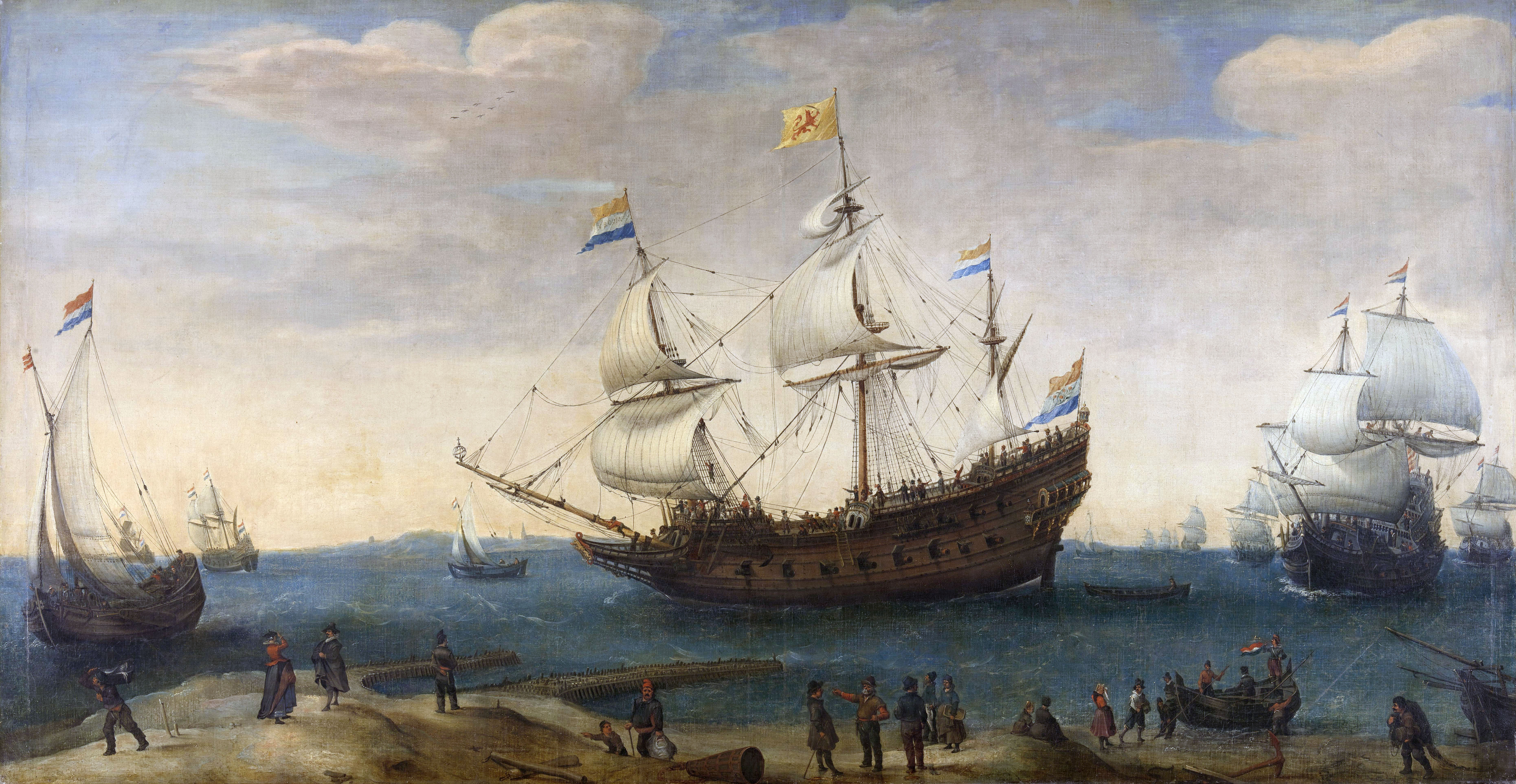
Peinture de Hendrick Cornelisz Vroom réalisée vers 1600, montrant le départ de voiliers de la Compagnie néerlandaise des Indes orientales.

Le capitalisme ne naît pas avec la révolution industrielle ; dès la fin du Moyen Âge, l'historien Fernand Braudel note que les activités du capitalisme marchand et financier sont déjà largement développées dans le Nord de l'Italie, les Pays-Bas ou l'Allemagne du Nord.
Dès le XVIIe siècle, les grandes compagnies commerciales maritimes, comme la Compagnie anglaise des Indes orientales (1600) ou la Compagnie néerlandaise des Indes orientales (1602), préfigurent l'« entreprise » moderne. Elles constituent en effet les premières entités à explicitement viser le profit monétaire et, pour ce faire, à savoir mobiliser hommes, capitaux et moyens matériels (navires) pour exploiter les nouvelles connaissances géographiques et les progrès technologiques : boussole, sextant, etc.
Durant cette ère préindustrielle — ou « proto-industrielle » selon l'expression de Franklin Mendels — des « nébuleuses industrielles » comme en Flandre au XVIIe siècle apparaissent dans lesquelles se développent des formes embryonnaires d'entreprises pour contourner les règles corporatives. Les premières formes juridiques d'entreprises reposant sur la libre association de sociétaires voient le jour, notamment la société en commandite.
L'ampleur des besoins financiers engendrés par la révolution industrielle pose rapidement la question de l'accumulation primitive du capital et consécutivement celle du financement par l'appel à l'épargne publique ou aux capitaux extérieurs. Jusque-là, les « investisseurs » associés au sein de sociétés en nom commun (SNC) découpées en parts non négociables, et non en actions, ont la qualité juridique de « commerçants » et sont, à ce titre, responsables sur leurs biens propres. Les premières sociétés de capitaux comme les sociétés en commandite par actions (actions négociables dans une bourse) remontent en France au Code du commerce de 1807, mais restent marginales.
Or au XIXe siècle, la révolution industrielle requiert — comme dans les chemins de fer — une importante concentration de capitaux en vue de financer des investissements de plus en plus importants. Une nouvelle forme juridique d'entreprise, la société anonyme (SA) facilite les apports en capitaux de plusieurs investisseurs : ceux-ci n'engagent leur responsabilité qu'à hauteur des montants investis, ce qui limite les risques encourus en cas de défaillance.
Ainsi en Angleterre, la mise en place des joint stock companies (JSC) fait suite à l'abrogation du « Bubble Act » en 1825 et au « Joint Stock Companies Act » de 1856. En France est instaurée la société anonyme après les lois de 1863 et 1867 (et en Allemagne en 1870). D'après François Caron, 11,4 % des sociétés créées en France entre 1879 et 1913 le sont sous la forme de société anonyme.

#### Libéralisme à l'aube de l'industrialisation
La réflexion sur le rôle de l'État dans l'économie, les thèmes du libre-échange et du protectionnisme sont l'objet d'une longue réflexion historique. Au XVIIe siècle, le mercantilisme — « économie au service du prince » — énonce de manière pragmatique et parfois assez formalisée (ainsi le colbertisme en France) les premières considérations et théories économiques censées correspondre aux besoins des nations et royaumes. En 1776, un auteur libéral comme Adam Smith est partisan d'un État-gendarme capable d'assurer d'une part des prérogatives régaliennes (de défense, de sécurité et de justice) et d'autre part des fonctions tutélaires (les permissions et les interdictions). Il ne s'agit donc pas à proprement parler d'un État minimal.
Par ailleurs, la division du travail est déjà à l'œuvre depuis au moins un siècle dans les chantiers navals (par exemple, l'arsenal de Venise) et illustrée par les planches de l'Encyclopédie. Elle est source d'efficience et de meilleure productivité. En d'autres termes, la division du travail permet d'atteindre les objectifs avec des bas coûts et une production par unité de facteurs élevée. La spécialisation et l'interdépendance qu'elle induit entre un nombre croissant d'agents économiques qui y ont recours rend nécessaires les échanges et contribue à généraliser les pratiques de marché. Vincent de Gournay et le mouvement physiocratique lancent au XVIIIe siècle : « Laissez faire les hommes, laissez passer les marchandises. »
Le siècle des Lumières promeut la conception d'un État garant des libertés individuelles, parmi lesquelles, la liberté du commerce et de l'industrie et, son corollaire, la libre concurrence. Concrètement, il s'ensuit en France l'abrogation des corporations à la suite de la loi d'Allarde en mars 1791 et l'interdiction de toute coalition à la suite de la loi Le Chapelier du 14 juin 1791 : « Il n'y a plus de corporations dans l'État ; il n'y a plus que l'intérêt particulier de chaque individu et l'intérêt général ».
En Angleterre, les Combination Acts de 1799 et 1800 engagent un processus similaire. De telles mesures ont un impact décisif sur le processus de révolution industrielle ; d'après Arnold Toynbee, « l'essence même de la révolution industrielle est la substitution de la libre concurrence aux règlementations qui, depuis le Moyen Âge, étaient imposées à la production ».
Au XIXe siècle alternent des périodes de libre-échange et de protectionnisme. Paul Bairoch observe que « le protectionnisme est la règle, le libre-échange l'exception ». Le Royaume-Uni commercialiste avait opté dès le XVIIe siècle pour des mesures protectionnistes telles le « Navigation Act » de Cromwell en 1651, et réitère en ce sens avec les « Corn Laws » de 1815 à la suite de « l'Importation Act ». L'abrogation des « Corn Laws » par le « Peel Act » le 15 mai 1846 constitue, au même titre que l'abrogation du « Navigation Act » en 1849, un tournant fondamental du XIXe siècle. Autrement dit, la fin des années 1840 a été marquée par la mise en place d'un ensemble de lois permettant l'ouverture progressive des frontières vis à vis du reste du monde.
Ce libéralisme est donc à l'origine de la généralisation du marché au XIXe siècle : celui-ci — autrefois existant mais de manière marginale — devient facteur décisif dans le processus d'industrialisation. Karl Polanyi estime dans La Grande Transformation (ouvrage publié en 1944) que le marché fonctionne de manière autorégulée, sans intervention de l'État, entre 1834, date de l'abolition de la loi de Speenhamland (1795-1834) consacrant la marchandisation de la main d'œuvre, et 1929, date de la grande crise économique qui provoque le retour et le recours à l'État en vue d'intervenir activement et réglementer le marché.

#### Progrès scientifiques
La révolution industrielle est aussi le fait de découvertes et innovations qui favorisent l'industrialisation. La « grappe d'innovation » qui survient, est d'une ampleur telle que la révolution industrielle marque une véritable rupture sur le plan des techniques.
Pourtant, de nombreuses industries ne sont pas à proprement parler récentes : certaines comme l'imprimerie et la soierie remontent au milieu du XVe siècle. Les travaux d'Henri Hauser montrent que ces industries ont favorisé l'émergence des premières manufactures dont certaines, en France, sont créées sur décision royale dès le règne d'Henri IV mais surtout sous celui de Louis XIV, influencé par les idées mercantilistes de Colbert.
De même, Lewis Mumford considère l'invention de l'horloge comme l'une des premières activités mécaniques, occasionnant le perfectionnement de certaines techniques et favorisant la division du travail (voir en particulier le modèle d'organisation assez remarquable dit de l'« Établissage » en vigueur dans l'horlogerie du Jura depuis au moins le XVIIIe siècle).

### Fondements philosophiques

#### Origines de l'industrialisme

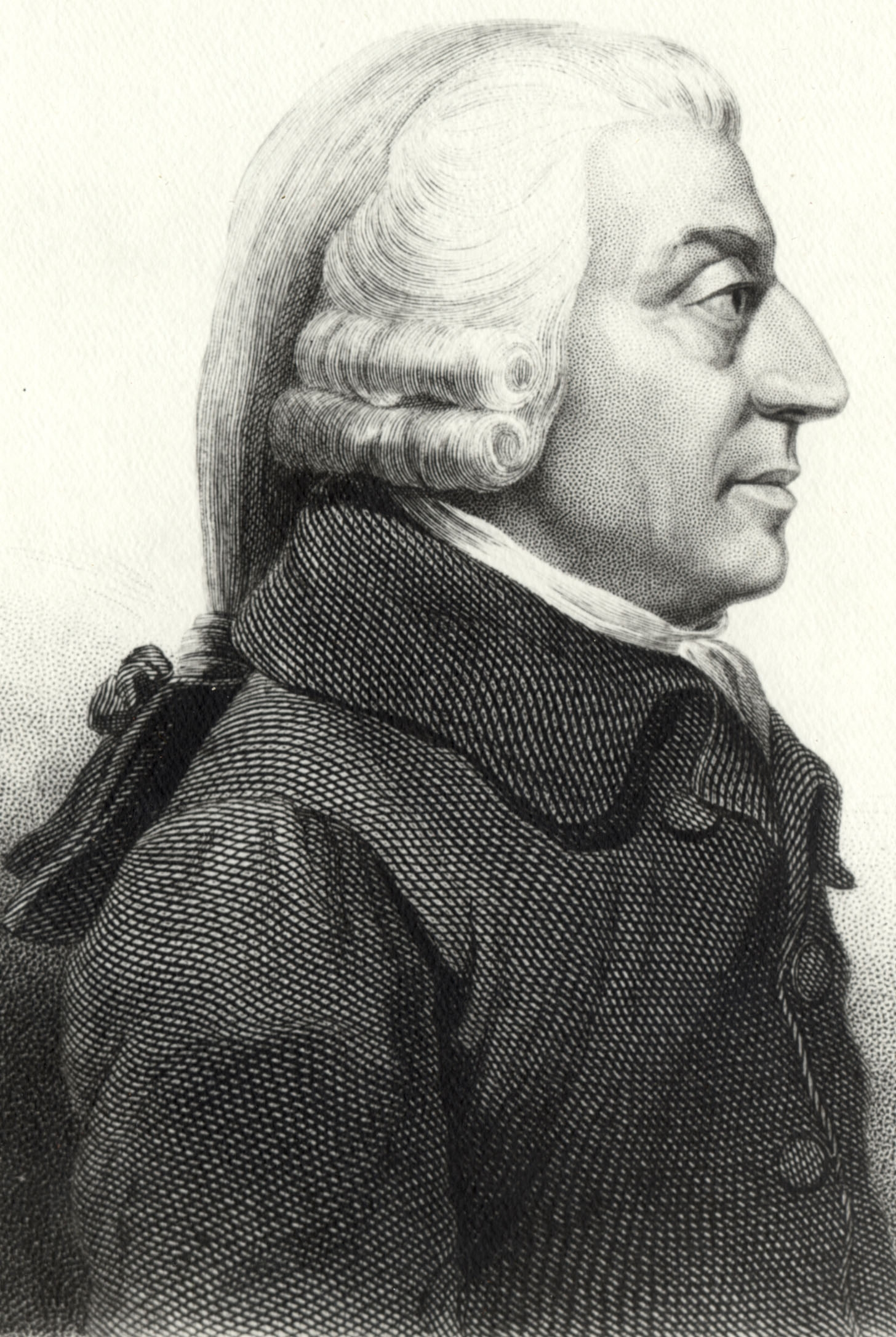
Adam Smith (1723-1790), est considéré par beaucoup comme un des fondateurs de la pensée économique moderne.

Bien que, par certains aspects, on puisse voir les origines de l'industrialisme dans le fameux Parfait négociant, écrit par Jacques Savary en 1675, mais aussi par la correspondance entre Leibniz et Denis Papin au début du XVIIIe siècle , les origines remontent plus certainement à la seconde moitié du XVIIIe siècle, époque à laquelle Montesquieu et Condorcet, parmi d'autres, défendent l'idée selon laquelle le commerce et l'industrie entretiennent l'amour de la paix, qu'ils ont besoin de liberté, et que leur essor est l'un des signes du progrès que connaissent les sociétés humaines. L'émergence de la grande industrie française, dans les années 1780-1830, contribua à favoriser ces idées.
Il faut aussi mentionner le grand économiste écossais Adam Smith (1723-1790), déjà cité, auteur de la Richesse des nations (1776), considéré comme l'ouvrage fondateur de l'économie moderne.
L’industrialisme, en tant qu’élément constitutif et élément historiquement déterminant du libéralisme, a plusieurs sources majeures :
- La première est Destutt de Tracy, le dernier et le plus célèbre représentant de la Société des idéologues français, ami de Thomas Jefferson, qui a lui-même traduit en anglais[35], et publié à Philadelphie[36], en 1811 avec une préface[37],[38], et fait enseigner au collège de William et Mary, où il avait fait ses études de 1760 à 1762[39], sous le titre de A Treatise on Political Economy[40], le Commentaire sur l’Esprit des Lois de Montesquieu (1806), qui contenait sa Politique, mais dont la publication ne pouvait avoir lieu, en raison du régime politique alors en place en France, en raison de sa défense des thèses républicaines et démocratiques[41]. Dans cet ouvrage, Destutt de Tracy définit la société, de son commencement le plus informe à son plus grand état de perfection, uniquement comme une pure série ininterrompue d’échanges, et dans laquelle les deux parties contractantes sont toujours gagnantes[42].

- De l’esprit de conquête et de l’usurpation (1813) de Benjamin Constant constitue une autre source de la pensée industrialiste. Selon Dunoyer, Constant a été le premier à distinguer nettement entre l’âge moderne et la civilisation ancienne[43].

- Mais c’est sans conteste le Traité d'économie politique, le maitre-ouvrage de Jean-Baptiste Say, paru en 1803, qui a été la principale influence intellectuelle sur l’industrialisme[43]. En 1815, Say enseigne à l'Athénée, diffusant les idées du grand économiste écossais Adam Smith (1723-1790)[44].

#### Deux courants dans l'industrialisme
- Si vous ne connaissez pas le sujet, laissez ce bandeau (vous pouvez alors contacter les auteurs).
- Si vous supprimez le contenu mis en cause (vous pouvez préalablement contacter les auteurs),

argumentez précisément cette suppression dans la page de discussion
(un manque de référence n'est pas un argument ; une recherche réelle de référence doit avoir été effectuée, être formellement documentée).

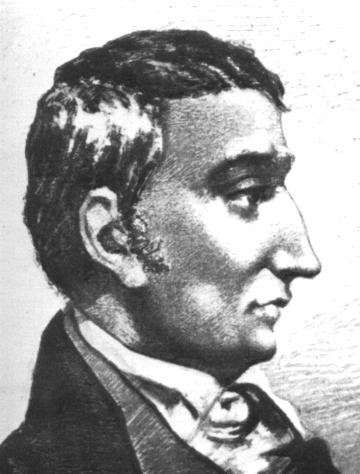
Claude-Henri de Rouvroy de Saint-Simon.

À partir de la fin des années 1810, la doctrine industrialiste s’est scindée en deux tendances : l’industrialisme libéral de Jean-Baptiste Say, Charles Dunoyer et Charles Comte d’une part, et l’industrialisme organisé de Claude-Henri de Rouvroy de Saint-Simon, d’Auguste Comte et des saint-simoniens.
Sous la Restauration, de 1817 à 1819, deux jeunes libéraux, Charles Comte et Charles Dunoyer, dirigent la revue libérale Le Censeur européen. À partir du deuxième volume, un autre jeune libéral, Augustin Thierry, a collaboré étroitement avec eux. Le Censeur européen a développé et diffusé une version radicale du libéralisme, qui a continué d’influencer la pensée libérale jusqu’à Herbert Spencer et au-delà.
Saint-Simon semble avoir été le premier à avoir employé le mot « industriel » comme substantif . C'est lui qui a forgé le terme « industrialisme », qu'il emploie, selon Henri Gouhier dès 1817, et que l'on trouve en 1824 dans le catéchisme des industriels. Il est le penseur de la société industrielle. Le courant saint-simonien ne s'est vraiment développé qu'après la mort de Saint-Simon en 1825. Les premiers disciples, parmi lesquels Prosper Enfantin (surnommé le « Père Enfantin »), ont fondé le journal Le Producteur qui expose la philosophie : « Il s'agit de développer et de répandre les principes d'une philosophie nouvelle. Cette philosophie, basée sur une nouvelle conception de la nature humaine, reconnaît que la destination de l'espèce, sur ce globe, est d'exploiter et de modifier à son plus grand avantage la nature extérieure. »

### Mutations liées: agriculture et démographie

#### Révolution agricole
Selon certains historiens comme Georges Duby, le monde agricole connaît une lente évolution amorcée depuis le Xe siècle. Ainsi Olivier de Serres considéré comme le père de l'agronomie française a déjà expérimenté à la fin du XVIe siècle sur son domaine du Pradel (200 ha) des techniques nouvelles comme l'assolement. Mais ces nouvelles techniques se diffusent lentement et n'évoluent de manière significative qu'à partir du XVIIIe siècle. À cette époque, seules les Provinces-Unies connaissent une forte productivité agricole.
La révolution agricole, soit le bouleversement des techniques, caractérisé par des innovations, va enregistrer un renouveau cette fois dans le sud de la Grande-Bretagne. Dans le comté de Norfolk, à partir de 1720, Charles Townshend expérimente un système nouveau d'assolement continu qui se substitue à l'assolement triennal avec jachère. C'est le début d'une nouvelle vague d'innovations : drainage, marnage, invention du semoir par Jethro Tull en 1701, etc.
Cependant, les mouvements d'enclosure entamés au XVe siècle représentent le bouleversement le plus considérable de l'exercice de la production agricole. La mise en clôture des terres agricoles par les landlords rompt avec le système traditionnel de l'openfield, synonyme de profits collectifs. Les enclosures, inaugurées en Angleterre par les Inclosure Acts dès 1760, permettent le remembrement agricole et, consécutivement, l'application de nouvelles techniques et l'accroissement de la production de manière significative. Pour Karl Marx, les enclosures privent nombre de ces petits paysans de leur moyen de subsistance, à savoir la culture des biens communaux, et contraignent les paysans à un exode rural massif. Ces paysans sans terre migrent vers les villes et leurs faubourgs dans lesquels ils deviennent les premiers ouvriers – ainsi que les premiers prolétaires – de la révolution industrielle. Il s'ensuit le « triomphe de l'individualisme agraire », d'après l'expression de Marc Bloch.
La France — qui refuse l'agriculture « à l'anglaise » — prend du retard en matière d'innovation agricole. L'historien Jean-Claude Toutain note tout de même que la forte croissance démographique de la France au XVIIIe siècle est alimentée par un accroissement de la production agricole en France de 20 à 30 % par décennie de 1700 à 1780. De même, le marché agricole se développe en France après la Révolution qui consacre la libération de la terre, permettant, selon l'expression de Pierre Rosanvallon, de « déterritorialiser l'économie et de construire un espace fluide structuré par la seule géographie des prix ». Ces éléments remettent en cause l'idée répandue du conservatisme du monde rural, notamment en Europe de l'Ouest. Le monde agricole de l'Europe méditerranéenne et centrale, demeure quant à lui traditionnel notamment en Russie où le servage n'est aboli que le 3 mars 1861.
La révolution agricole, amorcée au début du XVIIIe siècle, va se poursuivre tout au long du XIXe siècle. L'apparition du machinisme agricole est marquée par la moissonneuse mécanique de Cyrus McCormick en 1824, sa moissonneuse-batteuse en 1834, la charrue de Mathieu de Dombasle en 1837. Les années 1840 voient naître l'utilisation des engrais artificiels grâce à la chimie (recherches de Justus von Liebig).

#### Transition démographique

Le principe de la transition démographique.

Les pays ayant connu la révolution industrielle ont également tous connu des mutations démographiques dont la plus importante est la transition démographique. Celle-ci ne se produit pas forcément au même moment que l'industrialisation, ce qui conduit à nuancer les liens entre démographie et révolution industrielle.
La transition démographique correspond à une période de déséquilibre entre les taux de natalité et les taux de mortalité. Avant que ne débute la transition démographique, le régime démographique traditionnel est celui d'une natalité et d'une mortalité fortes qui se compensent.
Les progrès humains se caractérisent par la raréfaction des famines et le meilleur traitement des épidémies, parfois combinés à une absence temporaire de guerre, notamment au XIXe siècle. Les progrès de la médecine jouent un rôle important : vaccination antivariolique de Edward Jenner en 1796, découverte de la morphine en 1806, découverte du bacille de la tuberculose par Robert Koch en 1882, vaccin contre la rage de Louis Pasteur en 1885, etc. Autrement dit, il s'agit du recul des « trois Parques surmortelles » selon l'expression d'Alfred Sauvy. Ces progrès suscitent, dans le premier temps de la transition, une chute de la mortalité sans que le taux de natalité en soit changé. L'écart important, alors constaté entre la mortalité et la natalité, provoque une hausse importante de la population. Par la suite, des évolutions sociologiques et culturelles, liées à l'évolution des modes de vie, des « mentalités collectives » et de la famille avec l'enfant comme préoccupation centrale d'une famille qui tend à devenir « nucléaire », provoquent un recul de la natalité dont le taux tend à converger vers celui de la mortalité.
La transition démographique est alors terminée, et laisse généralement la place à une période de stabilité marquée par une faible mortalité et une faible natalité.
La France est le premier pays à connaître la transition démographique, au XVIIIe siècle, si bien qu'elle est la nation la plus peuplée d'Europe en 1800, après la Russie. Certains font la corrélation avec la prédominance de l'économie française à la même époque ; le PIB de la France représente 15 % du PIB européen soit 1/3 de plus que le PIB du Royaume-Uni et trois fois plus que celui des États-Unis en 1820. Ensuite, le Royaume-Uni connaît à son tour la transition démographique ; sa population est multipliée par 9 entre 1500 et 1900 et passe de 6 à 21 millions d'habitants entre 1750 et 1850. Parallèlement, le Royaume-Uni est le premier pays à s'industrialiser. De même, la population des États-Unis est multipliée par 15 entre 1820 et 1950 et dans le même temps son PIB est multiplié par 14. On voit tout de même que le lien entre essor démographique et industrialisation est complexe puisque la France est le premier pays à entrer en phase de transition démographique mais c'est le Royaume-Uni qui entre le premier dans la révolution industrielle, ce même Royaume-Uni qui entrera par la suite dans le processus de transition démographique.

#### Trois bouleversements liés

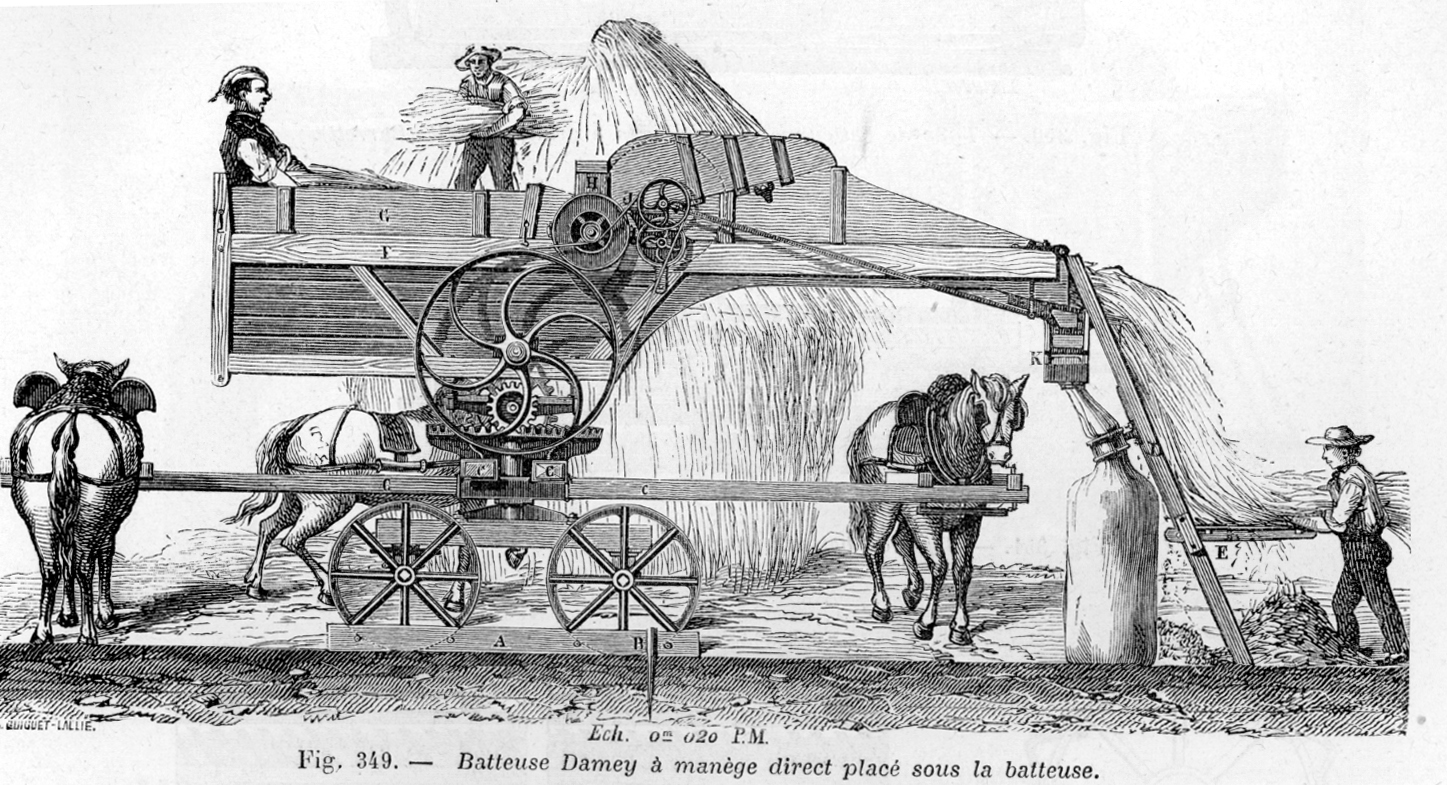
Une batteuse en 1881, un exemple de lien entre industrie et agriculture.

La révolution agricole permet de soutenir l'évolution démographique en permettant la disparition des disettes. L'accroissement de la population a cependant suscité certaines craintes à l'époque. Thomas Malthus soutenait ainsi que la croissance démographique évoluait de manière géométrique (1, 2, 4, 8, 16, 32, etc.) alors que l'agriculture n'évoluait que de manière arithmétique (1, 2, 3, 4, 5, 6, etc.), d'autant plus que les gains de productivité dans l'agriculture étaient confrontés aux rendements décroissants des terres,.
La transition démographique a eu elle aussi des répercussions sur l'agriculture, en lui offrant des perspectives de profit. Par ailleurs, les études d'Ester Boserup montrent que l'accroissement démographique a peut-être mis la population face à des impératifs de productivité, « la nécessité étant la mère de l'invention ».
Des auteurs comme Paul Bairoch et Walt Whitman Rostow considèrent la révolution agricole comme endogène à la révolution industrielle. L'augmentation de la productivité agricole par tête a permis de réduire la part des travailleurs agricoles. Ces derniers étant mis au chômage se sont rendus dans les villes et ont fourni à l'industrie une importante main d'œuvre, essentielle à son expansion. L'agriculture en évolution a aussi profité d'une mécanisation croissante, qui s'est traduite par des commandes industrielles. L'augmentation du produit brut agricole augmente la rentabilité et la valeur des terres, et permet de dégager des possibilités financières pour l'investissement.
Pourtant, les travaux de Phyllis Deane montrent qu'il faut relativiser cette théorie en soulignant le décalage géographique qu'il existe entre les régions où se déroulent la « révolution agricole » et celles où se développent l'industrialisation. Ainsi, le Sud-Est de l'Angleterre, qui connait des progrès en matière agricole, n'est pas la première région d'Angleterre à s'industrialiser. Il existe un décalage similaire, cette fois-ci temporel, entre transition démographique et industrialisation. Ainsi, les régions dont la croissance démographique est importante ne sont pas forcément celles qui connaissent le processus d'industrialisation en premier, comme en Espagne. De même, d'autres régions qui s'industrialisent ne connaissent pas une très forte poussée démographique, comme dans la partie rhénane de l'Allemagne.
Le décalage est aussi chronologique, selon l'économiste Patrick Verley dans la Révolution industrielle : les progrès agricoles ne sont pas traduits partout par un exode rural, la croissance démographique profitant surtout aux campagnes, où l'on mange mieux et moins cher, meurt moins souvent jeune, et participe plus nombreux aux travaux des champs, complétés par du travail à façon à domicile. Cette croissance démographique rurale ouvre par contre des débouchés commerciaux à la révolution industrielle. De plus, l'exode rural, quand il a lieu, est souvent orienté vers les Amériques. Quant aux témoignages écrits sur le chômage (en Europe occidentale) au XIXe siècle, ils correspondent à des périodes de récession, les chômeurs étant d'ex-ouvriers plutôt que d'ex-paysans. Dans un autre ouvrage également titré La Révolution industrielle (p. 191), Jean-Pierre Rioux note qu'en 1920, la population agricole représente encore 46 % de la population active de l'Angleterre, alors deux fois moins peuplée que la France, relativisant la théorie marxiste de « l'armée de réserve du capital ».
En outre, la théorie selon laquelle les excédents agricoles ont soutenu l'industrialisation est elle aussi à relativiser. En effet, ces excédents ont été réinvestis, pour une large part, dans l'agriculture. En fait, ce sont plutôt les excédents industriels qui se sont dirigés vers l'agriculture, notamment dans de grandes propriétés, parfois au nom du prestige social qui faisait défaut à la bourgeoisie. Toutefois, le rôle de l'agriculture, s'il n'est pas le seul à permettre le processus d'industrialisation, n'en demeure pas moins crucial dans les pays de la première vague comme dans ceux de la deuxième vague, notamment le Japon et la Russie.

## Première révolution industrielle
Dans une perspective linéaire, à la manière de celle de Walt Whitman Rostow, la première révolution industrielle débute en Angleterre et en Wallonie dès le milieu du XVIIIe siècle, dans le nord de la France et en Suisse au début du XIXe siècle : ce sont les pays de la première vague, qui bénéficient dans le domaine textile de la croissance de la proto-industrie au XVIIIe siècle en Suisse ou en Alsace.

### Importance des brevets

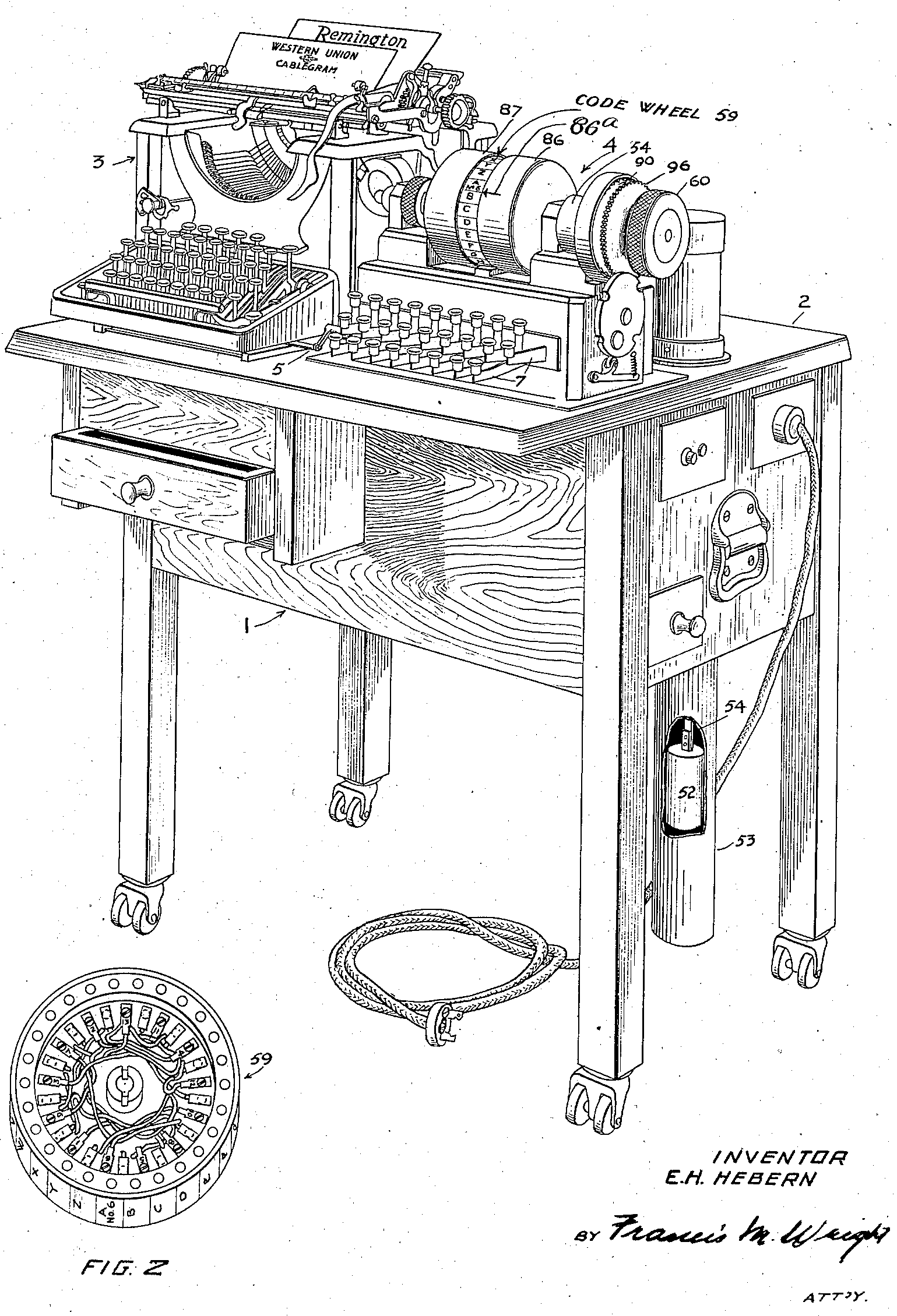
Le brevet de la Hebern single-rotor machine (machine de Hebern), brevet no 1510441 daté de 1918.

La première véritable législation attribuant un monopole pour les inventions apparaît à Venise en 1474. Cette loi précise que le monopole est la contrepartie de sa divulgation. Dès cette époque, le brevet a deux fonctions :
1. Protéger les inventeurs contre la concurrence ;
2. Informer les innovateurs.

Pour Joseph Schumpeter, un économiste autrichien du début du XXe siècle, le brevet est indispensable pour assurer une rente de monopole à l'entrepreneur-innovateur, mais doit rester temporaire. S'il est normal de protéger l'innovateur par une rente de monopole, juste retour de l'investissement et des sacrifices consentis, elle doit rester temporaire pour encourager à innover sans cesse (dans cette analyse, Joseph Schumpeter utilise l'expression de "destruction créatrice"). Toujours selon Joseph Schumpeter, les cycles de croissance de long terme – cycle de Kondratiev – s'expliquent par l'existence de périodes de « grappes d'innovations » ou d'un processus de « destruction créatrice » : « soit le processus interne au capitalisme qui révolutionne incessamment de l'intérieur la structure économique, en détruisant continuellement ses éléments vieillis et en créant continuellement des éléments neufs ».
Le parlement britannique transforme les monopoles royaux en brevets dès 1624 : il faut une réelle invention et la durée de vie est limitée à dix ans. Mais les monopoles royaux reviennent dès la restauration anglaise. Le parlement qui gouverne le pays après 1688, lors de la révolution financière britannique, récompense les inventeurs par des concours. Pour montrer l'exemple, il utilise souvent le premier l'invention. En 1714, il offre 10 000 livres à qui trouve un moyen d'établir les longitudes en mer à un degré près. L'Angleterre dépose deux fois plus de brevets entre 1690 et 1699 que dans chaque décennie de la période 1660-1690. Le 2 juillet 1698, celui de l'ingénieur Thomas Savery pour le pompage de l'eau dans les mines de charbon, est par exemple annoncé par une publicité dans un journal, puis perfectionné par l'association avec Thomas Newcomen en 1705. La loi est appliquée strictement : en 1718, lors du brevet accordé à James Puckle (en) pour une mitrailleuse, il doit prouver une « spécification ». L'énergie des inventeurs est d'abord très mobilisée par la Royal Navy, sur fond d'aventure coloniale.
L'acceptation du brevet de James Watt en 1769 établit un principe important : un brevet peut être accordé pour l'amélioration d'une machine (à vapeur, celle de Thomas Savery et Thomas Newcomen) déjà connue, et pour des idées et des principes — à condition qu'ils puissent être appliqués concrètement. Le fameux brevet de Richard Arkwright pour des machines de filage fut invalidé en 1777 pour absence d'une spécification adéquate, après dix ans d'existence, alors qu'il améliorait la machine à filer brevetée par l'immigré Huguenot Lewis Paul en 1738 et vantée en 1757 dans un poème du révérend John Dyer. L'innovation des premiers entrepreneurs du coton britannique est relancée par le brevet du révérend Edmond Cartwright sur sa tisseuse à vapeur, déposé en 1785 après avoir visité en 1784 l'usine de Richard Arkwright et appris que le brevet expirait.
En France, la première législation sur les brevets est créée en 1791, mais dès 1762, le privilège royal autorisant une production fut ramené à une durée de quinze ans.

### Secteurs clés

#### Énergie: la vapeur
|       | Éolien | Éolien | Hydraulique | Hydraulique | Vapeur    | Vapeur | Total     |
| Année | hp     | %      | hp          | %           | hp        | %      | hp        |
| ----- | ------ | ------ | ----------- | ----------- | --------- | ------ | --------- |
| 1760  | 10 000 | 11,8   | 70 000      | 82,3        | 5 000     | 5,9    | 85 000    |
| 1800  | 15 000 | 8,8    | 120 000     | 70,6        | 35 000    | 20,6   | 170 000   |
| 1830  | 20 000 | 5,7    | 165 000     | 47,1        | 165 000   | 47,1   | 350 000   |
| 1870  | 10 000 | 0,4    | 230 000     | 10,0        | 2 060 000 | 89,6   | 2 300 000 |
| 1907  | 5 000  | –      | 178 000     | 1,8         | 9 659 000 | 98,1   | 9 842 000 |

Au Ier siècle de l'ère chrétienne, Héron d'Alexandrie construit l'Éolipyle, sorte de jouet à vapeur fonctionnant comme une turbine à réaction. Il faut attendre d'autres inventeurs, comme Denis Papin, pour montrer que la vapeur sous pression pouvait actionner un piston dans un cylindre. La notion de travail est totalement absente des premiers développements de cette machine. Les travaux du physicien Sadi Carnot et la découverte de la thermodynamique permettent de formaliser ce concept. C'est précisément cette notion qui, attachée aux machines développées au moment de la révolution industrielle, avec en parallèle l'utilisation d'énergie fossile, fait basculer le système technique vers la civilisation thermo-industrielle.
La première machine fonctionnant à vapeur utilisée industriellement est celle du capitaine Thomas Savery en 1698. Elle sert à exhaurer les mines de Cornouailles. Bien que simpliste et gourmande en charbon, elle sauve de nombreuses mines de la ruine.
La première véritable machine à vapeur, celle dont toutes les machines alternatives descendent, est inventée et construite par un forgeron du Devon : Thomas Newcomen, en 1712. Elle est conçue comme machine de pompage pour une mine de charbon située près de Dudley Castle, dans le Staffordshire. Très fiable, cette machine fonctionne au rythme lent de douze coups par minute, et consomme aussi beaucoup de charbon. En effet, pendant son fonctionnement on envoie dans le cylindre successivement de la vapeur, qui le réchauffe, puis de l'eau froide, qui le refroidit : le charbon sert surtout à réchauffer le métal du cylindre.
En 1764, frappé par la déperdition d'énergie de la machine de Newcomen, James Watt imagine de ne plus condenser la vapeur dans le cylindre, mais dans un condenseur séparé. Il en dépose le brevet en 1769. L'application industrielle commence à partir de 1775, après que James Watt s'est associé avec Matthew Boulton, propriétaire de la manufacture de Soho, près de Birmingham. Leur démarche de commercialisation est elle-même innovante : ils passent contrat avec un client équipé d'une machine Newcomen et financent le remplacement par une machine de Watt. Les deux associés se paient en prenant pour eux une part des économies de charbon réalisées par le client, grâce au bon rendement énergétique de la machine de Watt.
Watt brevette plusieurs autres inventions comme la machine rotative et surtout la machine à double effet (1783) dans laquelle le cylindre reçoit la vapeur alternativement par le bas et par le haut, ainsi qu'un régulateur à boules ou centrifuge (1788) assurant une vitesse constante au moteur.

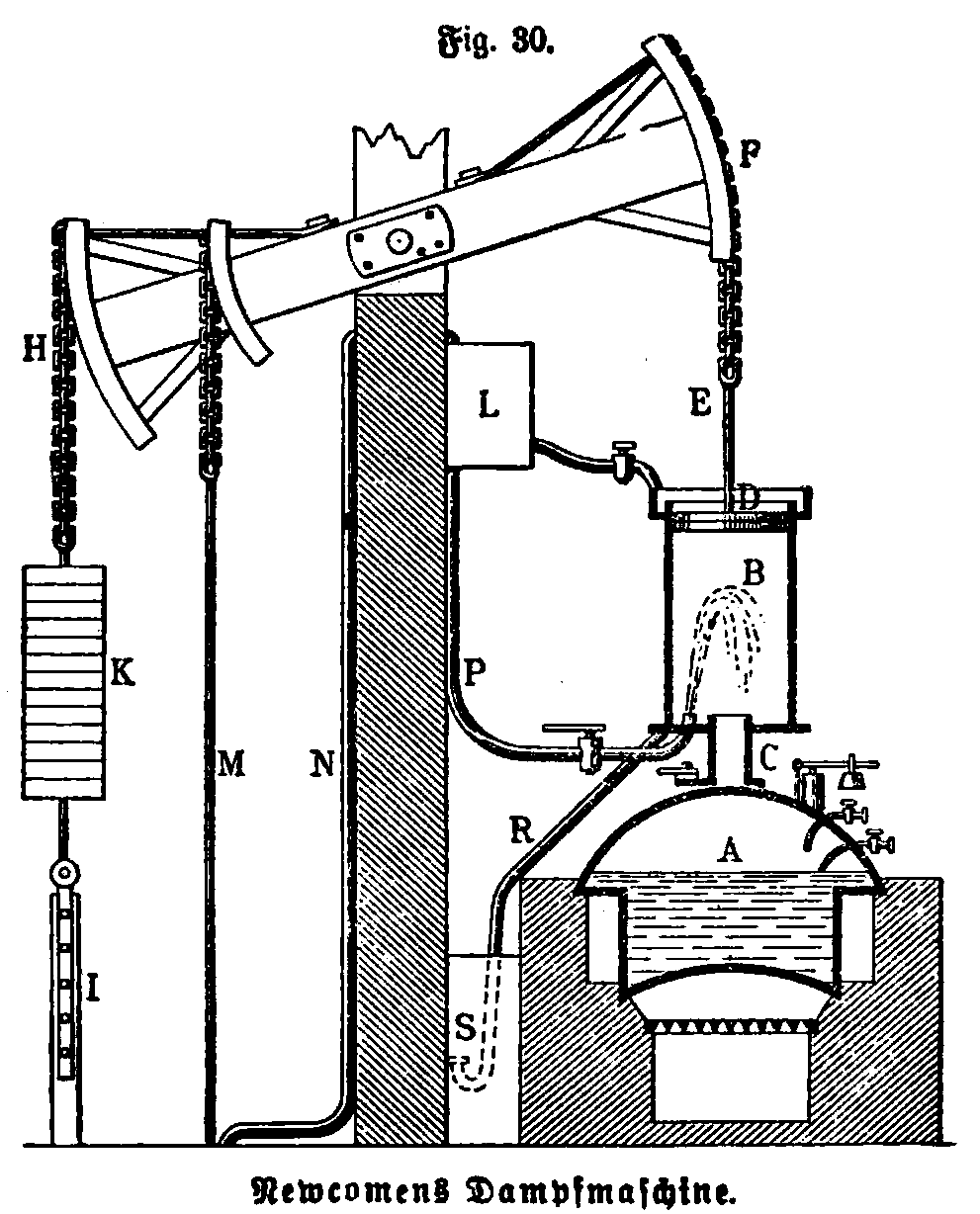
Moteur atmosphérique à vapeur de Newcomen.
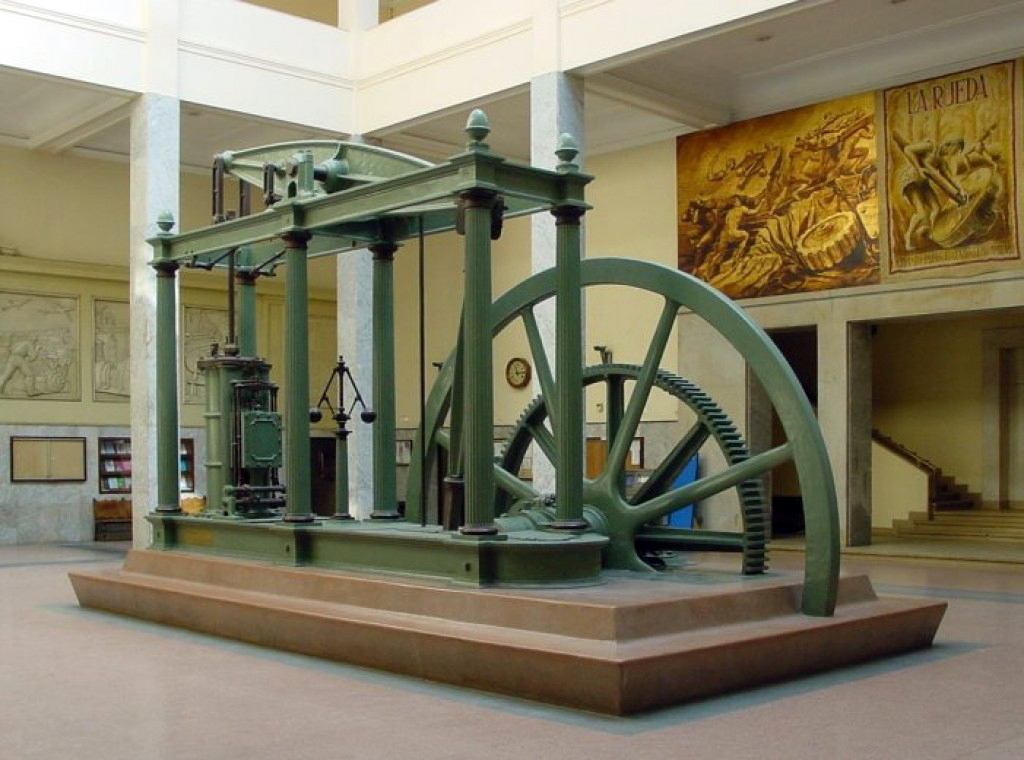
Machine à vapeur de Watt à Madrid, école d'ingénieurs.
Principe de fonctionnement d'une machine à vapeur.
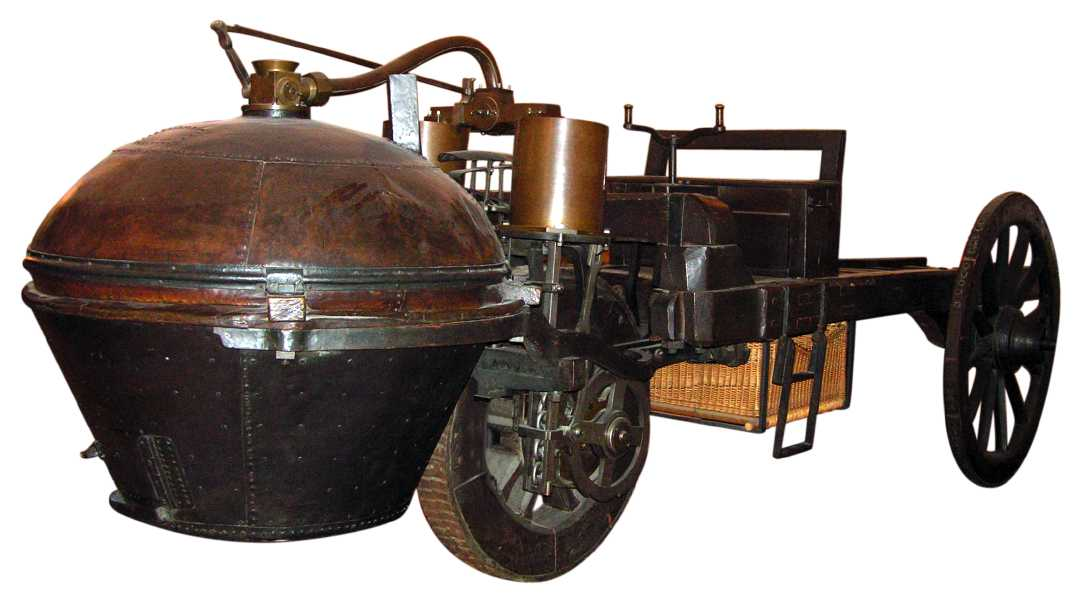
Fardier de Cugnot, premier véhicule automobile en 1771.

La machine à vapeur est ainsi en mesure de remplacer les moteurs hydrauliques, pour l'entraînement d'outils industriels.
Le développement est rapide : 496 machines à vapeur Boulton et Watt sont en service en Grande-Bretagne en 1800. Les brevets de Watt tombent dans le domaine public vers 1800. Le développement de la machine à vapeur est l'une des raisons de la précocité britannique. En 1830, le Royaume-Uni possède 15 000 machines à vapeur, la France 3 000 et la Prusse 1 000. La France reste à la traîne dans ce domaine : en 1880, elle ne possède que 500 000 chevaux-vapeur installés contre deux millions pour le Royaume-Uni et 1,7 million pour l'Allemagne.

#### Moyen de transport: le bateau
- Si vous ne connaissez pas le sujet, laissez ce bandeau (vous pouvez alors contacter les auteurs).
- Si vous supprimez le contenu mis en cause (vous pouvez préalablement contacter les auteurs),

argumentez précisément cette suppression dans la page de discussion
(un manque de référence n'est pas un argument ; une recherche réelle de référence doit avoir été effectuée, être formellement documentée).

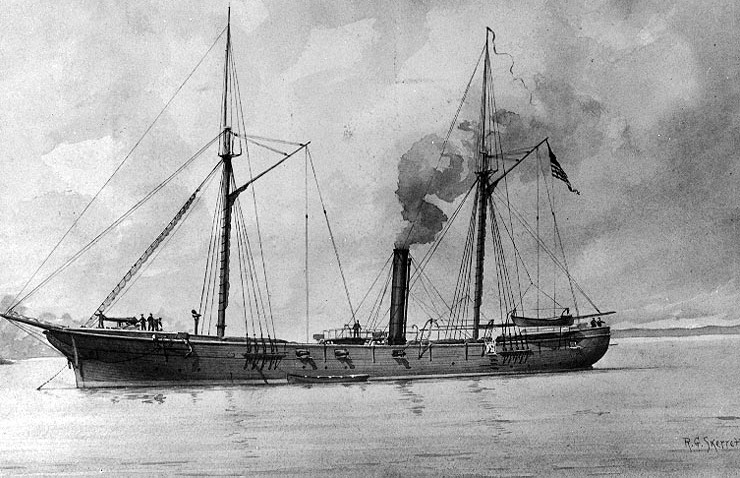
L'USS Cayuga, bateau à vapeur, 1861.

La révolution industrielle, particulièrement dans sa première phase, s'appuie sur la vapeur permettant de faire fonctionner des bateaux à vapeur et des locomotives. Une autre énergie sera développée, plus marginalement, durant cette période : le gaz. Celui-ci sert notamment à éclairer les premières usines avant que ne soit généralisé l'usage de l'électricité, à la fin du XIXe siècle.
L'adaptation de la machine à vapeur à des bateaux se révèle plus difficile que pour les chemins de fer : risque d'incendie avec les coques de bois, risque de panne – un bateau dont la machine tombe en panne est désemparé – faible autonomie due au mauvais rendement des machines à vapeur. Toutefois, le 15 juillet 1783, le « Pyroscaphe » est le premier bateau à vapeur – naviguant pendant un quart d'heure, sur la Saône – construit par Jouffroy d'Abbans. La navigation à vapeur débute donc sur les rivières, dans les ports pour les remorqueurs et sur des trajets courts, comme la traversée de la Manche. Le nombre et le niveau technique des bateaux à vapeur progressent rapidement : ainsi, dès 1830 les premiers steamers (bateaux à vapeur) mettent dix jours de moins sur le trajet New York-Londres que les voiliers les plus rapides. L'augmentation de la taille des navires divise les frais de transport par quatre entre 1820 et 1850 sur les liaisons internationales.
En 1869, l'ouverture du canal de Suez permet aux bateaux à vapeur de faire le trajet vers l'Inde en 60 jours, contre six mois auparavant. D'autre part, des dizaines de bateaux à vapeur sillonnent la Loire entre 1830 et 1850. Leur vitesse est impressionnante (de 4 à 15 nœuds en remontant, 9 nœuds en descendant) et donne lieu à des courses qui se terminent parfois dans un banc de sable… Mais vers 1850, le chemin de fer entraîne leur disparition : en 1910 la Royal Navy britannique prend la décision de passer à une chauffe au fioul, et non au charbon, pour ses nouveaux bâtiments. Cette évolution se généralise dans le domaine du transport et instaure l'ère du pétrole pour le XXe siècle.

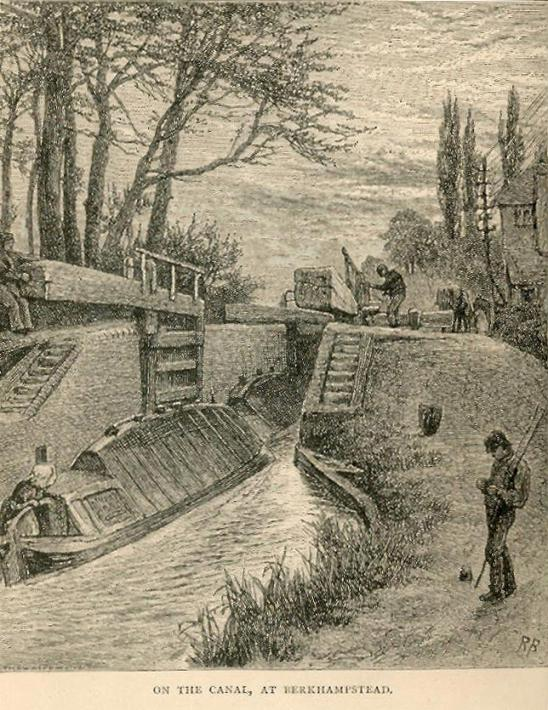
Un canal vers 1850.

Au cours de la première moitié du XVIIIe siècle, le développement de l'industrie charbonnière repose sur les transports par bateaux, soit sur les rivières navigables, soit par mer. Les routes ne permettent pas de transporter des chargements lourds, surtout après une pluie.
Francis Egerton, troisième duc de Bridgewater, peut voir dans son grand tour d'Europe le Canal du Midi, ouvert en 1681. Possédant des mines de charbon à Worsley, près de Manchester, il décide la construction d'un canal pour transporter le charbon de ses mines jusqu'à Manchester. Dirigée par James Brindley, la construction commence en 1759 et se termine en 1776, pour un coût de 350 000 £ – énorme pour l'époque. Ce canal rapporte un grand profit au duc et la prospérité à Manchester qui peut disposer d'un charbon bon marché ; il est aussi intéressant pour les machines à vapeur et l'industrie du coton qui commence à se développer.
Rapidement, un réseau de 4 800 km de canaux permet l'acheminement du charbon et d'autres produits un peu partout : par la route, un cheval transporte 120 kg, tandis que sur un canal, le même cheval tire 50 tonnes à la vitesse moyenne de 6,5 km/h. Des bateaux rapides tirés par deux chevaux (remplacés tous les 6,5 km) transportent des passagers à la vitesse moyenne de 16 km/h.
Pendant cinquante ans, les canaux sont les artères de la première révolution industrielle, faisant la fortune de leurs propriétaires. Puis le chemin de fer les remplace peu à peu, jusqu'à s'imposer définitivement au cours de la deuxième révolution industrielle.

#### Textile
Jusque vers 1750 la majorité de la production se fait soit à domicile, soit dans des ateliers artisanaux avec quelques apprentis : c'est le domestic system, qui fournit aux opérateurs un revenu d'appoint, pendant les temps morts de l'agriculture. Ce modèle rationnel – où les familles s'organisent par elles-mêmes – constitue les prémices de l'industrialisation, appelées « proto-industrialisation ».
Selon l'historien Fernand Braudel, l'industrie textile est la première à être mécanisée. Dès la deuxième moitié du XVIIIe siècle les premiers entrepreneurs du coton britannique, puis les innovateurs français jouent un rôle majeur :

La spinning jenny de James Hargreaves, 1765, musée à Wuppertal, Allemagne.

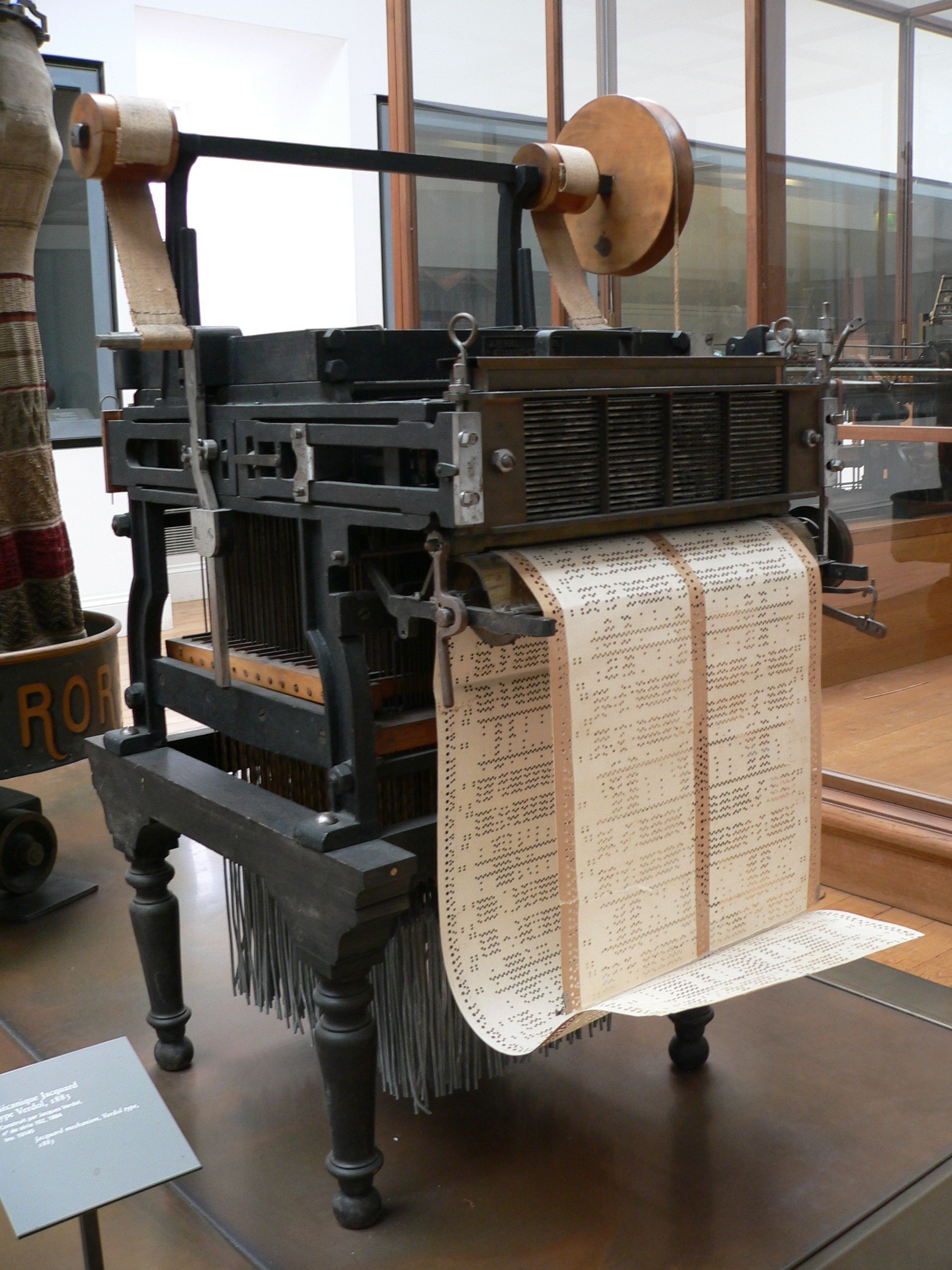
Un métier Jacquard de 1801.

- 1733 : John Kay invente la navette volante qui permet de tisser quatre fois plus vite et des tissus plus larges. Il fallait donc quatre fileurs pour un tisserand. Cette rupture d'équilibre provoque en cascade d'autres inventions techniques ;
- 1765 : James Hargreaves brevète la « spinning jenny », un rouet où l'on peut poser huit broches. Hargreaves est un ouvrier tisserand illettré. Sa machine est détruite par des ouvriers tisseurs furieux de perdre leur travail et il meurt dans la pauvreté ;
- 1769 : Richard Arkwright brevète la « water frame », première fileuse mécanique qui utilise l'eau comme force motrice, basée sur le modèle de machine à filer brevetée par Lewis Paul en 1738 ;
- 1779 : Samuel Crompton crée la « mule-jenny » qui met en œuvre 400 broches à la fois (eau ou charbon nécessaire) ;
- 1785 : Edmond Cartwright, un « clergyman » (homme d'église) du Leicestershire, invente le premier métier à tisser mécanique ;
- 1801 : Joseph Marie Jacquard met au point le métier Jacquard conduit par un seul ouvrier au lieu de plusieurs comme auparavant ;
- 1829 : Barthélemy Thimonnier dépose le brevet d'une machine à coudre à fil continu ;
- 1846 : perfectionnement de la machine de Thimonnier par Elias Howe.

Richard Arkwright achète leurs cheveux aux paysannes pour faire des perruques. Après avoir inventé la mule-jenny, il crée en 1771 une usine à Cromfort (Derbyshire) où l'eau est abondante pour actionner les machines, mais la main-d'œuvre est rare. Il fait venir des familles pauvres, dont les femmes et les enfants travaillent sur les métiers à tisser 13 heures par jour. En 11 ans, il crée deux autres usines, employant 5 000 personnes. Son invention s'étend rapidement : en 1780, 120 usines fonctionnent, la plupart dans le nord-ouest de l'Angleterre. Ce succès lui vaut d'être anobli.
En 1800, 80 % du coton est tissé mécaniquement avec des « mules » dans le Lancashire. En 1815, en Angleterre, 2 500 métiers mécaniques sont recensés contre 250 000 à bras.
La production est concentrée dans des manufactures qui utilisent une très importante main-d'œuvre dans de mauvaises conditions d'hygiène, d'éclairage, de bruit et de sécurité. L'utilisation de machines à vapeur permet d'installer ces manufactures près des villes, qui deviennent rapidement des villes industrielles. Les ouvriers habitent à proximité de leur lieu de travail pour pouvoir s'y rendre à pied : les journées de travail sont très longues et le temps de repos trop court pour qu'il puisse être réduit par un long trajet. Notons que certaines innovations contribuent à la dégradation des conditions de vie et de travail des ouvriers. Si la machine à coudre d'Elias Howe en 1846 permet le maintien du travail à domicile (le domestic system), l'intensification de l'industrialisation entraîne l'augmentation des cadences dans les filatures si bien que les conditions de vie et de travail dans le textile se dégradent ; c'est le sweating system (travail à la sueur).
À la lumière des éléments cités, on comprend, en partie, la précocité du Royaume-Uni dans le processus de révolution industrielle.

#### Métallurgie
- Si vous ne connaissez pas le sujet, laissez ce bandeau (vous pouvez alors contacter les auteurs).
- Si vous supprimez le contenu mis en cause (vous pouvez préalablement contacter les auteurs),

argumentez précisément cette suppression dans la page de discussion
(un manque de référence n'est pas un argument ; une recherche réelle de référence doit avoir été effectuée, être formellement documentée).

Part de la production mondiale d'acier par pays, illustrant la domination anglaise.

Le boom ferroviaire des années 1840 a très fortement augmenté les besoins en acier, mais des progrès techniques étaient apparus avant.
Le terme « sidérurgie » (employé en 1761 par le maître de forges Pierre-Clément de Grignon dans ses mémoires à l'Académie des sciences) préfigure un tournant dans les activités métallurgiques. Les travaux au XVIIIe siècle de Gaspard Monge, Claude-Louis Berthollet, Alexandre-Théophile Vandermonde caractérisent les catégories d'acier selon leur mode d'élaboration.
Ces activités ne sont pas nouvelles : en France, entre 1084 et 1170, les Pères chartreux sont maîtres de forges dans le cadre d'une métallurgie forestière. En Grande-Bretagne, la métallurgie charbonnière est exploitée de bonne heure : les moines de Newbattle Abbey créent la première mine de charbon d'Écosse au XIIIe siècle et les mines écossaises produisent en 1700 400 000 tonnes, 2 000 000 tonnes en 1800. Le coke est fabriqué exactement comme le charbon de bois, par une combustion incomplète dans des meules. Charbon et coke sont employés à la place du bois pour le chauffage domestique ou industriel (verreries, tuileries, poteries). Cependant, la difficulté du procédé vient de la teneur en soufre élevée des cokes, qui rend la fonte impropre à l'utilisation.
En 1708, Abraham Darby, un quaker qui exploite une fonderie de cuivre, s'installe à Coalbrookdale dans les gorges de la Severn. Son intention est de réaliser ce qu'aucun maître de forge n'avait réussi jusque-là : faire de la fonte en utilisant du coke au lieu du charbon de bois, plus coûteux. Un vieux haut fourneau fonctionnant au charbon de bois est loué au seigneur du lieu. Après une année d'expérimentations, en sélectionnant des cokes peu chargés en soufre, il réussit à produire une fonte utilisable. Celle-ci est encore de qualité médiocre et ne permet pas d'obtenir du fer. Mais elle reste assez bonne pour fabriquer des marmites de cuisine bon marché, des plaques de cheminée et d'autres produits analogues. Abraham Darby en vend dans toute l'Europe et cela durant quarante ans, jusqu'en 1750.
En 1750, le fils d'Abraham Darby — Abraham Darby II — réussit à obtenir du fer à partir de la fonte au coke, d'où une baisse du prix du fer. En 1779, le petit-fils Abraham Darby III construit le premier pont métallique, l'Iron Bridge, sur la Severn, en un lieu nommé d'ailleurs depuis Ironbridge. Trois mois sont nécessaires à son haut fourneau pour produire les 384 tonnes de fonte nécessaires. Ironbridge est considéré comme le berceau de la révolution industrielle. La société Darby cesse son activité en 1818, victime de la crise consécutive à la fin des guerres contre la France et de la concurrence.
Le premier pont métallique réalisé en France est le pont d'Austerlitz, de 1807 (reconstruit en 1854 à cause de nombreuses fissures).
La fonte, produite par le haut fourneau, est du fer contenant un pourcentage élevé de carbone. En enlevant le carbone, on obtient du fer. En 1784, Henry Cort invente le procédé du puddlage pour obtenir du fer à partir de la fonte — procédé très bien décrit par Jules Verne dans son roman les Cinq Cents Millions de la Bégum. Avec ce métal est réalisée la tour Eiffel. On peut ensuite obtenir de l'acier en ajoutant un peu de carbone au fer.
Le premier acier fabriqué est un acier de cémentation. Ce mode de fabrication de l'acier, déjà connu dans l'Antiquité, consiste à chauffer des barres de fer au milieu de charbon de bois dans un four fermé. La surface du fer acquiert une importante teneur en carbone. La méthode dite au creuset, initialement développée afin de retirer les scories de l'acier issues de la cémentation, permet de fondre ensemble le fer et d'autres substances dans un récipient (le creuset) composé d'argile réfractaire et de graphite. On homogénéise et allie ainsi l'acier. Sont ainsi fabriqués par exemple les épées de Damas et de Tolède, moyennant un prix de revient élevé.
En 1842, le marteau-pilon est inventé. Il permet de purger le fer de son laitier (c'est le cinglage) et de forger avec précision de grandes pièces.

### Suprématie de la Grande-Bretagne dès 1750
- Si vous ne connaissez pas le sujet, laissez ce bandeau (vous pouvez alors contacter les auteurs).
- Si vous supprimez le contenu mis en cause (vous pouvez préalablement contacter les auteurs),

argumentez précisément cette suppression dans la page de discussion
(un manque de référence n'est pas un argument ; une recherche réelle de référence doit avoir été effectuée, être formellement documentée).

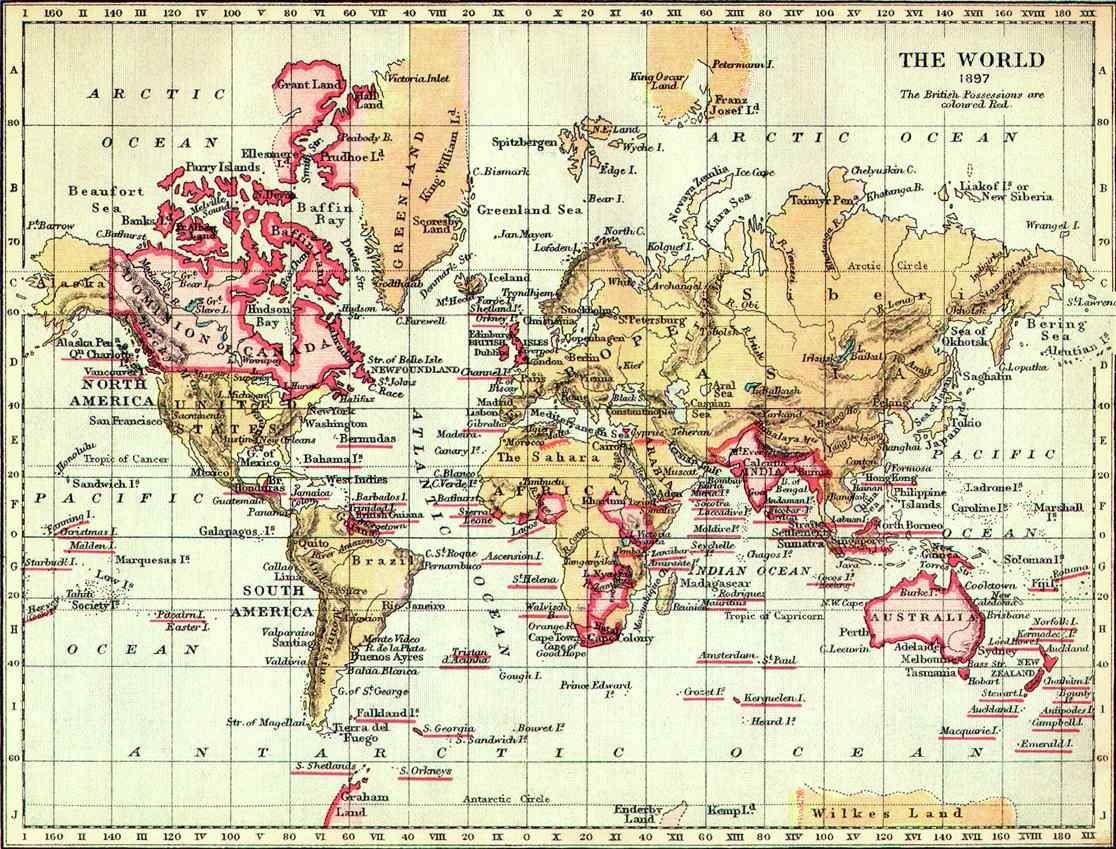
Empire colonial britannique en 1897.

En Europe, au XVIIe siècle, l'Angleterre est une exception à plus d'un titre. Elle fait exception sur le plan culturel. Depuis le traité de Westphalie de 1648, qui stabilise la situation en Europe, en consolidant la France, l'Europe du Nord est stable sur le plan religieux, l'anglicanisme s'impose et se rapproche du protestantisme. Cette partie du monde se détache. Le parlementarisme anglais émerge au moment de la révolution financière britannique. Les conceptions économiques des Britanniques prennent une évolution radicale avec le libéralisme d'Adam Smith, qui reconnaît la valeur économique de l'individu, avec des droits, à l'époque des Premiers entrepreneurs du coton britannique dont il décrit et analyse l'émergence.
Le principe des corporations disparaît avec l'apparition des brevets. Mais l'Angleterre étant une île, elle s'impose une politique maritime ambitieuse. Au XVIIIe siècle, le Royaume-Uni possède une importante flotte maritime, un grand capital technique et économique. L'affrontement franco-anglais est à son paroxysme. Les Anglais dominent la mer, malgré les grands efforts français. L'avance anglaise est technique (exemple : chronomètre de marine) et la richesse française se dilue alors dans sa puissance démographique (un Européen sur cinq est alors français).
Le commerce triangulaire et la réduction en esclavage de millions d'individus expliquent pourquoi le Royaume-Uni fut le premier pays européen à s’industrialiser : il devança largement ses concurrents dans la traite transatlantique, transportant près de 3 millions de personnes, loin devant la France (1,27 million).

#### Empire britannique

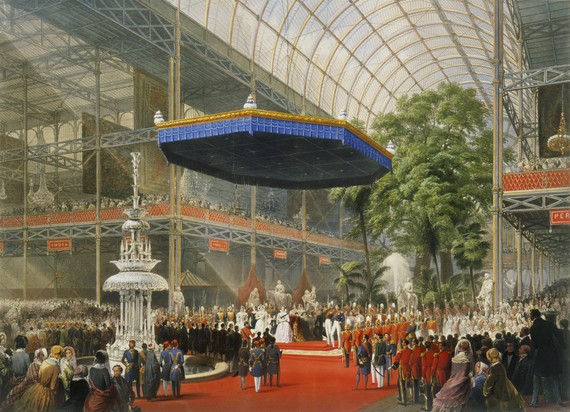
L'inauguration du Crystal Palace à Londres, en 1851.

L'Empire colonial britannique est le plus étendu du monde au XIXe siècle avec environ 35 millions de km2 pour une population représentant environ le quart de la population mondiale totale d'alors, c'est-à-dire 500 millions d'habitants. Il s'agit d'un Empire bien plus vaste que celui de la France, tant en superficie (14 millions de km2) qu'en nombre d'habitants (150 millions).
Adoptant une stratégie coloniale différente des autres nations, notamment de la France, le Royaume-Uni opte très tôt pour le libre-échange avec ses colonies mais également avec les autres nations. Le 26 septembre 1786, par exemple, la Grande-Bretagne et la France signent un accord commercial – le traité Eden-Rayneval – rendant la circulation des céréales quasiment libre et interdit l'exportation de machines anglaises et l'émigration d'ouvriers qualifiés britanniques. Toutefois le traité le plus important entre les deux nations est celui du 23 janvier 1860, dit traité Cobden-Chevalier. De tels accords sont soit négociés, comme dans l'exemple précédent, soit obtenus par la force, comme pour l'installation de concessions à Shanghai en 1842. On s'achemine dès lors de plus en plus vers la fin d'une politique d'obédience mercantiliste, que l'abrogation des corn laws (taxes sur le blé) sanctionne définitivement en 1846. La Grande-Bretagne verse alors dans un libre-échange de conception free trade, et non, comme c'est le cas de nos jours, de conception fair trade (plus « juste »). Toutefois, la Grande Dépression (1873-1896) pousse à un retour vers des politiques teintées de protectionnisme, donc de repli du commerce sur ses colonies.

#### Spécialisation industrielle précoce dès 1850
La dotation factorielle de la Grande-Bretagne est un élément constitutif de sa précocité et de sa supériorité au début de la révolution industrielle.
L'agriculture est sacrifiée au profit de l'industrie (à partir de 1846) ; la part de l'activité agricole dans le PIB de la Grande-Bretagne passe de 20 % en 1850 à 6 % en 1906. Si en valeur absolue les données restent stables, en revanche en valeur relative on voit bien la proportion prise par l'activité industrielle. D'autre part, une telle diminution relative de l'agriculture peut s'expliquer par les effets du libre-échange et le commerce avec les pays « émergents » de l'époque comme les États-Unis. En effet, l'annulation des taxes sur le blé importé en 1846 a eu deux conséquences majeures sur l'économie britannique. D'une part, la baisse du prix du blé provoquée par la concurrence du blé étranger a permis de baisser et les salaires (à l'époque, ceux ci étaient évalués en termes de blé) et la rente (revenu des propriétaires agricoles). D'autre part, les bénéfices des industriels ont augmenté à la suite de la diminution concomitante de ces deux composantes essentielles du PIB.
L'agriculture sacrifiée, les efforts tournés vers l'industrie, la domination industrielle de la Grande-Bretagne est assurée, au moins pendant une grande partie du XIXe siècle. Ainsi, la production industrielle s'accroît fortement, notamment dans les productions de charbon (qui augmente de 100 % entre 1830 et 1845), textile et sidérurgique dans lesquelles se spécialise la Grande-Bretagne. Cette domination s'appuie notamment sur une main-d'œuvre abondante grâce à l'essor démographique, acquise aux nouvelles méthodes notamment organisationnelles avec la division du travail selon les conceptions d'Adam Smith. Elle s'appuie en outre sur la disponibilité des matières premières, fer et charbon, sur les colonies et sur de nombreuses innovations techniques.
On note cependant que l'hégémonie britannique est de plus en plus contestée dans la seconde partie du XIXe siècle, surtout par les États-Unis et l'Allemagne qui s'industrialisent à une vitesse telle qu'ils rattrapent la Grande-Bretagne. Cela se traduit par une érosion de la balance commerciale dont le déficit passe de 11 millions de livres en 1820 à 140 millions à la fin du XIXe siècle. Toutefois, la suprématie financière se substitue à l'hégémonie industrielle et permet de compenser le déficit commercial grâce à des excédents colossaux.

#### Suprématie financière
La Grande-Bretagne domine incontestablement le monde durant toute la première moitié du XIXe siècle. En conséquence, la City, place financière de Londres, est incontournable dans le domaine financier en termes de transactions, pour les reconnaissances de dettes, pour émettre des actions, emprunter, etc. Cette hégémonie amène la Grande-Bretagne à constituer le plus vaste Empire colonial et à devenir le plus important investisseur à l'étranger : aux alentours de 1860, la Grande-Bretagne pèse à elle seule 1/5e de la production mondiale. De plus, on y cote une majorité de matières premières, malgré la concurrence de la bourse de Chicago, et la monnaie de référence pour les échanges internationaux demeure la livre sterling. La suprématie financière et économique de la Grande-Bretagne est accentuée sous le règne de Victoria (1837-1901).

### Rôle précurseur de la Wallonie
- Si vous ne connaissez pas le sujet, laissez ce bandeau (vous pouvez alors contacter les auteurs).
- Si vous supprimez le contenu mis en cause (vous pouvez préalablement contacter les auteurs),

argumentez précisément cette suppression dans la page de discussion
(un manque de référence n'est pas un argument ; une recherche réelle de référence doit avoir été effectuée, être formellement documentée).
La Wallonie est, après l'Angleterre, la première région du continent européen à connaître la révolution industrielle, dès la fin du XVIIIe siècle. On reconnaît à la région trois qualités majeures : d'abondantes ressources minérales, houille et minerais (limonite et oligiste), une tradition proto-industrielle ancienne en quête de renouvellement, un enthousiasme manufacturier. Entre 1810 et 1880, la Wallonie reste la deuxième puissance industrielle du monde, derrière le Royaume-Uni.

### Singularité du cas de la France
- Si vous ne connaissez pas le sujet, laissez ce bandeau (vous pouvez alors contacter les auteurs).
- Si vous supprimez le contenu mis en cause (vous pouvez préalablement contacter les auteurs),

argumentez précisément cette suppression dans la page de discussion
(un manque de référence n'est pas un argument ; une recherche réelle de référence doit avoir été effectuée, être formellement documentée).

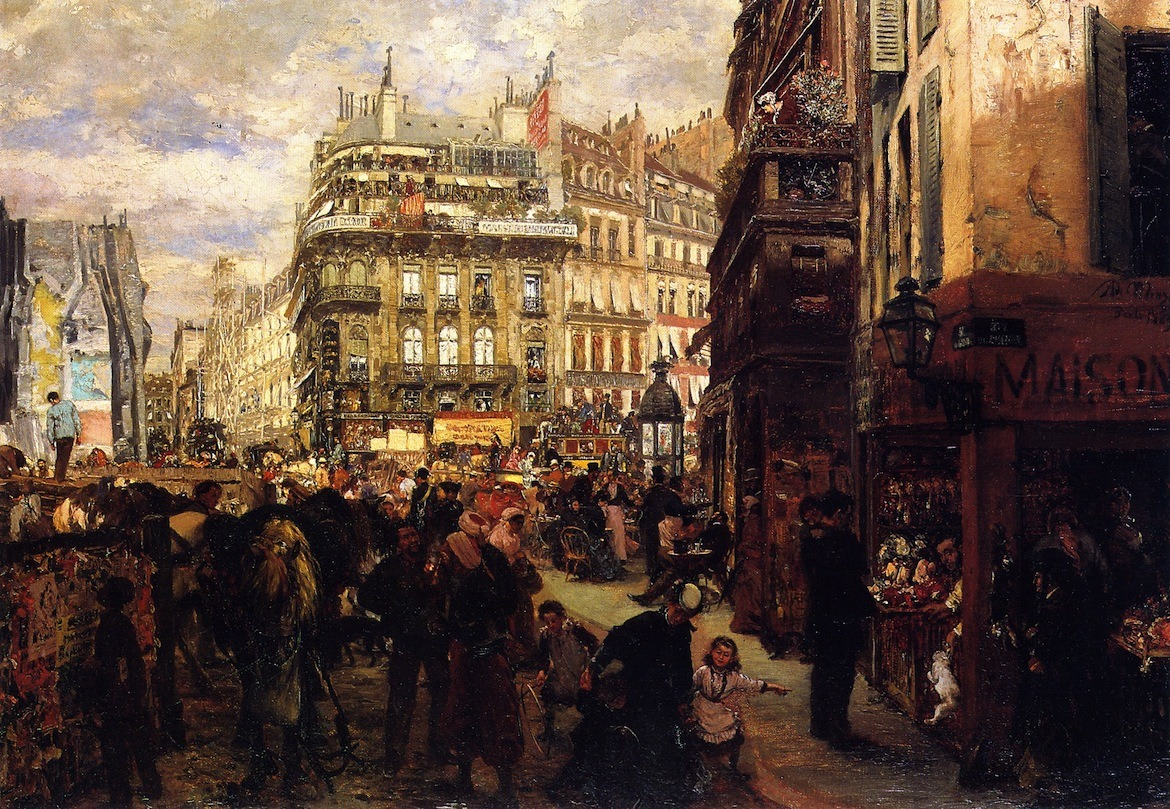
Paris en 1869 vue par le peintre Adolph von Menzel.

On parle de singularité pour le processus de révolution industrielle français car il ne correspond pas aux modèles établis. Certains comme Jean Marczewski considèrent que la révolution industrielle se caractérise en France par l'absence d'une phase de « take-off » (décollage) selon les critères établis par Walt Whitman Rostow et son modèle normatif défini en 1960 dans ses Étapes de la croissance économique : toute société est censée connaître un processus de croissance en cinq étapes. L'une est primordiale, celle du « take-off » où :
1. L'investissement total réalisé doit représenter au moins 10 % du PIB total ;
2. Plusieurs secteurs moteurs, ainsi qu'un cadre politique et social favorable doivent exister.

Or, la France ne suit pas ce modèle ; le début de la révolution industrielle en France se caractérise, selon Maurice Lévy-Leboyer, par une chronologie plutôt irrégulière :
1. De 1789 à 1815 : un contexte historique marqué par les guerres révolutionnaires et napoléoniennes ;
2. De 1830 à 1860 : un développement industriel, malgré tout, aux côtés de la Grande-Bretagne ;
3. De 1860 à 1905 : un ralentissement économique ;
4. À partir de 1905 : une forte reprise.

#### Contexte historique
Les débuts de la révolution industrielle en France sont marqués par des troubles consécutifs aux guerres révolutionnaires et napoléoniennes dont le coût est humain (600 000 victimes françaises en tout[réf. nécessaire]), mais également économique : la France perd à cette occasion son dynamisme démographique.
La France est aussi moins riche en charbon et en fer que ses voisins belge, allemand ou anglais.
Le Blocus continental mis en place par Napoléon Ier en 1806 provoque simultanément une perte de débouchés pour les grands ports français, comme Bordeaux, Marseille ou Nantes qui voient faiblir leur activité et leur population migrer en partie vers les régions industrielles du Nord-Est. Sur le plan industriel, il en résulte une nouvelle spécialisation et une inversion des pôles d'activité. Sur le plan commercial, le commerce français s'oriente davantage vers le commerce continental.
La pensée française est fille du siècle des Lumières et de la Révolution : héritière à la fois du libéralisme et d'une conception plus « sociale », l'idéologie française adopte une voie intermédiaire entre le libéralisme britannique et le protectionnisme allemand.

#### Importance de l'État
Dès le début de la Révolution, le pouvoir en place s'empresse de « libérer les forces du marché » par la suppression des corporations (loi d'Allarde, 1791) et l'interdiction de toute coalition (loi Le Chapelier, 1791). Cette législation institue la liberté du commerce et de l'industrie qui est, encore aujourd'hui, le fondement du libéralisme économique en France. 
Par ailleurs, la France se dote sous le Consulat d'une monnaie, le franc germinal, et d'une Banque centrale, la Banque de France. Cette association permet à la France de retrouver des bases monétaires stables et un système centralisé. Celui-ci a en effet permis de juguler les troubles monétaires nés des émois révolutionnaires, l'émission trop abondante d'assignats ayant entraîné une forte inflation. En outre, le franc germinal se caractérise par sa stabilité tout au long du XIXe siècle. Si la France se dote d'un système monétaire centralisé, c'est qu'elle l'a hérité de sa tradition jacobine, autrement dit centralisatrice.
De surcroît, la France procède à de nombreuses réformes comme la création des lycées permettant la formation d'une élite dans le cadre d'un processus de rationalisation de l'État entamé dès le milieu du XVIIIe siècle avec, par exemple, la création de l'École royale des ponts et chaussées en 1747, de l'École nationale supérieure d'arts et métiers en 1780 ou de l'École polytechnique en 1794. Mais la réforme majeure à retenir est celle de l'instauration du Code civil par Napoléon en 1804. En effet, il encadre le droit de propriété privée, élément essentiel dans le processus de révolution industrielle. Mais il permet également de fonder le droit contractuel ; la propriété privée est un bien cessible et permet donc l'accumulation. Cela ne signifie pas que la propriété n'était pas cessible sous l'Ancien régime, mais que la propriété n'avait aucune fonction d'accumulation, elle était un symbole social. Elle demeure ce symbole au XIXe siècle mais on y ajoute la notion d'accumulation.

#### Puissance agricole et industrielle

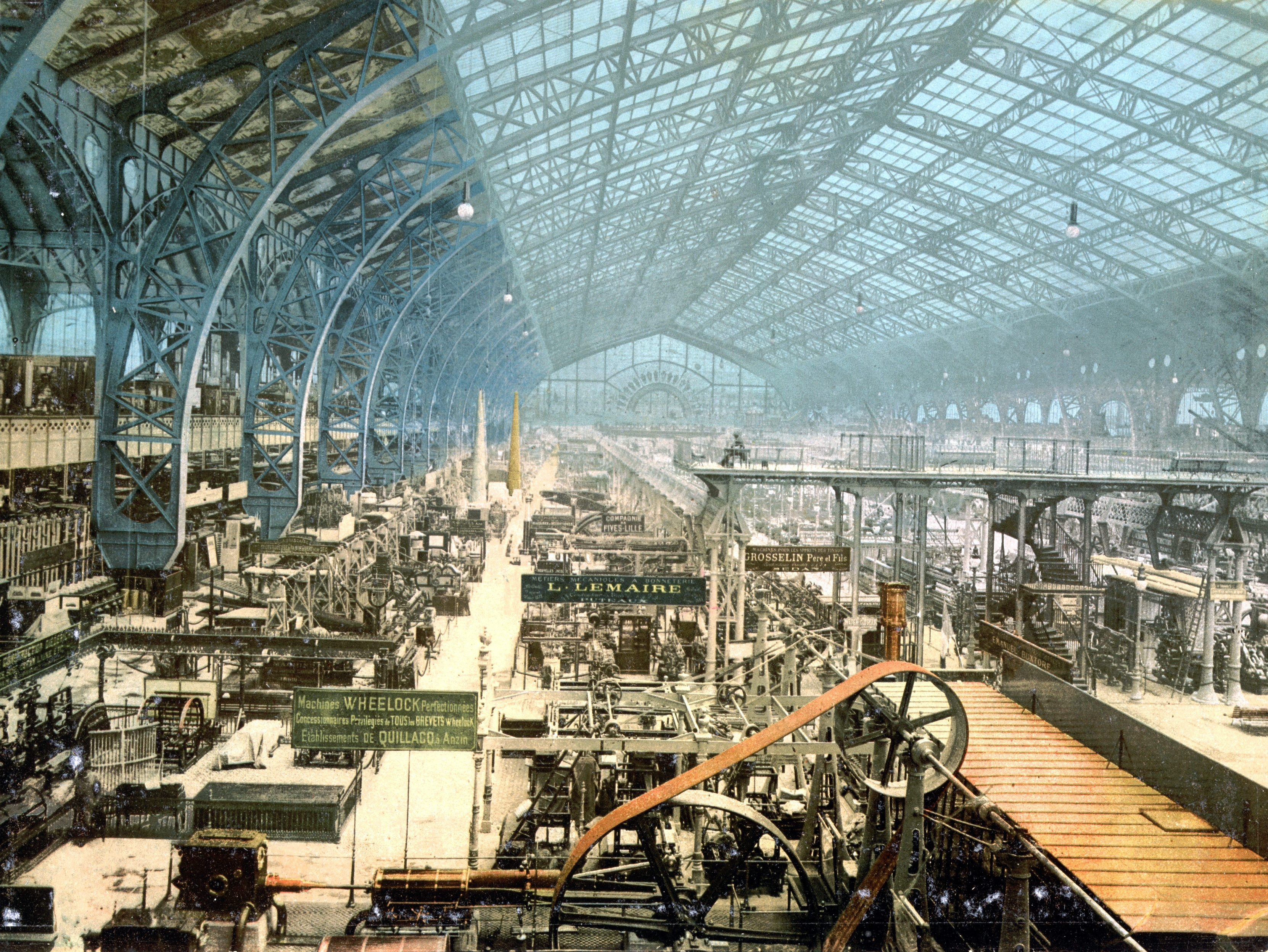
Hall d'exposition de l'exposition universelle de Paris, en 1900.

De plus, par le biais de lois, l'État se joint à la croissance économique non seulement en la favorisant, mais également en y participant. On peut citer par exemple la loi Guizot de 1842 qui favorise l'extension du chemin de fer dont on connaît l'importance dans le processus de révolution industrielle, les grands travaux (travaux du baron Haussmann à Paris, assainissement de zones marécageuses comme les Landes et la Sologne), le plan Freycinet (1879-1882) pour relancer l'activité économique par le chemin de fer et l'amélioration des infrastructures, etc. L'Empire colonial français contribue également à soutenir l'industrialisation.
L'État est parfois à l'origine de négociations favorisant le libre-échange, parfois à l'origine de mesures protectionnistes ; on retrouve là encore la voie intermédiaire choisie par la France, ni tout à fait libérale, ni totalement protectionniste. Dans le premier cas, il établit des accords commerciaux, comme celui de 1786, dit traité Eden-Rayneval, et surtout celui de 1860, dit traité Cobden-Chevalier, qui limite les droits de douane sur les produits industriels à 25 %. Dans le second cas, il prend des mesures protectionnistes comme l'adoption de la loi Méline en 1892 permettant d'augmenter les droits de douane sur les céréales et la viande importées en cas de surproduction.
L'agriculture conserve une place bien plus importante dans l'économie française que dans l'économie britannique à la même époque. Des inventeurs contribuent aux progrès de l'industrie agricole comme André Grusenmeyer. Son importance est telle en France qu'il suffit que l'agriculture prospère pour que l'ensemble de l'économie s'en trouve améliorée. Au contraire, une agriculture qui n'est pas prospère conduit à l'amplification des mouvements de crises. L'agriculture est dominée en France par des petits propriétaires, ce qui explique en partie le comportement « malthusien » de la France au XIXe siècle : faire moins d'enfants permet d'éviter l'émiettement du patrimoine familial, d'épargner davantage et de mieux les installer dans la vie.
La France est donc une puissance industrielle, néanmoins inférieure à la Grande-Bretagne. Les changements y sont plus progressifs qu'outre-Manche, expression d'un « malthusianisme » caractéristique. La concentration d'entreprises (les constitutions des monopoles) et la production de masse y sont aussi plus tardives. De plus, l'industrie est dominée par une petite bourgeoisie qui privilégie un marché intérieur modérément dynamique.

#### Puissance financière
Bien que largement moindre que celui de la Grande-Bretagne, le poids de la France en matière financière n'en demeure pas moins important. En effet, la France dispose du plus important stock d'or privé et représente le principal marché financier des gouvernements européens. Les liens entre banques et industries demeurent cependant faibles et marquent une différence avec la Grande-Bretagne. En effet, la France reste frileuse après la triste expérience du système de Law. En outre, l'activité bancaire, notamment à la fin du siècle, se caractérise par une prudence que traduit la doctrine Germain consacrant la séparation des fonctions de banque de dépôt et de banque d'affaires.

## Deuxième révolution industrielle
- Si vous ne connaissez pas le sujet, laissez ce bandeau (vous pouvez alors contacter les auteurs).
- Si vous supprimez le contenu mis en cause (vous pouvez préalablement contacter les auteurs),

argumentez précisément cette suppression dans la page de discussion
(un manque de référence n'est pas un argument ; une recherche réelle de référence doit avoir été effectuée, être formellement documentée).
Alors que la production mondiale avait mis 120 ans pour doubler entre 1700 et 1820, l'apparition et le développement de nouvelles techniques permettent un premier doublement en cinquante ans entre 1820 et 1870, puis un second doublement, en quarante ans, entre 1870 et 1910.

### Secteurs clés

#### Électricité et moteur électrique
Malgré tous les progrès précédemment cités, il restait encore une étape cruciale à franchir. Un gigantesque bouleversement allait bientôt survenir, peut-être le plus important de tous, en tous cas celui qui allait avoir le plus de retombées sur l’instant comme dans la durée aussi bien pour l’industrie que pour le particulier : la maîtrise de l’électricité.
Après plusieurs approches en Amérique et en Europe, l’idée du moteur électrique se précise peu à peu. Mais il faut attendre le 17 juillet 1871 pour que le Belge Zénobe Gramme présente la première dynamo brevetée à l’académie des sciences de Paris : la magnéto Gramme, machine rotative mue par une manivelle qui permet la production mécanique de l’électricité. Antérieurement, celle-ci était fournie par des piles polluantes et difficiles à manipuler, et presque uniquement utilisée en galvanoplastie. On ne lui voyait aucun débouché industriel et encore moins dans le machinisme qui exigeait de fortes puissances. Mais cette modeste machine électrique tournante avec sa manivelle, son anneau de Gramme et son collecteur allait ouvrir la voie à l'utilisation industrielle et domestique de l'électricité. La magnéto a connu des perfectionnements postérieurs : dynamo industrielle en 1873 génératrice de courant continu et sa réversibilité en moteur à courant continu, puis alternateur générateur de courants alternatifs polyphasés, enfin moteur à induction biphasé puis triphasé. L'électricité pouvait entrer dans toutes les usines.
On peut souligner ici l'apport non négligeable de l'inventeur serbe Nikola Tesla, à qui l'on doit le perfectionnement des machines à courant alternatif et la mise au point à l'échelle industrielle de la production, de la distribution et de l'utilisation de l'énergie électrique comme force motrice. Plus tard, ses expérimentations sur les courants alternatifs haute fréquence permettront de donner les bases des systèmes de télécommunications sans fil (de nombreux chercheurs tels que Marconi ayant ensuite utilisé et revendiqué ses brevets), ainsi que des systèmes radio.
Le moteur électrique se généralise. Dans les ateliers et les usines de la fin du XIXe et du début XXe siècle, il est encore encombrant et lourd mais il supplante rapidement le moteur à vapeur en permettant un meilleur partage de la force motrice au sein des ateliers. Avant lui, la force motrice était produite par le vent, puis par l’eau des rivières et enfin par la vapeur. Tous ces systèmes avaient en commun la distribution de la force motrice autour d’un arbre central sur lequel étaient connectées par des jeux de courroies et de poulies toutes les machines, avec pour les ateliers sophistiqués des systèmes complexes de débrayage quand cela était possible. Tous ces mécanismes occasionnaient de nombreuses pertes et imperfections de fabrication parce qu'il fallait suivre l’axe central de distribution de force au détriment de l’agencement logique des unités de production. L’électricité permet de s'affranchir de cette contrainte : la force motrice était distribuée non seulement à la demande mais aussi seulement là où elle était nécessaire. Le moteur électrique a ainsi permis une rationalisation de la production à travers un nouvel agencement des usines respectant mieux les étapes de la production, et offert de meilleurs rendements et une meilleure qualité, à moindre coût. On assiste alors à l’explosion des produits manufacturés, de la fin du XIXe siècle jusqu’à la Première Guerre mondiale, que vient alimenter une concurrence toujours plus forte des entreprises entre elles. Ce foisonnement de produits de qualité a été l’âge d’or des fabrications occidentales, leur Belle Époque. Certains de ces objets manufacturés se retrouvent d'ailleurs aujourd’hui, cent ans plus tard, dans des brocantes et nombre de collections. Ils ont été le prélude à la société de consommation que nous connaissons aujourd’hui.
À peine dix ans après l’invention de la dynamo, l’Américain Edison mit au point la lampe à incandescence, sonnant la fin des lampes à arc électrique peu fiables et compliquées d’entretien, et permettant de généraliser l'éclairage dans tous les domaines (industrie, voie publique et transports, habitations, etc.).
L’électricité a eu pour autre incidence de permettre aux usines de quitter les vallées puis les zones de distribution de charbonnage en les disséminant partout sur le territoire, principalement autour des grandes villes grâce aux lignes moyennes tensions. De petites unités privées et autarciques ont cédé la place à de grosses compagnies qui distribuaient leur propre courant sur de vastes secteurs, aussi bien pour l'industrie que pour le particulier. En France, ces compagnies de distribution se sont ensuite unifiées et étatisées pour former EDF. Les tensions et fréquences différentes vont disparaître : le courant triphasé 380 volts pour l'industrie et celui de 110 volts puis 220 volts monophasé pour le particulier se sont finalement généralisés.

#### Chimie
En 1897, chimiste chez Bayer, Felix Hoffmann (1868-1946), fit une découverte retentissante. On cherchait alors depuis fort longtemps une alternative à l'extrait d'écorce de saule, un antidouleur naturel séculaire contenant de la salicine et de l'acide salicylique.

#### Chemin de fer

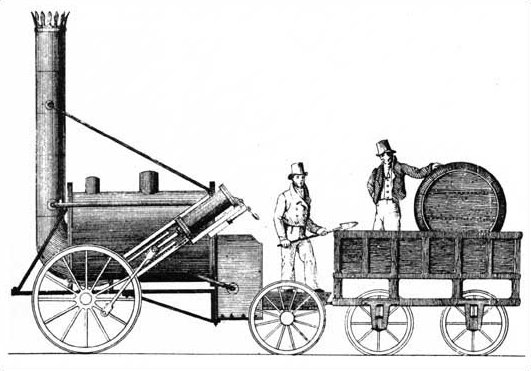
Plan de la locomotive de Stephenson (la « Rocket », ou « fusée ») de 1829.

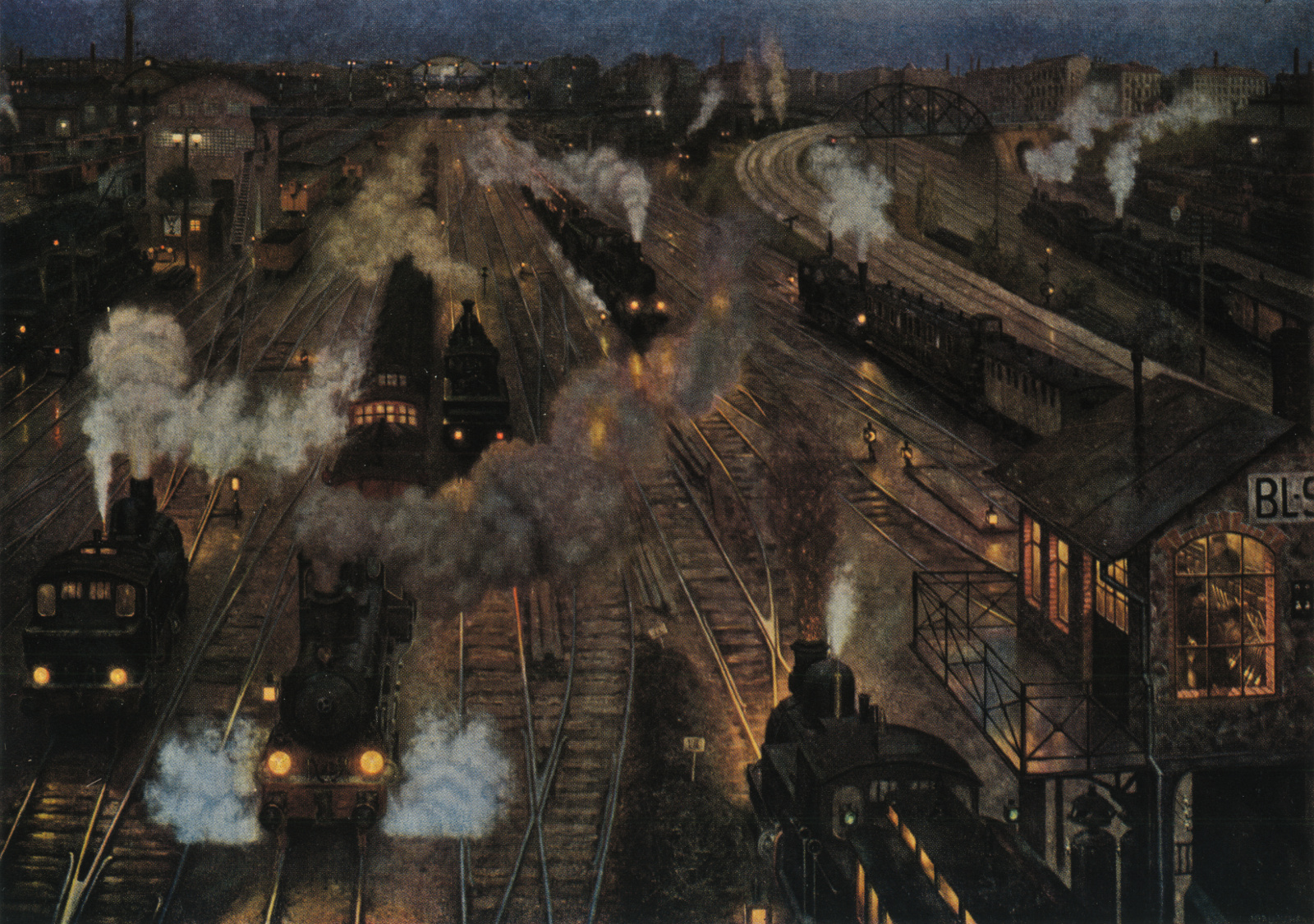
Peinture d'Hans Baluschek de 1904.

En Angleterre, on utilise depuis 1760 des chemins de fer sur lesquels les wagons sont tirés par des chevaux. Comparativement aux routes, l'effort de traction nécessaire est bien inférieur.
Richard Trevithick est considéré comme l'inventeur de la traction à vapeur : un monument lui est consacré à Merthyr Tydfil (Carmarthenshire, Pays de Galles). En 1804, celui-ci adapte à la traction sur rails une machine à vapeur fabriquée par les Pen-y-darren Ironworks à Merthyr Tydfil : la vitesse de 5 miles à l'heure est atteinte (8 km/h) en tirant une charge de 10 tonnes et 70 passagers de Merthyr Tydfil à Abercynon, sur une distance de 14 km. Mais les rails se cassent sous les 5 tonnes de la locomotive et la machine à vapeur est réutilisée à poste fixe.
La première locomotive à vapeur utilisée de façon régulière est celle de l'ingénieur George Stephenson qui fabrique et brevète sa première locomotive en 1815.
Chargé de construire une voie ferrée pour transporter le charbon de Darlington à Stockton en Angleterre, Stephenson convainc les propriétaires des mines de le financer pour construire une locomotive. La première utilisation de la Locomotion a lieu le 25 septembre 1825. Elle tracte vingt wagons de voyageurs et dix bennes de charbon. Alors qu'un cavalier portant un drapeau galope devant la Locomotion, Stephenson ordonne au cavalier de s'écarter car le train roule plus vite et dépasse l'homme à cheval. Plusieurs années sont encore nécessaires pour que la traction à vapeur devienne suffisamment fiable pour transporter des passagers. En 1830, Robert Stephenson, le jeune fils de Georges, crée la première ligne de chemin de fer moderne : Manchester-Liverpool. Constituée d'une voie double sur toute sa longueur elle offre pour la première fois des horaires fixes aux voyageurs.
Cela dit, l'Europe continentale n'est pas en reste : la première ligne du continent date du 30 juin 1827 : c'est la ligne Saint-Étienne-Andrézieux, mais elle se limite les premiers temps au transport du charbon. S'y adjoint une ligne de voyageurs ouverte le 1er avril 1831 en France, sur une section entre Saint-Étienne et Lyon. Durant l'année les recettes de passagers payants s'élèvent à 10 000 Francs (115 000 Francs dès 1832). À partir du 1er mars 1832, la ligne enregistre ses premiers passagers payants (36 500 personnes en 1834).
En dehors de la Grande-Bretagne, la première ligne de chemin de fer à vapeur à caractère régulier est inaugurée sur le continent européen le 5 mai 1835 entre Bruxelles et Malines. Ce n'est pas un essai voué à des transports épisodiques réservés aux riches mais d'emblée, une ligne construite par l'État à l'instigation du ministre Charles Rogier, partisan des idées fouriéristes : le chemin de fer doit être accessible au peuple et se voit doté des attributs principaux que vont adopter les chemins de fer du monde entier : trois classes correspondant à trois types de voitures qui, au début, reçoivent des noms inspirés de la terminologie traditionnelle des transports, berlines, diligence et char à bancs.

#### Sidérurgie

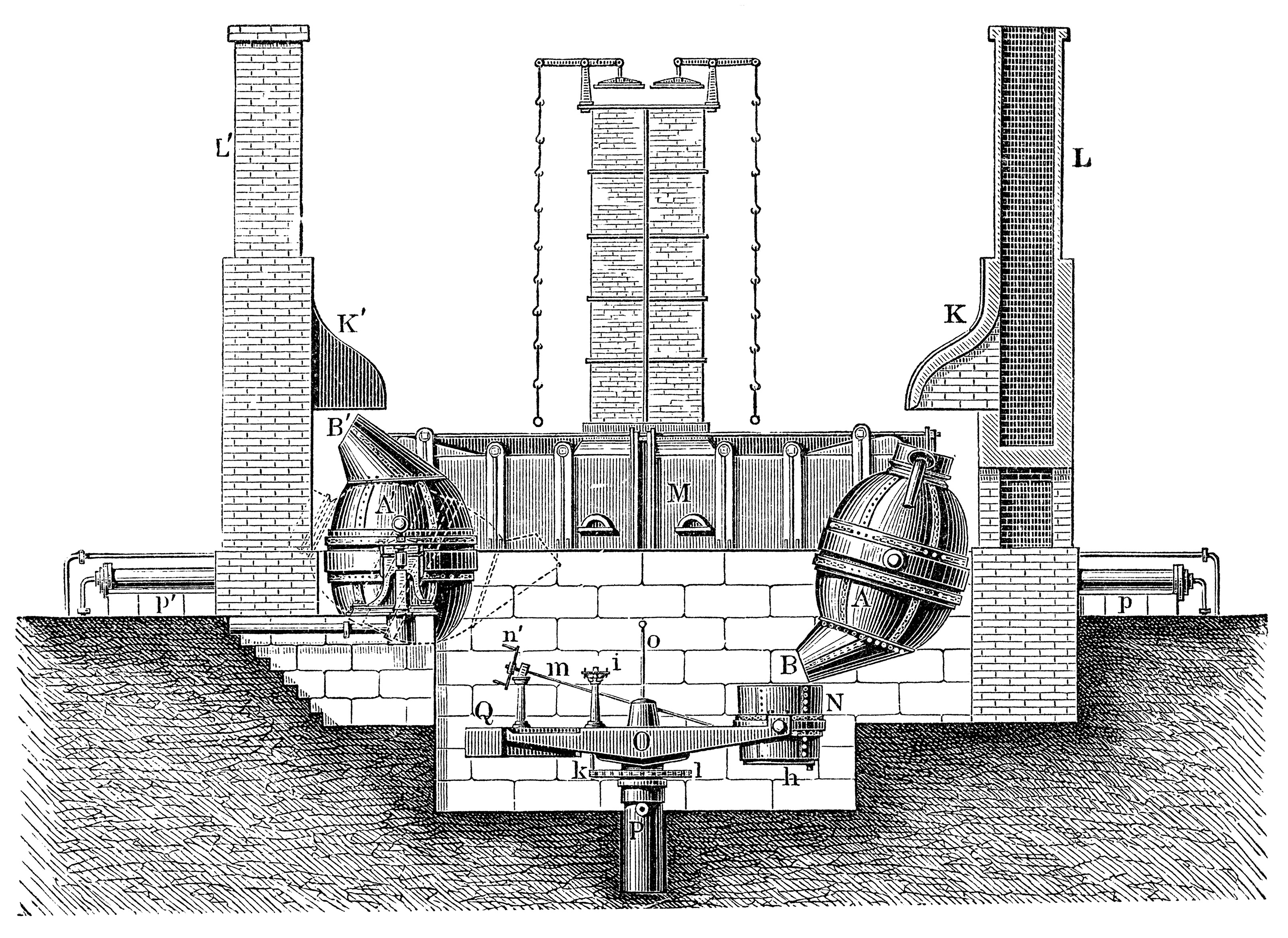
Représentation d'un atelier avec deux convertisseurs Bessemer avec leur forme caractéristique en cornue.

Il fallait de plus en plus d'acier avec le développement industriel : rails de chemin de fer, éléments de machines à vapeur, pièces de machines textiles, coques de bateaux, etc. Ce fut l'Anglais Henry Bessemer qui trouva la solution, avec son convertisseur breveté en 1856. C'est une cornue de grande taille, à parois réfractaires, que l'on remplit de fonte en fusion. On envoie alors par le fond de l'air comprimé, qui fait brûler le carbone en produisant un spectaculaire jaillissement d'étincelles. Vingt minutes après, le convertisseur contient du fer ; on y introduit alors une quantité précise de carbone qui, après quelques minutes de mélange, donne l'acier correspondant aux spécifications. Il ne reste plus qu'à incliner le convertisseur sur ses pivots pour le vider dans une lingotière. Ce procédé permettait de convertir en une demi-heure 10 tonnes de fonte en autant d'acier ; consécutivement le prix de l'acier doux passa de 50 £ la tonne à 3 £.

### Pays concernés

#### États-Unis

##### Territoires

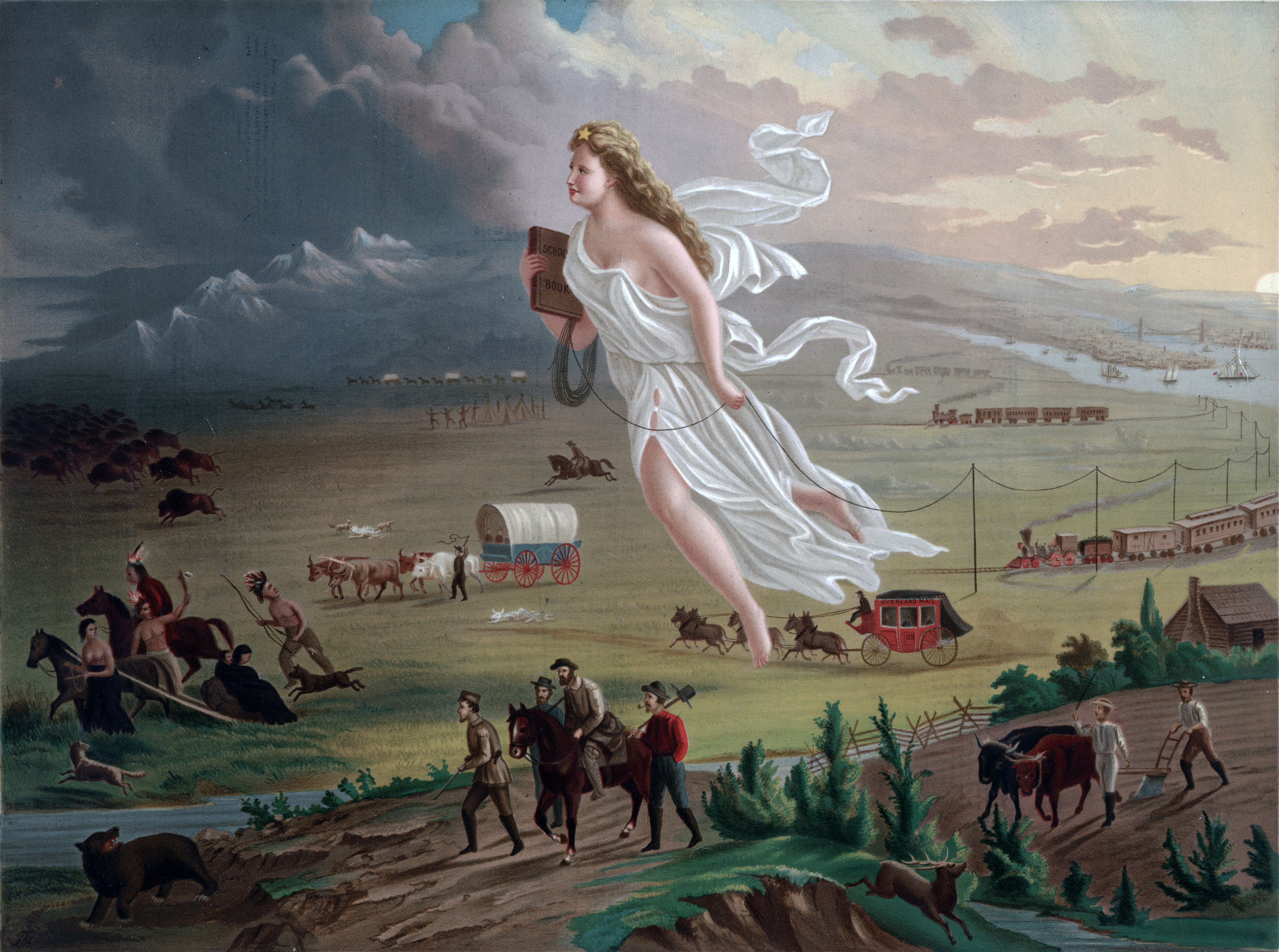
American Progress. Représentation de la conquête de l'Ouest américain en 1872 par John Gast.

L'expansion du territoire des États-Unis tout au long du XIXe siècle propulse l'industrie des chemins de fer. La Louisiane était achetée en 1803, les Floride cédées par l'Espagne en 1819, le territoire de l'Oregon favorablement partagé en 1846, l'État du Texas admis dans l'Union en 1845, la Californie, le Nouveau-Mexique et l'Utah arrachés au Mexique en 1848. L'ordonnance cadastrale de 1785, qui organisait la division des terres nouvelles en prévision de leur vente (qui sera complétée par le Homestead Act de 1862, donnant entre autres des terres à des conditions avantageuses) fournissait le cadre légal à toute colonisation à venir. Constatant la masse de colons prêts au départ vers l'ouest par suite de la découverte de l'or en Californie en 1848, et pour éviter aux candidats à cette migration la route du cap Horn autant que pour maîtriser le territoire national dans sa nouvelle extension, le gouvernement américain projette aussitôt le premier chemin de fer transcontinental de l'histoire. Toujours pour rapprocher ces gains territoriaux de la lointaine capitale fédérale, et immédiatement l'achat Gadsden réalisé, qui apportait en 1853 l'ultime agrandissement territorial des États-Unis, il en projette un second transcontinental passant par le Nouveau-Mexique d'alors. Quelques années après, il en imaginait un troisième à travers le nord, en direction de l'Oregon. Ainsi, le rail remplaçait les pistes qui jusque-là reliaient seules ces territoires lointains à l'Est.
Ce déplacement de la frontière vers l'ouest contribue fortement à développer les chemins de fer. La couverture ferroviaire se développe initialement sur la côte est, principalement au nord en raison de son industrialisation et de sa desserte de peuplement vers le Midwest. Après l'établissement de la première ligne en 1827 le développement de l'ensemble des réseaux atteint 49 100 km en 1860. Dès 1869 la liaison San Francisco-New York est achevée et relie les côtes est et ouest en moins de sept jours contre six mois auparavant. En 1870, le réseau ferré américain représente désormais 85 100 km, et en 1913, 420 000 km, soit le tiers du réseau mondial. On comprend qu'un tel développement a eu des conséquences directes sur l'économie américaine et sur son industrialisation grâce à des effets d’entraînement sur l'activité industrielle. Par exemple, l'extension du chemin de fer entraîne — plus encore à partir du moment où les États-Unis cessent d'acheter tout leur matériel à la Grande-Bretagne, c'est-à-dire à partir des années 1860 — le dynamisme des activités sidérurgiques. De plus, le financement de ces travaux colossaux entraîne le développement des activités boursières. Enfin, l'urbanisation se développe au gré de l'industrialisation. Cependant, certains historiens de l'économie contestent le rôle majeur qu'aurait exercé le chemin de fer sur l'industrialisation des États-Unis. Ainsi, Robert Fogel estime-t-il que l'impact du chemin de fer sur la croissance est inférieur à 5 %. Il s'agit, néanmoins, d'une approche contestée.
Par ailleurs, il s'agit d'un territoire riche en matières premières. Citons notamment la présence de pétrole dont l'exploitation a permis aux États-Unis de prendre part très largement à la deuxième révolution industrielle. En effet, il est souvent considéré que le premier puits de pétrole a été creusé sous la direction d'Edwin Drake à Titusville, Pennsylvanie, en 1859. Cela préfigure la domination américaine dans le domaine de la production pétrolière. On retiendra l'hégémonie de la Standard Oil de John D. Rockefeller dont le monopole sera incontestable jusqu'à ce que la compagnie tombe sous la juridiction du Sherman Antitrust Act où elle a été divisée en plusieurs compagnies de moindre taille. Ajoutons en guise de remarque que plusieurs de ces petites compagnies grossiront au point de devenir les plus grosses compagnies pétrolières actuelles comme ExxonMobil.

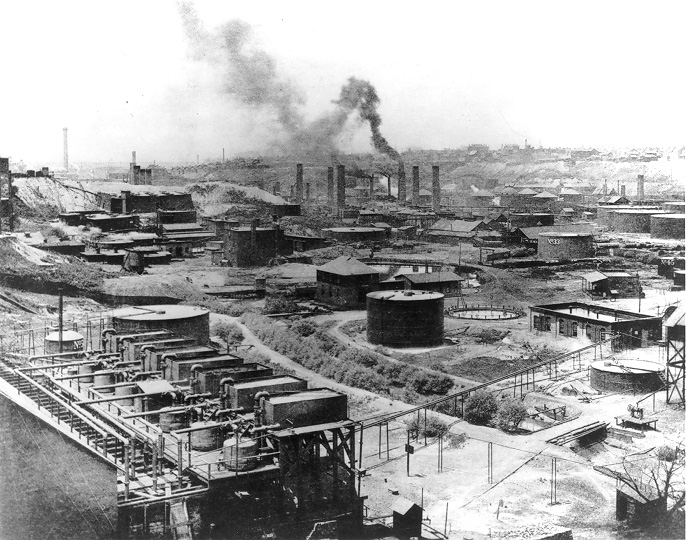
Raffinerie de pétrole de la Standard Oil à Cleveland, Ohio, 1899.

C'est de plus un territoire qui contribue au développement et à la puissance de l'agriculture américaine. En effet, l'agriculture bénéficie de vastes territoires exploités grâce aux progrès de la mécanisation ; la première moissonneuse mécanique est inventée par Cyrus McCormick en 1831. De plus, l'agriculture peut s'appuyer sur la diversité du territoire américain. Le Sud se spécialise ainsi dans la culture et l'Ouest dans l'élevage dont la production est facilement acheminée vers les ports d'exportation par les infrastructures et notamment le chemin de fer. En outre, la main-d'œuvre bon marché que constitue l'esclavage est un élément déterminant de la puissance agricole américaine au point que l'historien Robert Fogel le considère comme élément déterminant de la prospérité du Sud. Sur le plan extérieur, l'agriculture bénéficie des avantages du libre-échange, notamment de l'abolition des Corn Laws en 1846 en Grande-Bretagne.
Appliquée aux nouvelles méthodes de production, cette diversification des activités contribue à établir la puissance des États-Unis notamment lors de la deuxième révolution industrielle. L'industrialisation, débutée au milieu du XIXe siècle devait alors être le facteur de la puissance américaine. 
 Après avoir atteint l'optimum de leur production domestique, l'enjeu devint pour les États-Unis la sécurisation des approvisionnements internationaux : lire l'article géopolitique du pétrole.

##### Démographie
Les États-Unis connaissent un essor démographique tout à fait remarquable. Cet essor est entretenu d'une part par la croissance naturelle (naissances moins décès) et d'autre part par d'importants flux migratoires, notamment européens. La population des États-Unis croit de 25 % par décennie entre 1860 et 1890 si bien qu'en 1880 les États-Unis comptent 50 millions d'habitants et 100 millions en 1918 (soit un doublement de sa population en moins de 40 ans). L'immigration nourrit largement la croissance démographique : les flux migratoires ont apporté 36 millions de personnes entre 1820 et 1920.
En outre, on peut fonder l'analyse de l'industrialisation américaine sur des caractéristiques de la société américaine : il s'agit d'une société méritocratique comme l'analyse Alexis de Tocqueville dans De la démocratie en Amérique, 1835-1840.

##### Tournant de la guerre de Sécession

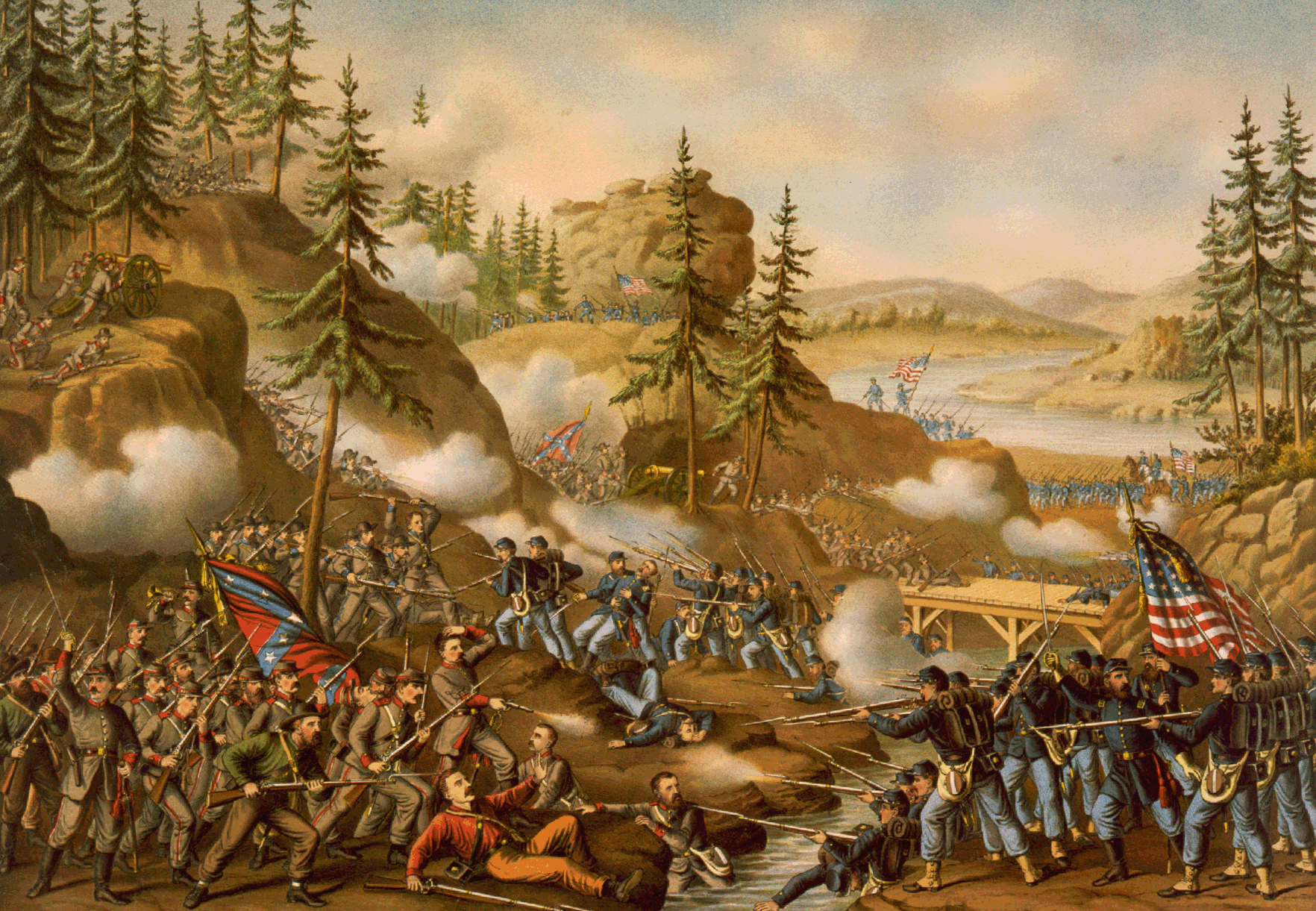
Guerre de Sécession (bataille de Chattanooga, novembre 1863).

Avant la guerre de Sécession (1861-1865), la montée en puissance des États-Unis s'appuie surtout sur ses activités agricoles à tel point que l'agriculture demeure l'activité principale jusqu'en 1880. En 1890, l'agriculture représente encore 75 % des exportations américaines. Mais la guerre de Sécession change quelque peu la donne. En effet, cette guerre n'est pas qu'une guerre politique qui s'inscrit seulement dans la question de l'esclavagisme. Elle est également une guerre issue des rivalités économiques entre le Sud — conservateur, agricole et favorable au libre-échange — et le Nord — ouvert aux idées nouvellement venues d'Europe, en cours d'industrialisation rapide et favorable au protectionnisme selon la pensée d'Alexander Hamilton, de la théorie du « protectionnisme éducateur » de Friedrich List et de celles de Henry C. Carey. Par conséquent, la victoire du Nord consacre l'évolution de l'industrialisation dont le financement est en partie favorisé par l'inflation durant la guerre.

#### Allemagne
- Coton
- Laine
- Lin cultivé
- Soie

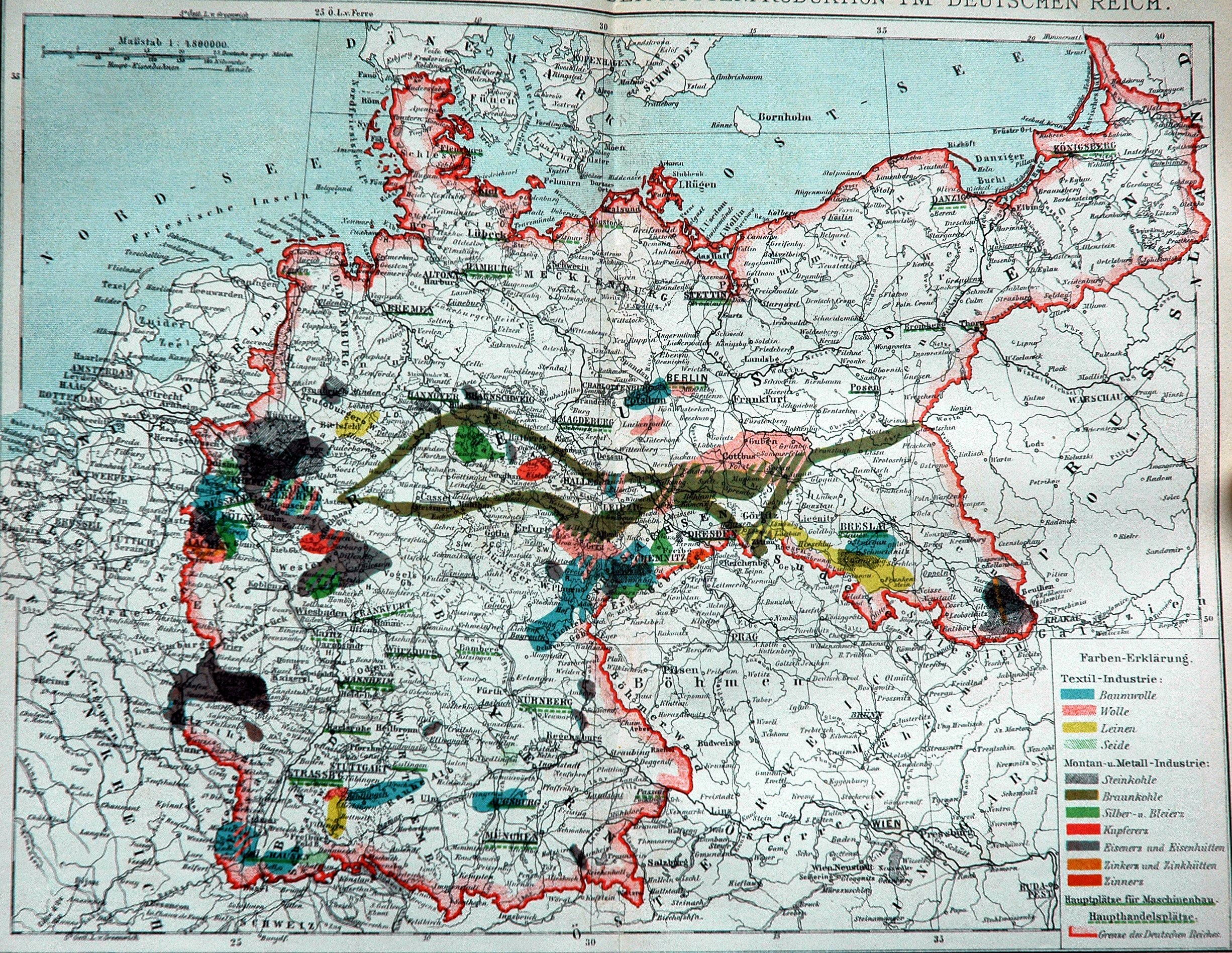
Carte de l'industrie et des mines en Allemagne en 1892.
Industrie textile
Coton
Laine
Lin cultivé
Soie
Industrie métallurgique
Houille
Lignite
Argent
Cuivre
Fer
Zinc

L'industrialisation de l'Allemagne débute au même moment qu'aux États-Unis, c'est-à-dire au milieu du XIXe siècle. Elle dispose également d'un important potentiel industriel, agricole et humain.

##### Unification pour s'industrialiser
La particularité de l'Allemagne est qu'elle n'existe pas en tant qu'État-nation au début du siècle. À la suite du congrès de Vienne en 1815, la Confédération germanique regroupe trente-neuf États dont l'unité se construit autour de la langue mais également du Zollverein à partir de 1834. Le Zollverein est une union douanière qui met en place une zone de libre-échange à l'intérieur et qui établit des tarifs extérieurs commun (TEC). De plus en 1857, le thaler prussien devient la monnaie de la zone puis est remplacé par le mark en 1871. Parallèlement, la Reichsbank (Banque Centrale allemande) voit le jour en 1875. L'Allemagne adopte de ce point de vue une position protectionniste qui contraste avec la position libérale britannique.

##### Puissance industrielle

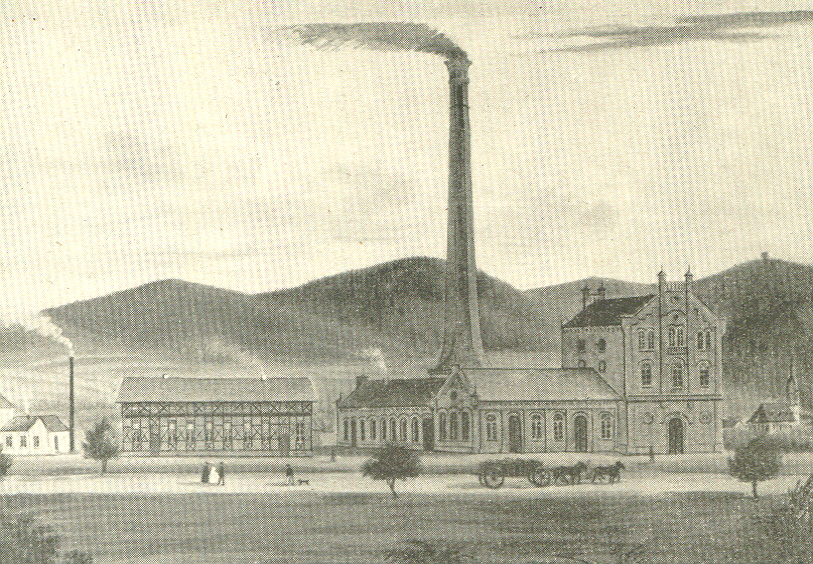
Mine à Ilmenau (Thüringe, Allemagne), 1860.

Le démarrage de l'industrialisation est lent à cause de la disparité entre bassins industriels ; ceux de l'Est sont bien moins performants que ceux de l'Ouest comme la Ruhr. De plus, l'Allemagne présente un retard technologique qui la rend dépendante de la Grande-Bretagne mais aussi de la France. L'annexion de l'Alsace et de la Moselle accroît son potentiel industriel.
La montée en puissance de l'industrialisation est appuyée d'une part par la tradition marchande du Nord de l'Allemagne et par le soutien qu'apporte l'État. En effet, il existe une réelle tradition dans le domaine du commerce grâce aux ports du Nord, hérités de l'activité portuaire de la Hanse dès le XIIIe siècle. L'État joue un rôle primordial, en favorisant l'extension du chemin de fer qui facilite l'unification de la Confédération allemande. Il a en outre favorisé la constitution de grandes entreprises — les Konzerns — et permet leur développement par le biais de mesures protectionnistes. De plus, l'État allemand supporte la formation professionnelle. L'Allemagne est le premier pays à se doter d'une forme de protection sociale. En effet, la très forte concentration ouvrière émanant de l'industrialisation commence à soulever des critiques quant aux conditions de vie et de travail. C'est donc dans le but de contrer le marxisme qu'Otto von Bismarck décide de mettre en place les premières lois sociales. Dès 1883 une assurance maladie est créée, suivie en 1884 d'une protection contre les accidents du travail et enfin en 1889, création d'une assurance-invalidité et vieillesse.
Ces éléments permettent à l'Allemagne de s'industrialiser rapidement à partir des années 1850 et plus encore après 1870 où les konzerns prennent une place primordiale dans l'activité industrielle.

##### Agriculture
Les autres activités demeurent importantes mais restent secondaires par rapport à l'industrie. La production agricole croit tout au long du siècle ; les junkers, propriétaires fonciers, sont politiquement conservateurs, économiquement innovateurs. Les innovations en matière agricole sont de plus en plus nombreuses après 1850 et complètent les innovations importées de Grande-Bretagne. La spécialisation allemande dans la chimie lui confère un rôle de premier ordre dans la recherche d'engrais ; les recherches de Justus von Liebig dès 1840 sont fondatrices.

##### Faiblesse financière
Le financement de l'industrialisation s'appuie moins sur les capitaux boursiers qu'en Grande-Bretagne. La spécificité allemande est que le financement s'inscrit plutôt dans le cadre d'investissements à long terme grâce aux liens étroits entre banques et entreprises. Michel Albert montre que cette particularité allemande est caractéristique de son capitalisme contemporain, le capitalisme rhénan.
L'autre spécificité financière de l'Allemagne est la concentration des capitaux vers son territoire national. En effet, les capitaux allemands sont assez peu destinés à l'étranger ; on note toutefois des investissements importants dans l'Empire ottoman. Cette utilisation des capitaux s'inscrit dans la perception de l'économie nationale en Allemagne ; l'économie réelle – l'industrie – c'est-à-dire la puissance économique doit coïncider avec la puissance nationale. On voit bien la divergence avec la conception britannique.

#### Japon

##### Ouverture économique contrainte
Le Japon est un pays vieux de plusieurs millénaires mais son ouverture sur l'extérieur est tardive ; le Japon demeure dans une autarcie politique et économique (sakoku). Son ouverture sur l'extérieur ne participe pas d'un choix délibéré mais le Japon y a été contraint. En effet, l'amiral américain Matthew Perry entre en baie de Tokyo en 1853 et impose au Japon l'ouverture par la convention de Kanagawa en 1854, traité asymétrique au désavantage du Japon. L'ouverture économique du Japon de l'ère Meiji est donc le résultat de ce que l'on appelle la diplomatie ou politique de la canonnière.

##### Ère Meiji (1868-1912)

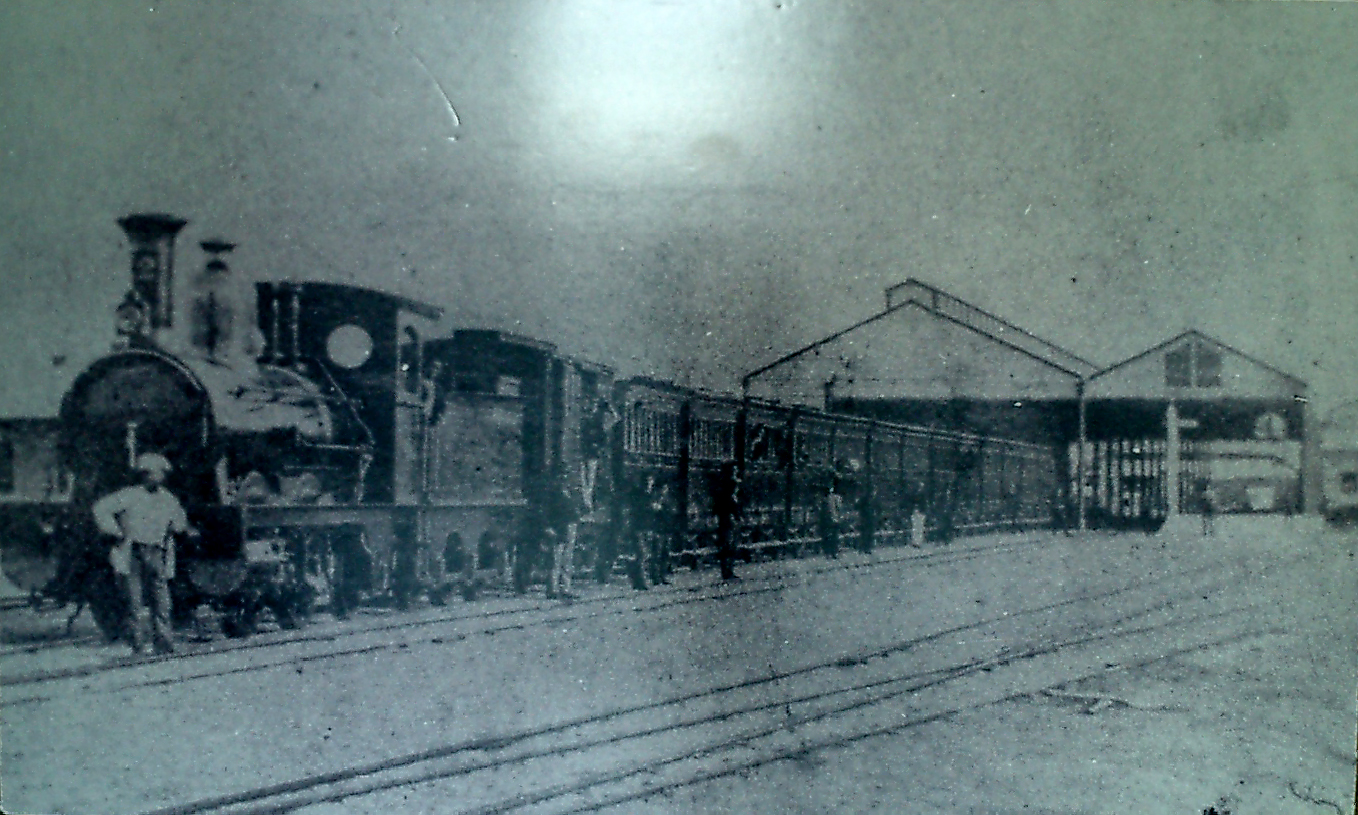
Un train entrant en gare à Kobe.

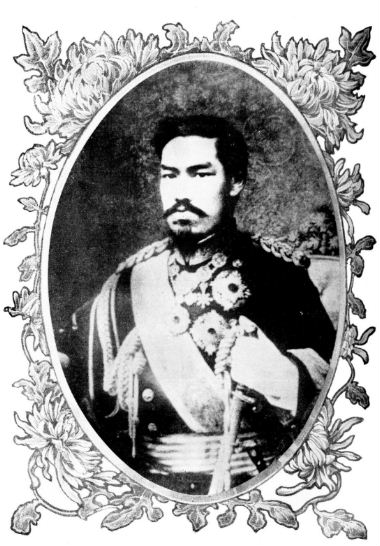
L'empereur Meiji.

En 1868, l'empereur Meiji renverse le shogun et entraîne le Japon dans la révolution industrielle. Dès les années 1870, le Japon connaît un processus de croissance et de développement, soutenu par l'intervention de l'État. Ce dernier met en place les structures adéquates pour favoriser l'industrialisation. En effet, il initie la création de chemins de fer et crée des entreprises nouvelles. Une fois consolidées par l'État, ces entreprises sont privatisées et passent sous le contrôle de grandes familles japonaises ; c'est la naissance des zaibatsus dont les plus connues sont Mitsui, Mitsubishi et Sumitomo. Celles-ci prennent alors la forme de sociétés par actions. Pour accompagner ces évolutions, le Japon met en place des institutions nouvelles : création du yen (1871), de la Bourse (1878), de la Banque centrale du Japon (1882), et se dote de diverses mesures législatives encadrant le développement économique.
L'industrialisation du Japon va de pair avec son développement agricole. Celui-ci se caractérise par une rupture avec le régime féodal ; les terres détenues par les daimyos et les samouraïs sont confisquées puis redistribuées aux paysans. Ces terres, allouées aux paysans, sont une source importante de rentrées fiscales pour l'État, qui s'en sert pour financer le développement industriel. L'agriculture se développe d'autant plus qu'elle se diversifie par l'utilisation des terres au nord de Japon, notamment en Hokkaidō. L'agriculture est donc un facteur décisif de l'industrialisation du Japon non seulement parce qu'elle génère des revenus pour l'État mais également parce qu'elle contribue à diminuer la contrainte extérieure du Japon, très fortement dépendant de matières premières dont il est peu pourvu.
Finalement, le Japon connaît un fort développement économique, son taux de croissance est supérieur à celui de l'Allemagne quoique inférieur à celui des États-Unis, le commerce extérieur augmente fortement, ainsi que sa production industrielle. En outre, la population japonaise passe d'environ 30 millions en 1860 à 50 millions au début du XXe siècle.

#### Russie

##### Réformes agraires
La Russie est le dernier des pays de la deuxième vague à s'industrialiser. L'archaïsme de son agriculture, même après avoir été réformée, a nourri son retard industriel. Toutefois, on ne peut penser le démarrage industriel sans, entre autres, le développement agricole. Après la défaite russe lors de la guerre de Crimée les dirigeants russes, en premier lieu l'empereur Alexandre II, ont pris conscience du retard économique et social de leur pays. Dans ce contexte, s'engage la réforme agricole, précédée de l'émancipation générale des paysans avec l'abolition du servage le 3 mars 1861. La réforme met en place des communautés villageoises — appelées obshchina ou mir — dans le cadre desquelles les paysans devaient payer des indemnités pour les terres qu'on leur attribuait. Ces caractéristiques expliquent l'échec de la réforme, la modernisation et le développement de l'agriculture n'étant pas à la hauteur des espérances. Toutefois, la Russie ne consentit pas davantage, dans un premier temps, à faire évoluer son agriculture. En effet, cette dernière suffisait à faire vivre le pays grâce à ses exportations et les grands propriétaires bloquaient toute évolution. Pourtant, la Russie doit s'engager « de fait », dès 1906, dans une nouvelle réforme agricole à cause de la chute des cours sur les marchés des céréales et des famines de 1891-1892 et 1902. Piotr Stolypine conduit cette réforme qui aboutit à la suppression du régime des communautés, c'est-à-dire des mirs. Toutefois, les efforts menés seront stoppés avec le début de la Première Guerre mondiale en 1914 et la révolution de 1917. Finalement, la Russie ne sera pas parvenue à hisser son industrie au niveau de celles des grands pays européens, des États-Unis ou même du Japon, contre qui la Russie perd la guerre qui les oppose en 1905. Cependant, cela ne signifie pas que la Russie ne se soit pas du tout industrialisée.

##### Industrialisation

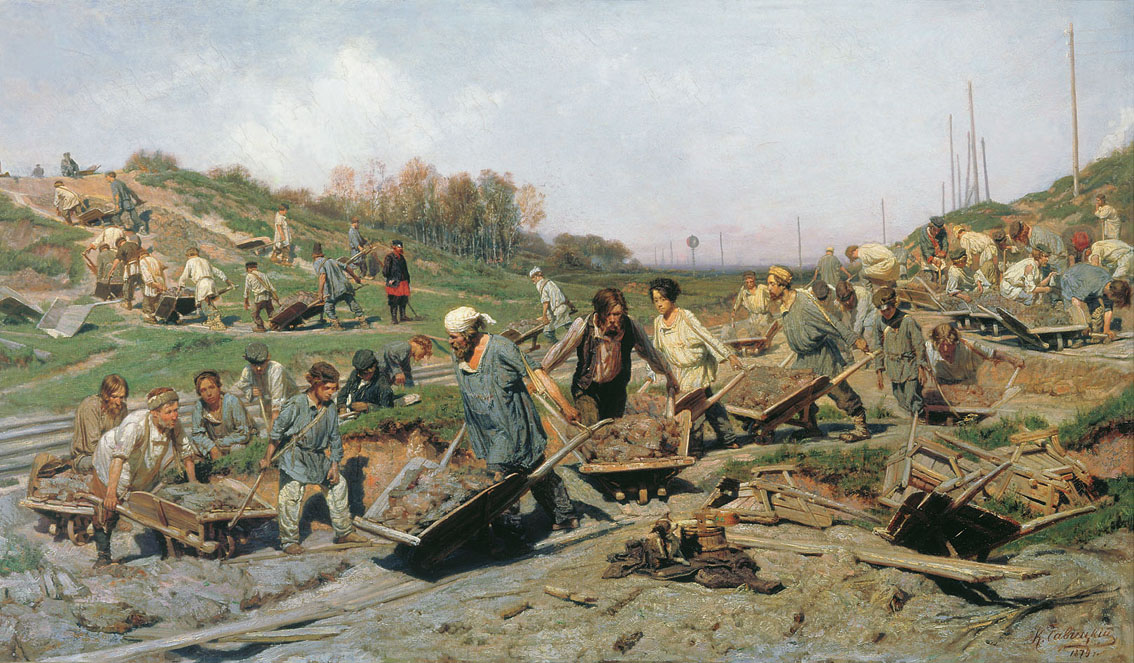
Travaux de réparation sur une ligne de chemin de fer, peinture de Constantine Savitski (1874).

À la fin du XIXe siècle, la Russie est un pays en retard mais son industrialisation est le fait d'un changement politique et profite de l'avancée des autres grands pays. En premier lieu, la réforme agricole des années 1860 accroît les rentrées fiscales de l'État, en taxant les paysans, lui permettant de financer la construction de routes, d'industries mais également de chemins de fer, comme le transsibérien et le transcaspien. La carence en infrastructures de transport était apparue après la défaite en Crimée, l'armée russe ne parvenant pas à acheminer suffisamment de soldats sur le front. D'autre part, l'État fait appel à des industriels étrangers pour développer son industrie en bénéficiant des dernières innovations techniques. Ainsi, le rôle de l'anglais John Hughes : en 1869 il fonde la « Nouvelle Société russe » pour construire des hauts fourneaux dans la région du Donetz. Le rôle de l'État est crucial dans l'industrialisation de la Russie ; pour Alexander Gerschenkron, l'État, en se substituant au marché, a permis de dépasser les obstacles liés aux structures économiques et sociales du pays. Il faut, en outre, souligner le rôle important des capitaux étrangers, notamment français et britanniques. Ainsi, l'industrialisation de la Russie s'accélère dans les années 1880-1890, notamment au bénéfice de l'armée impériale et de sa marine (lire Complexe militaro-industriel de la Russie sous la Russie impériale).

## Évolutions sociales
- Si vous ne connaissez pas le sujet, laissez ce bandeau (vous pouvez alors contacter les auteurs).
- Si vous supprimez le contenu mis en cause (vous pouvez préalablement contacter les auteurs),

argumentez précisément cette suppression dans la page de discussion
(un manque de référence n'est pas un argument ; une recherche réelle de référence doit avoir été effectuée, être formellement documentée).
Cette révolution industrielle s'est manifestée dans le domaine économique, mais elle n'en a pas moins transformé le domaine social. Cet aspect de la nouvelle société industrielle a principalement été étudié par Karl Marx. Selon K. Marx, la société industrielle succède à la société féodale, et joue un rôle historique primordial en tant qu'elle affirme le capitalisme et fait émerger le prolétariat.
Plus récemment, après la Seconde Guerre mondiale (1939-1945), on a perçu les conséquences de la révolution industrielle sur le plan environnemental. Cet aspect a été étudié par Lester R. Brown, qui considère que nous entrons dans une révolution environnementale.

### Évolution de la structure sociale en France

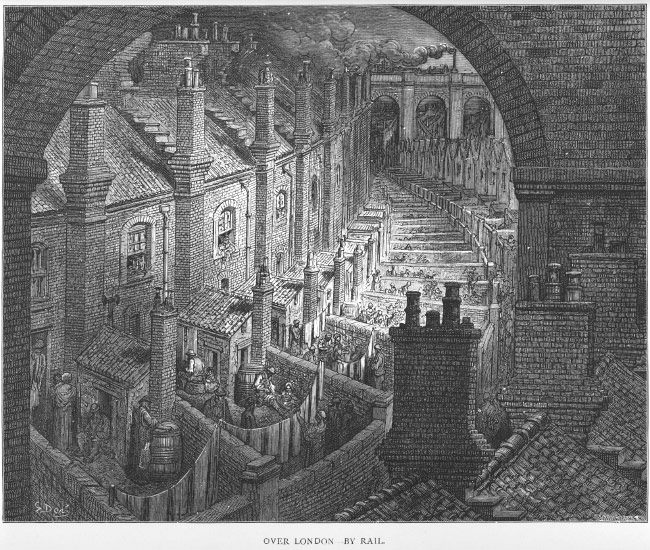
Représentation d'une cité industrielle vers 1870 par Gustave Doré.

On pourra se rapporter au livre d'Olivier Marchand et Claude Thélot, Le Travail en France (1800-2000), 1997, pour obtenir des données statistiques fiables quant à l'évolution de la structure sociale de la France depuis 1800.

#### Déclin agricole dès le milieu duXIXesiècle
La population agricole continue de croître jusqu'en 1846 et rassemble 9,3 millions d'agriculteurs, d'après les séries statistiques étudiées par Olivier Marchand et Claude Thélot dans Le Travail en France (1800-2000), 1997.
Selon les mêmes auteurs, la diminution de la population agricole est due aux conséquences du traité de libre-échange franco-britannique de 1860, aux difficultés liées aux phylloxera et à la structure trop petite des exploitations, et à la faiblesse des investissements.

#### Exode rural et urbanisation
De multiples causes provoquent l'exode rural soit le départ de nombreux paysans, quittant leurs champs pour rejoindre villes anciennes ou nouvelles agglomérations et contribuant ainsi à nourrir la croissance urbaine. Raisons négatives avec l'enclosure des terrains agricoles, ou la mécanisation de l'agriculture qui accroît la productivité et libère de la main-d'œuvre. Raisons positives dans la mesure où le départ vers les usines est perçu comme une opportunité d'échapper à la misère, sinon d'améliorer ses conditions de vie.
Toutefois, l'exode rural n'est pas l'unique cause de l'urbanisation. L'industrialisation crée des usines, qui elles-mêmes provoquent la concentration et l'installation de nombreux ouvriers dans les faubourgs des villes, voire l'émergence de nouvelles agglomérations (c'est par exemple le cas du Creusot ou de Roubaix, ou bien de villes à la périphérie de Paris comme Saint-Denis) voire la création de nouvelles conurbations (comme le bassin minier du Nord-Pas-de-Calais). Se trouvent ainsi réunis par la proximité : bassin de main d'œuvre, infrastructures de transports performantes et vaste marché de consommation.
L'urbanisation contribue également à des évolutions sociales importantes : début du développement de l'habitat collectif, des premières politiques d'aménagement urbain (mise en place de moyens de transports comme le métro à la fin du XIXe siècle et aménagements urbains comme les travaux effectués à Paris par le baron Haussmann), etc.

#### Bourgeoisie triomphante
La Révolution de 1789 marque le triomphe d'une bourgeoisie, dont le pouvoir au sein de la société avait commencé à croître dès le règne de Louis XIV pour devenir majeur au cours du XIXe siècle. Tout d'abord, une partie de cette bourgeoisie joue un rôle décisif au cours du processus d'industrialisation car elle dispose de ressources financières. Cela est encore plus vrai pour le deuxième XIXe siècle au cours duquel les investissements nécessaires représentent des sommes de plus en plus importantes. Toutefois, une partie de cette bourgeoisie demeure passive par rapport à la révolution industrielle, vivant de rentes issues de son patrimoine ; ce sont les rentiers, particulièrement nombreux en France.
Tout au long du XIXe siècle, le nombre de cette bourgeoisie s’accroît et représente une grande partie de la société. La grande bourgeoisie, à la tête d'entreprises industrielles, et la petite bourgeoisie, les petits commerçants, pèsent un poids important dans la société. Par ailleurs, outre son rôle économique et social, la bourgeoisie est de plus en plus présente politiquement. En France, cette présence politique est entretenue par la formation de la bourgeoisie dans des écoles, comme l'école des Hautes Études Commerciales (HEC) créée en 1881, dont elle a seule, au XIXe siècle, accès. Cela contribue à la formation d'un corps de hauts fonctionnaires ou, de ce que Pierre Bourdieu appelle une « noblesse d'État ».

### Constitution du prolétariat

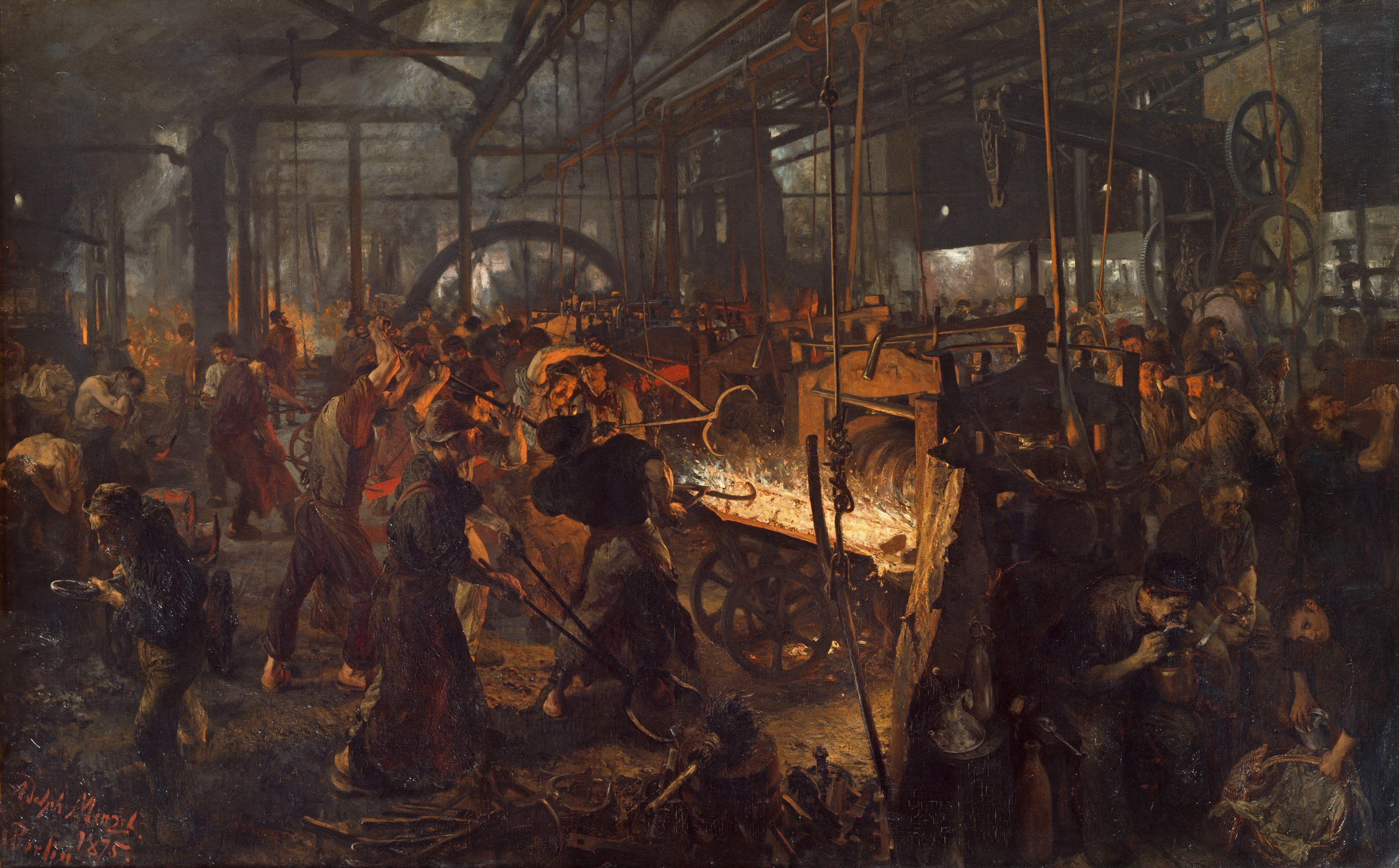
Le travail en usine vers la fin du XIXe siècle représenté par Adolph von Menzel (1872-1875).

Souvent associé au monde ouvrier, le prolétariat relève en fait d'une réalité plus complexe. Si l'on retient de Karl Marx son analyse économique de la société en deux catégories, les capitalistes et les prolétaires, on oublie parfois qu'il avait déjà compris la complexité de la société et du prolétariat au XIXe siècle. Il distingue en effet, au sein de la société, l'aristocratie financière, la bourgeoisie industrielle, la petite bourgeoisie, la classe ouvrière, le Lumpenproletariat (« prolétariat en haillons ») et la paysannerie parcellaire. Par ailleurs, il voit dans le prolétariat une classe contrainte de vendre sa force de travail aux capitalistes, que Marx accuse d'entretenir une situation favorable au développement de cette « armée industrielle de réserve » (c'est-à-dire les sans emploi). Pour comprendre la notion d'exploitation dont parle Marx, il faut revenir à sa conception de la valeur. Il distingue, en effet, valeur d'usage et valeur d'échange ; pour pouvoir réaliser une « plus-value », le capitaliste doit contraindre les prolétaires au « surtravail », d'autant plus que le capitaliste est confronté à une « baisse tendancielle du taux de profit ».
En outre, on ne peut véritablement parler d'une classe ouvrière relativement homogène qu'à partir du dernier quart du XIXe siècle. En effet, on retrouve, surtout au début du XIXe siècle, des ouvriers spécialisés que sont les artisans, des ouvriers issus de l'industrie rurale, notamment en France, et le prolétariat des manufactures puis des usines. Cette dernière catégorie d'ouvrier demeure minoritaire jusqu'au milieu du XIXe siècle. Par la suite, consécutivement à la modernisation et à la concentration des usines, le nombre d'ouvriers de la petite industrie rurale et d'artisans devient plus faible. Ce n'est donc qu'après 1870-1880 que les ouvriers d'usines constituent une classe sociale homogène, même si l'historien britannique Edward Palmer Thompson a mis en évidence qu'en Angleterre tout au moins, la classe ouvrière s'est formée au cours de la première moitié du XIXe siècle. Il précise que « pour la plupart des travailleurs, l'expérience cruciale de la révolution industrielle fut vécue comme une transformation dans la nature et l'intensité de l'exploitation ».
Vers 1930, les ouvriers représentent encore près de 33 % de la population active occidentale. Les salaires sont peu élevés (5 F par jour en France de 1900 à 1914) et la nourriture absorbe une grande partie des revenus (jusqu'à 60 %). Ainsi, chez les ouvriers, toute la famille travaille : hommes, femmes et enfants. Les journées de travail sont très longues, de 12 à 15 heures en moyenne jusque vers 1860, avec de rares pauses. Le chômage est fréquent du fait des licenciements abusifs et de l'importance numérique de la population active. Il s’accroît nettement lors des périodes de crises économiques. Les logements sont insalubres, la nourriture est déséquilibrée et de mauvaise qualité, ce qui engendre la sous-alimentation, le rachitisme et le développement de maladies (choléra, tuberculose) tandis que le manque d'espoir pousse à l'alcoolisme. Les accidents du travail, liés à la fatigue, à la pénibilité, aux difficiles conditions de travail sont fréquents (22 pour 10 000 en France, 41 pour 10 000 aux États-Unis entre 1871 et 1875).

### Évolution du monde du travail

#### Rationalisation du processus productif

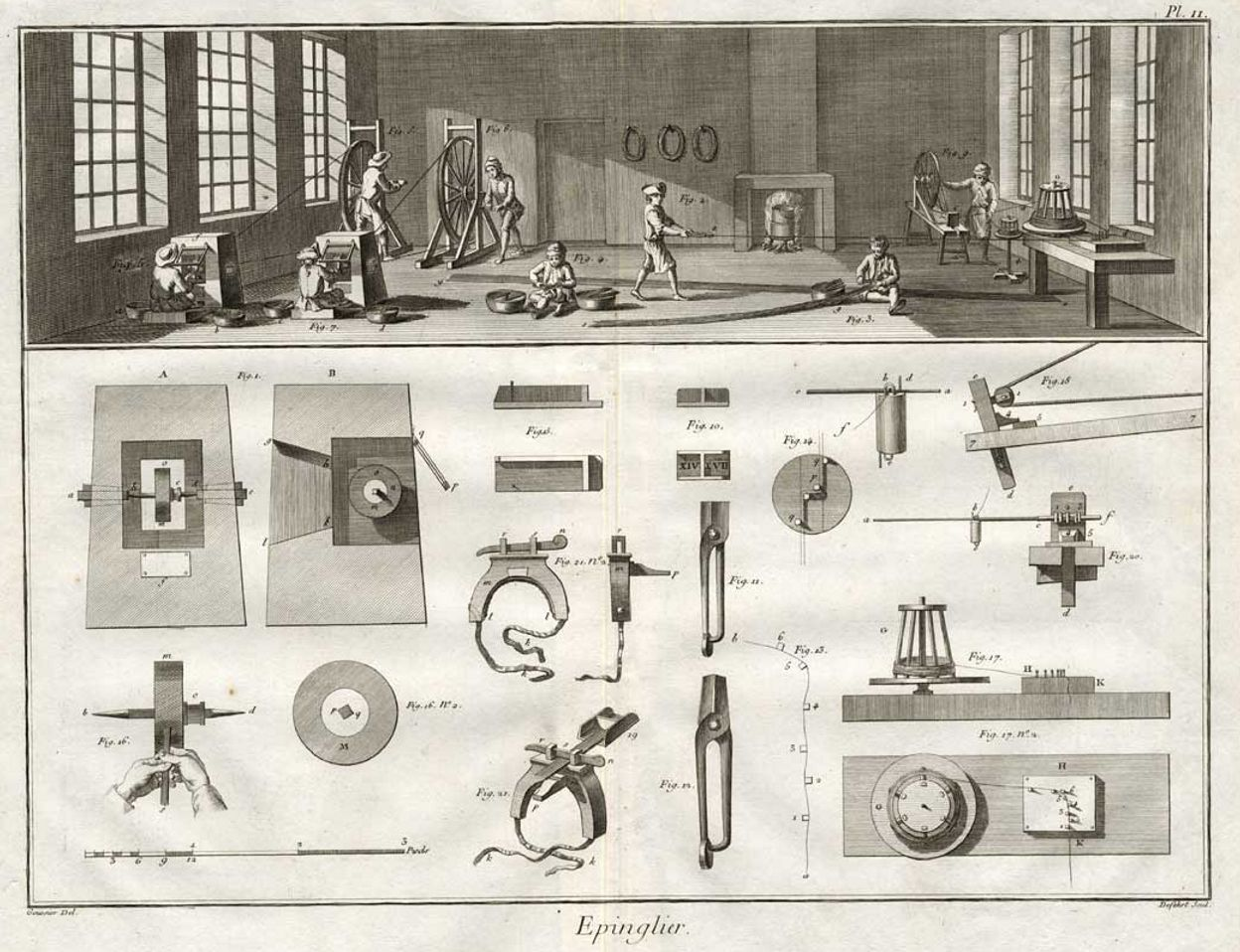
Fabrication des épingles, planche de lEncyclopédie.

Les rédacteurs de l'Encyclopédie ou des économistes comme Adam Smith décrivent quelques-unes des nombreuses pratiques qui existent dans l'industrie depuis le XVIe siècle (voir l'Arsenal de Venise) et se sont perfectionnées aux XVIe et XVIIIe siècles dans des secteurs d'activité comme les chantiers navals hollandais ou l'horlogerie (voir la pratique de l'établissage).
Par suite, toujours dans la perspective d’accroître la productivité du travail, les économistes vont s'attacher à améliorer l'organisation concrète du processus productif. Cette recherche de l'efficacité optimale se fait par des méthodes rigoureuses et donnent naissance à :
- l'émergence des sciences de gestion avec l'ingénieur des Mines Henri Fayol qui, dans son ouvrage « l'Administration industrielle et générale » (paru en 1916), plaide pour la mise en œuvre d'un processus supérieur de pilotage « Prévoir, Organiser, Commander, Coordonner et Contrôler » en vue de superviser toutes les pratiques élémentaires à l'œuvre dans les processus industriels ;
- l'apparition de l'Organisation scientifique du travail (OST), promue par Frederick Winslow Taylor dans son ouvrage Principes du management scientifique paru en 1911 sous le titre original : Principles of Scientific Management.

##### Précurseurs: l'exemple de Frédéric Japy

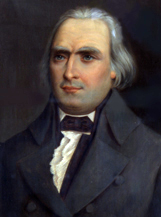
Frédéric Japy (1749-1812).

Frédéric Japy fonde en 1771 sa propre fabrique d'ébauches à Beaucourt, la première de l'histoire en territoire français. La fabrication de pièces pour l'industrie horlogère est, du temps de Japy, le fait d'ouvriers spécialisés travaillant à domicile, et fournissant chacun un type très spécifique de pièce. L'organisation de la fabrique de montres Japy est sur ce point innovante : Frédéric Japy regroupe ses ouvriers dans une usine à part de la ville. Avec une conception et une utilisation de machines destinées à la production en série, Japy augmente à faible cout les cadences de production tout en réduisant la main d'œuvre nécessaire. Frédéric Japy implante dans la manufacture, bien avant d'autres, les lois dites du Taylorisme et du Fordisme.
Il dépose en 1799 les brevets de dix machines révolutionnaires, dont une machine à tailler les roues, une machine à fendre les vis, un tour pour tourner les platines des montres. Il insiste dans ses descriptions sur le fait que ses machines peuvent être actionnées facilement par des infirmes ou des enfants. Son inventivité technique ne s'arrêtant pas à son cœur de métier, Frédéric Japy invente en outre un modèle de pompe rotative encore en usage de nos jours.
Lorsque Frédéric Japy installe sa fabrique à Beaucourt, les montres sont encore fabriquées selon le système de l'établissage : le fabricant achète toutes les ébauches nécessaires et les assemble lui-même. Ainsi, 150 ouvriers en moyenne interviennent pour réaliser le produit fini en se cantonnant chacun à une opération bien spécifique. Mais Frédéric Japy a déjà fait l'expérience d'un matériel beaucoup plus novateur. Ainsi, il passe rapidement commande à Jeanneret-Gris d'une série de dix machines différentes qui lui permettent de concevoir les 83 pièces de l'ébauche. Un système productif particulièrement novateur est dès lors en place : l'utilisation de la machine-outil lui permet d'embaucher des ouvriers non qualifiés, des femmes, des vieillards… Grâce à cette nouvelle division du travail, il est désormais possible de produire les ébauches en série et dans un atelier unique. Ces machines « infernales » imposent une concurrence très rude à tout le monde artisanal et corporatif de l'horlogerie : une ébauche de montre vendue à 7,50 F en 1793 sort à 2,50 F des ateliers beaucourtois. Immédiatement, cette concurrence engendre la fermeture de nombreux ateliers jurassiens mais elle agit aussi en Suisse où la manufacture Japy écoule 91,3 % de sa production. Ce faisant, Frédéric Japy impose la machine-outil comme mode de production et se pose comme le principal initiateur de la fabrication mécanique de montres. Cette technicité Japy correspond sans conteste à l'un des trois changements techniques nécessaires au démarrage de la révolution industrielle : la substitution de l'invention mécanique aux talents humains.

##### Vulgarisateurs: Frederick Taylor et Henry Ford

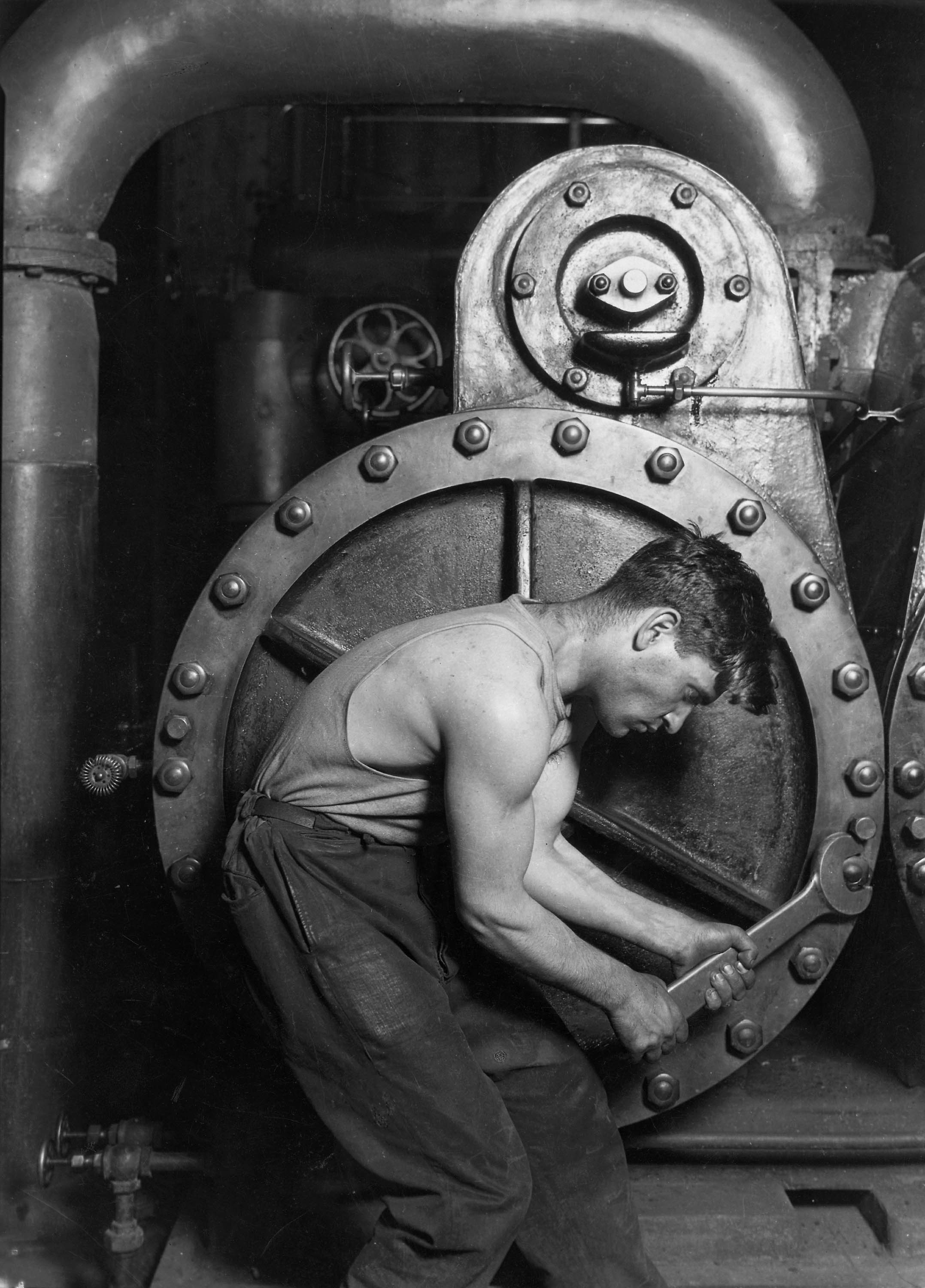
Mécanicien travaillant sur une pompe à vapeur, Lewis Hine, 1920.

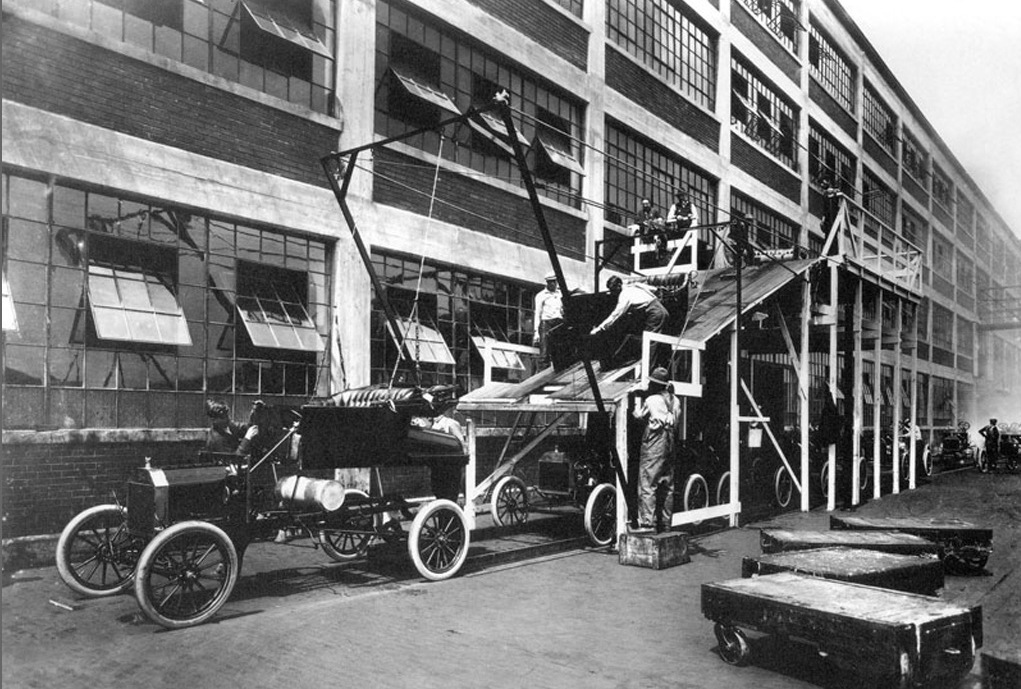
Une ligne de montage aux usines Ford en 1913 aux États-Unis.

Frederick Winslow Taylor, initiateur du taylorisme contribue au début du XXe siècle à mettre fin aux usages et à l'organisation individualiste et artisanale. Pour lui, la réussite industrielle implique un mode de pensée et d'action plus cohérent : il préconise une spécialisation des tâches à la fois verticale (il y a ceux qui pensent les processus de travail et ceux qui les exécutent) et horizontale (délimitation et parcellisation des tâches pour les ouvriers et les employés). Il apporte l'idée du « one best way » (la meilleure façon de faire) : standardisation et chronométrage des tâches simplifiées (les gestes sont décomposés au maximum) des ouvriers, afin de minimiser leurs mouvements et définir des cadences de travail. Sont ainsi évacuées la « flânerie systématique » des ouvriers en vue d'obtenir une régularité et un niveau plus élevé de production.
Henry Ford, début XXe siècle, avec le fordisme, introduit le travail à la chaîne dans le secteur automobile en installant un tapis roulant qui achemine les pièces vers les ouvriers spécialisés, ce qui leur évite des déplacements inutiles.
Cette nouvelle organisation du travail n'est pas sans conséquence sur les travailleurs, Karl Marx la décrit comme conduisant à l'aliénation du prolétaire, qui n'est plus qu'un maillon d'une chaîne de production : « C'est une simple machine à produire la richesse pour autrui, écrasée physiquement et abrutie intellectuellement »[réf. souhaitée] Plus tard, Georges Friedmann qualifiera cette organisation du travail de « travail en miette ». Ouvriers et syndicats ont souvent contesté ces méthodes de travail.
Karl Marx met en évidence l'existence de l'armée de réserve de travailleurs, une réserve de travailleurs au chômage permettant aux capitalistes de disposer de main d'œuvre et de maintenir les salaires au plus bas en faisant massivement appel aux femmes et aux enfants dans les fabriques. Et l'historien Edward Palmer Thompson précise : « Certains historiens économiques semblent peu désireux […] de reconnaitre cette évidence : l'innovation technologique, au cours de la révolution industrielle et jusqu'à l'époque du chemin de fer, évince (sauf dans les industries métallurgiques) la main d'œuvre qualifiée adulte ». L'historien Robert C. Allen met en évidence un phénomène de stagnation salariale durant les premières décennies de la révolution industrielle (pause d'Engels) qui avait été remarqué par Engels dans son ouvrage La Situation de la classe ouvrière en Angleterre en 1844.
Certains travailleurs perçoivent la machine comme directement responsable du chômage, et l'on voit apparaître des mouvements de briseurs de machines comme en Angleterre en 1811-1812 avec les Luddites.

#### Travail des enfants
En France, à partir des années 1830, des enquêtes et des pétitions commencent à alerter sur le sort des enfants-ouvriers. En 1840, la publication de l'ouvrage de Louis René Villermé, Tableau physique et moral des ouvriers employés dans les manufactures de coton, de laine et de soie, a un fort retentissement. Son enquête décrit la « misère de l'enfant de 5 ans à 5 sous par jour pour quinze heures de travail. (…) Nourris d'un morceau de pain, ajoutant à l'exténuation du travail celle de la longue étape matin et soir, ils vivaient en pénurie de sommeil, de nourriture, d'habits. Affamés, transis, épuisés, battus (…) ils mourraient vite. Les pays d’industrie textile se plaignaient d'en manquer.
D'après lui, la future loi (la première loi du travail est adoptée le 22 mars 1841) « devrait concilier des intérêts opposés, celui des fabricants, celui des ouvriers et de ne pas trop accorder à l'un de peur de nuire à l'autre. C'est en rendant obligatoire l'assiduité des enfants à l'école que l'on peut le mieux résoudre le problème difficile de limiter leur emploi dans les manufactures jusqu'à un certain âge. » Les autorités ne s'opposent pas au principe même du travail des enfants. Il s’agit de le réguler : de fixer à huit ans l’âge de l’embauche, de limiter à huit heures par jour le travail des enfants âgés de huit à douze ans et à douze heures pour ceux âgés de douze à seize ans, de rendre obligatoire la scolarisation jusqu’à l’âge de douze ans, de mieux préserver la croissance et la santé des plus jeunes afin de préserver la reproduction d’une force de travail. Pourtant, la loi ne sera pas appliquée. Les inspecteurs manufacturiers, patrons établis, ne pouvaient sévir qu'en s'attirant des inimitiés préjudiciables à leur chiffre d'affaires. Il faudra attendre 1874, en réalité, pour voir naître une « véritable » première législation en matière de droit contrôlée par un corps d'inspection étatique.
Dans les années 1850, la classe dirigeante britannique commence à craindre que les futures réserves de main d’œuvre ne viennent à diminuer. En 1871, les inspecteurs britanniques de la loi sur les pauvres signalent : « Il est bien établi qu'aucun garçon des classes pauvres qui a grandi en ville, en particulier à Londres, n'atteint [...] la taille de quatre pieds dix pouces et demi [1,48 m] ou un tour de poitrine de 29 pouces [73 cm] à l'age de quinze ans. Un certain rachitisme est caractéristique de cette race ». Ainsi, quelques lois vinrent réguler les heures de travail des enfants et interdirent l'emploi des femmes dans les secteurs les plus susceptibles de compromettre leur fécondité.

### Évolution de l'environnement
Depuis les travaux du Groupe d'experts intergouvernemental sur l'évolution du climat (GIEC), on s'est rendu compte que les émissions de gaz à effet de serre par la civilisation industrielle constituent un facteur commun du développement des sociétés actuelles. C'est en effet depuis la révolution industrielle que les sociétés humaines extraient des énergies fossiles (charbon, puis pétrole et gaz naturel), dont la combustion rejette dans l'atmosphère des quantités très importantes de dioxyde de carbone, dont l'accumulation dans l'atmosphère est responsable de l'effet de serre et du réchauffement climatique global. Même si les diverses formes de combustion d'énergies fossiles constituent la source des émissions les plus évidentes, elles ne sont pas les seules : il y a aussi la combustion de la biomasse, la déforestation, la concentration urbaine (déchets), l'agriculture (émissions azotées causées par les engrais), l'élevage, etc.
Même si certains facteurs préexistaient à la révolution industrielle, il est indéniable que l'augmentation des émissions du carbone fossile depuis 1860, et surtout depuis la Seconde Guerre mondiale, a provoqué une accélération du phénomène du changement climatique.
Le réchauffement climatique n'est pas la seule conséquence environnementale. Il faut citer également la perte de biodiversité, liée en grande partie à la déforestation, et les diverses formes de pollution de l'eau, de l'air ou des sols.
Les risques environnementaux induits par la technoscience sur les générations futures ont été analysés depuis 1979 par le philosophe Hans Jonas.
Selon l'expert américain Lester R. Brown, la révolution industrielle a libéré une énergie créatrice gigantesque en raison d'une productivité supplémentaire. Elle a aussi donné naissance à de nouveaux modes de vie et à l'ère la plus destructrice pour l'environnement que l'histoire humaine ait jamais connue, en risquant de remettre en cause la croissance économique. Il en résulte la nécessité d'une restructuration de l'économie mondiale, avec un changement conceptuel comparable à celui de la révolution copernicienne.

### Évolutions politiques des sociétés industrialisées

#### Évolution du rôle de l'État
Dès la fin du XVIe siècle, le mercantilisme défend les conceptions d'une « économie au service du prince ». L'intervention de l'État se décline de manière variable selon les pays : En Angleterre qui pratique un mercantilisme essentiellement commercial, elle sert en premier lieu « Le commerce extérieur qui est d'après Thomas Mun, la richesse du souverain, l'honneur du royaume, […], le nerf de notre guerre, la terreur de nos ennemis ». En France, l'État colbertiste intervient de façon plus complexe dans l'économie avec notamment la mise en place de manufactures royales (voir l'exemple de Villeneuvette).
Puis l'émergence de la physiocratie au XVIIIe siècle puis du libéralisme au XIXe siècle réduit l'importance des interventions de l'État au sein de l'économie. Karl Polanyi estime qu'au XIXe siècle, exactement en 1834 et 1929, le marché est autorégulé, c'est-à-dire fonctionne avec une intervention très restreinte de l'État.
Toutefois, marché autorégulé n'équivaut pas pour autant à l'absence de toute forme d'intervention de l'État : « De capitalisme entièrement privé, l'histoire n'en a jamais connu », (François Perroux), D'autre part, il faut nuancer l'idée selon laquelle l'essor du libéralisme au XIXe siècle conduit à l'absence de toute intervention de l'État : Certains économistes classés comme libéraux (par exemple Léon Walras le grand formalisateur de l'équilibre du système économique) défendent l'intervention publique dans certains domaines comme la répartition de la formidable richesse produite par l'essor sans précédent favorisé par le développement des processus industriels.
Économiquement, les États s'engagent financièrement dans le processus de révolution industrielle. Ils initient, en effet, une politique active pour mettre en place un environnement favorable au développement économique en aménageant leur territoire : grands travaux à Paris sous la direction du baron Haussmann, aménagement de villes de province, création de villes nouvelles en Angleterre, travaux d'assainissement (en Sologne, par exemple), etc. De plus, ils contribuent à mettre en place des infrastructures de transport modernes : plan Freycinet dès 1878 en France, construction de métro ou tramway, etc. Par ailleurs, si le libéralisme a été très influent sur l'orientation donnée au commerce extérieur en imposant le libre-échange – abolition des corn laws en 1846 et du Navigation act en 1849 en Angleterre, signature du traité franco-britannique de libre-échange en 1860, etc. —, les États n'hésitent pas à intervenir directement lorsque les difficultés économiques les y contraignent. Ainsi, avec les difficultés générées par la Grande Dépression les États interviennent en revenant au protectionnisme : Loi et Tarif Méline de 1892 et « loi du cadenas » de 1897 en France, tarifs Mac Kinley en 1890 et Dingley en 1897 aux États-Unis, mise en place de législations anti-trusts, notamment aux États-Unis avec les Sherman Act de 1890 et Clayton Act de 1913. En fait, le degré de protectionnisme et d'intervention de l'État dépend de chaque pays. L'Allemagne demeure fidèle au « protectionnisme éducateur » de Friedrich List, les États-Unis demeurent dans un isolationnisme, tel qu'il est défini par la doctrine Monroe, justifiant le protectionnisme tandis que le Royaume-Uni opte pour le libéralisme et que la France adopte une voie intermédiaire.
Fait nouveau au XIXe siècle, l'intervention de l'État s'étend au domaine social sous l'effet conjugué d'une évolution de la pensée politique et de la mobilisation des syndicats. L'État inaugure alors un rôle qui, auparavant, était majoritairement le fait des paroisses ; c'était le cas des poor laws en Angleterre. Les premières mesures sociales peuvent être datées du début du XIXe siècle en Angleterre, terre du libéralisme. En effet, dès 1815 Robert Owen est à l'origine d'une loi pour limiter le travail des enfants qu'il fera contrôler par des inspecteurs du travail en 1833. Par la suite, l'Angleterre limite la durée du travail des femmes en 1847. En France, une première tentative de législation sociale concerne également le travail des enfants avec la loi du 22 mars 1841 à l'initiative de Laurent Cunin-Gridaine. Toutefois, les mesures les plus importantes sur le plan social viennent de Prusse ; Bismarck met en place en 1883 une assurance-maladie, en 1884 un système pour prémunir les travailleurs contre les accidents du travail et en 1889 une assurance-vieillesse. À la fin du XIXe siècle certains auteurs commencent à évoquer la notion de service public que le juriste Léon Duguit définissait comme « toute activité dont l'accomplissement doit être assuré, réglé et contrôlé par les gouvernants, parce que l'accomplissement de cette activité est indispensable à la réalisation et au développement de l'interdépendance sociale, et qu'elle est de telle nature qu'elle ne peut être réalisée complètement que par l'intervention de la force gouvernante ».
Une telle intervention de l'État trouve un écho favorable chez certains libéraux. Outre Léon Walras et Alfred Marshall, John Stuart Mill défend l'importance de l'intervention publique dans le domaine de l'éducation. Par ailleurs, Jean de Sismondi défend l'idée d'un État au cœur de la régulation économique et garant du bien-être de la population.
De même, avec l'émergence du concept de développement durable à la fin du XXe siècle, les États ont commencé à s'engager dans le domaine environnemental (directives européennes, stratégies nationales de développement durable, et en France loi relative aux nouvelles régulations économiques et Grenelle de l'environnement).

#### Utopies sociales
Les grandes utopies du XIXe siècle naissent donc dans ce contexte. Ces dernières sont le plus souvent influencées par le socialisme utopique, c'est-à-dire le socialisme précédant le socialisme scientifique. En Grande-Bretagne, Robert Owen imagine la création de colonies, fondées sur la mise en commun des biens, dont la tentative de mise en place échouera. En France, Claude-Henri de Saint-Simon prône un mode de gouvernement contrôlé par un conseil formé de savants, d'artistes, d'artisans et de chefs d'entreprise et dominé par l'économie qu'il convient de planifier pour créer des richesses et faire progresser le niveau de vie. De son côté, Charles Fourier pense une nouvelle forme d'organisation sociale au travers de phalanstères que son disciple, Victor Considerant tentera, en vain, de concrétiser. D'autres courants tenteront d'apporter plus de réalisme à ces utopies. C'est le cas de Louis Blanc qui propose la mise en place d'ateliers nationaux ou bien de Philippe Buchez qui défend la création de vastes coopératives. En fin de compte, ces utopies soulignent une critique du profit capitaliste, de la concurrence, ou du moins ses excès et parfois de la propriété privée.

#### Combat social
Dès la première moitié du XIXe siècle, les « crises mixtes », c'est-à-dire dont l'origine est encore agricole mais dont les effets sont de plus en plus importants sur le plan industriel, suscitent les premiers combats sociaux. En effet, la crise de 1836, provoquée par la spéculation sur l'émission de titres publics espagnols et portugais, conduit à une crise sociale avec la naissance du chartisme. Auparavant, d'autres mouvements avaient déjà vu le jour comme le luddisme en Grande-Bretagne ou bien la révolte des Canuts à Lyon en 1831. Toutefois, la crise ayant eu le plus de répercussions est celle de 1847, issue des mauvaises récoltes. Tous les pays européens engagés dans le processus de révolution industrielle connaissent des troubles qui culminent en 1848 avec les mouvements révolutionnaires.
Néanmoins, les combats sociaux deviendront plus amples et plus organisés dans la seconde moitié du XIXe siècle. C'est le résultat d'une plus grande concentration de la main-d'œuvre dans des usines de plus en plus grandes. De surcroît, elle s'organise autour du syndicalisme. En effet, le droit de grève est autorisé en 1864 en France et en 1875 en Angleterre, les syndicats sont autorisés en France en 1884 par la loi Waldeck-Rousseau. De ce fait, des grands syndicats sont créés à la fin du siècle :
- le Trades Union Congress (TUC) en Grande-Bretagne est légalisé en 1874 ;
- l'American Federation of Labor (AFL) aux États-Unis en 1886 ;
- la Confédération générale du travail (CGT) en France en 1895.

Ces syndicats mobilisent massivement les ouvriers lors des crises, par exemple lors de la Grande Dépression (1873-1896). D'autre part, ils sont influencés par le socialisme scientifique – le marxisme – théorisé par Karl Marx et Friedrich Engels.

#### Question sociale
La question sociale est désormais clairement ouverte et posée sur le plan politique.

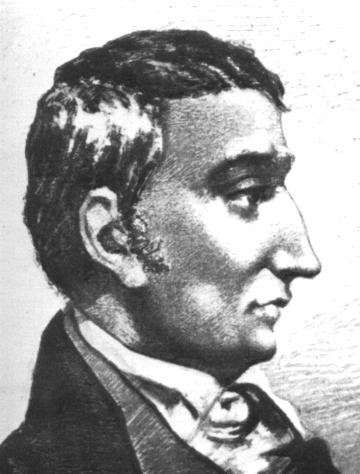
Claude-Henri de Saint-Simon.
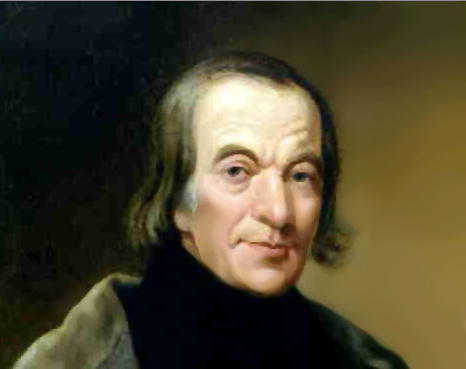
Robert Owen.
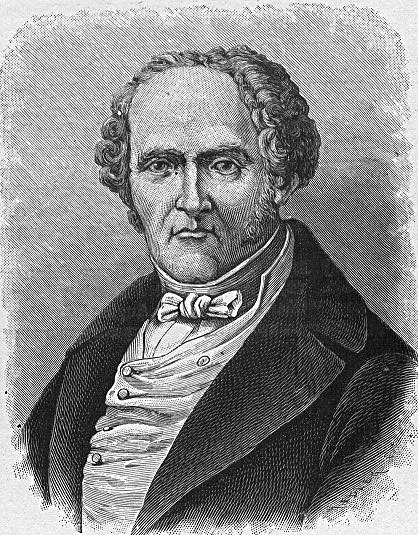
Charles Fourier.
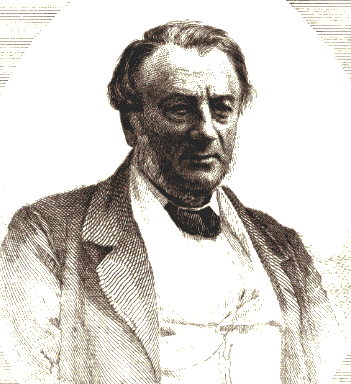
Prosper Enfantin.
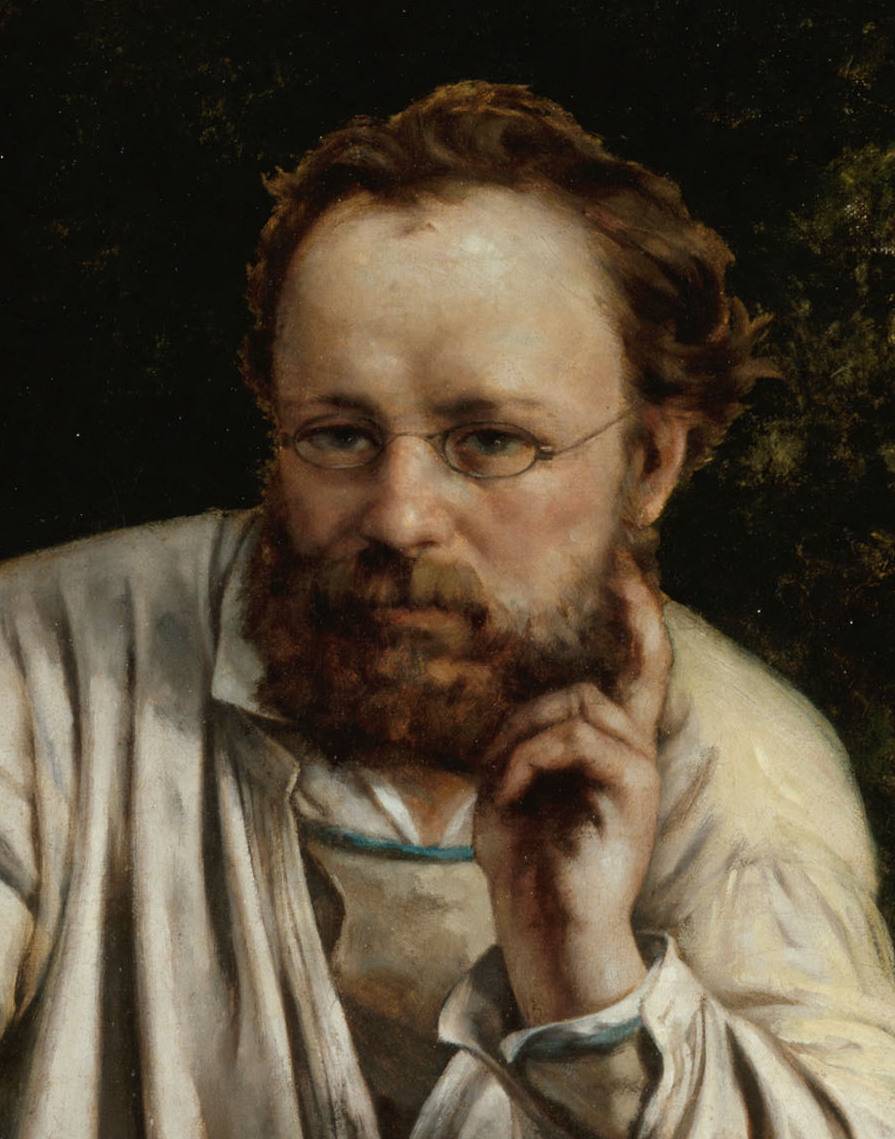
Pierre-Joseph Proudhon.
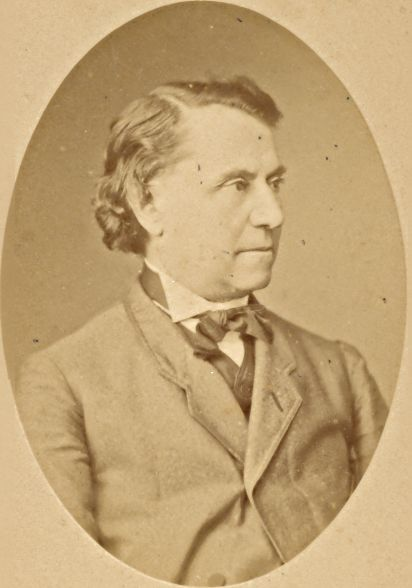
Louis Blanc.

## Troisième révolution industrielle

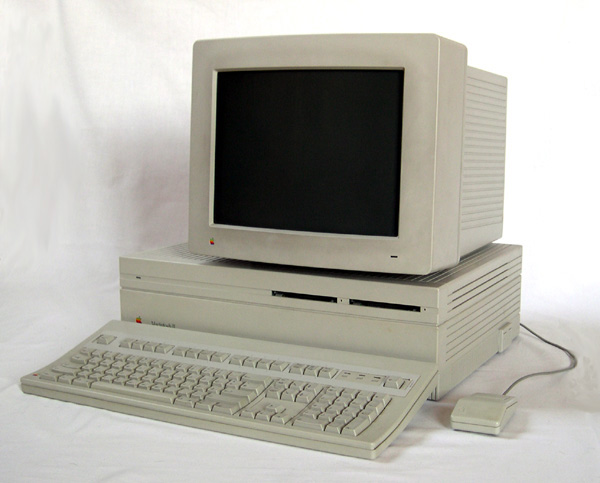
Un ordinateur Apple Macintosh II.

Aussi désignée sous le terme de « révolution informatique », elle démarre avec les années 1970 avec l'invention du microprocesseur (Intel, 1971), de l'ordinateur de bureau (IBM 1975, Apple, 1977), des logiciels grand public (VisiCalc, 1979), des imprimantes, des réseaux puis d'internet. Ces inventions vont progressivement se diffuser à l'ensemble de l'économie provoquant une rupture paradigmatique du processus de production. Avec l'automatisation de la production industrielle, le nombre d'ouvriers diminue au profit des professions tertiaires. La sous-traitance se développe et les entreprises se spécialisent alors que les employés deviennent polyvalents. C'est aussi une révolution de l'information et de l'intermédiation, avec un essor considérable des télécommunications et de la finance. Dans le domaine social, elle s'accompagne souvent d'une hausse des inégalités.

## Quatrième révolution industrielle
La quatrième révolution industrielle désigne le recours de plus en plus courant aux imprimantes 3D, découpe laser, machine-outil à commande numérique. Comme avec la révolution industrielle du XIXe siècle, il y a une crainte de la perte d'emplois, remplacés par ces nouvelles machines-outils. Cependant, il n'est pas un fait reconnu pour la communauté des spécialistes que la quatrième révolution industrielle ait commencé à l'heure actuelle. Nous nous situons plutôt dans une période où l'application de la troisième révolution industrielle est rendue possible avec des outils permettant de réaliser des applications, par exemple une fusion homme-machine, augmentation de la durée de vie ou encore l'amélioration du corps humain, cela étant théorisé depuis une vingtaine d'années et financé par des multinationales comme Calico (filiale d'Alphabet, anciennement Google), dans ce qu'il faudrait appeler peut-être une révolution transhumaniste, comme le livre éponyme.
Cependant, il semble que même si certains journaux titrent la quatrième révolution industrielle, il n'y ait pas vraiment de nouvelles sources d'énergie comme dans les deux premières (charbon, hydroélectricité, pétrole). De plus, comme le présente Jérémy Rifkin, la troisième révolution industrielle est aujourd'hui une période de questionnement et de recherche de solutions pour sortir d'une économie intensive en produits issus des énergies fossiles. C'est la question de l'après-pétrole, ou comment en finir durablement avec l'ère d'exploitation intensive du carbone que soulignent les journaux en parlant notamment de peur de la quatrième révolution industrielle à tort ou à raison. Ainsi, une question essentielle se pose dans cette période de transition énergétique (baisse concomitance de la production et de la consommation d'énergie) : est-ce que les outils technologiques, qui sont supposés en meilleure convergence, pourront permettre de proposer de nouvelles énergies, par exemple avec le développement de l'énergie verte, de la fusion nucléaire comme à ITER et de l'économie circulaire ?

#### Ouvrages
- Miguel Amorós, ""Préliminaires - Vers une perspective anti-industrielle"" (2015) - Éditions de la roue - La Taillade, 11150 Villasavary -  (ISBN 978-2-954115436)
- Günther Anders (2002), "L'Obsolescence de l'homme, t. 1 : Sur l'âme à l'époque de la deuxième révolution industrielle", trad. Christophe David, Paris, éditions Ivrea et éditions de l'Encyclopédie des Nuisances, 2002.
- Günther Anders (2011),"L'Obsolescence de l'homme, t. 2 : Sur la destruction de la vie à l’époque de la troisième révolution industrielle", trad. Christophe David, Paris, Éditions Fario, 2011.
- Jean-Charles Asselain (1984), Histoire économique de la France du XVIIIe siècle à nos jours, t. 1 : De l'Ancien Régime à la Première Guerre mondiale, Points Histoire
- Beauchamp Chantal (1997), Révolution industrielle et croissance au XIXe siècle, Ellipses Marketing, coll. « Les Économiques »
- Caron F (1997) Les Deux Révolutions industrielles du XXe siècle, Paris, Albin Michel,1997, 528 p. ;
- Collectif (2013) Le gouvernement par la peur au temps des catastrophes - réflexions anti-industrielles sur les possibilités de résistance, Éditions de la roue - La Taillade, 11150 Villasavary -  (ISBN 978-2-9541154-1-2)
- Collectif (2014) La lampe hors de l’horloge - Réflexions anti-industrielles sur les possibilités de résistance Éditions de la roue - La Taillade, 11150 Villasavary -  (ISBN 978-2-9541154-2-9)
- Coutard Olivier (dir.), The Governance of Large Technical Systems, Londres et New York, Routledge, 1999, 304 p. ; Gabriel Dupuy et Jean-Marc Offner, « Réseau : bilans et perspectives », Flux, n° 62, « Clefs pour les réseaux », octobre-décembre 2005, p. 38-45.
- David Landes (2000), L'Europe technicienne ou Le Prométhée libéré. Révolution technique et libre essor industriel en Europe occidentale de 1750 à nos jours, Gallimard, 1975 (édition originale : 1969). Réédition : 2000
- Le Bot Florent& Perrin Cédric (dir.) (2011), Les chemins de l'industrialisation en Espagne et en France. Les PME et le développement des territoires (XVIIIe – XXIe siècle), Bruxelles, Peter Lang
- Pierre Musso (2017), La religion industrielle. Monastère, manufacture, usine. Une généalogie de l'entreprise. Fayard, Paris.
- Peitsch M. (1963), La Révolution industrielle, Payot
- Jean-Pierre Rioux (1989), La Révolution industrielle (1770-1880), Points, collection "Histoire"
- Patrick Verley (1999), La première révolution industrielle, Armand Colin, coll. « Synthèse »
- Patrick Verley (1997), La Révolution industrielle, Folio, collection "Histoire"
- Patrick Verley (2013), L'échelle du monde : Essai sur l'industrialisation de l'Occident. Gallimard

#### Article
- John Komlos, « Penser la révolution industrielle », Histoire, économie & société, 1996, no 4, p. 615-629. [lire en ligne]